# Luân Đôn
Luân Đôn (tiếng Anh: London; /ˈlʌndən/) là thủ đô kiêm thành phố lớn nhất của Anh (England) và của cả Vương quốc Liên hiệp Anh và Bắc Ireland (UK). Luân Đôn được người La Mã lập ra 2000 năm trước đây với tên gọi đầu tiên là Londinium (Luân Đôn thuộc La Mã). Trung tâm chính từ xa xưa của Luân Đôn là Thành phố Luân Đôn, hiện vẫn giữ được ranh giới rộng hàng dặm vuông từ thời Trung Cổ trên quy mô lớn. Sớm nhất cũng từ thế kỷ 19, tên gọi "London" mới được biết đến như một đô thị lớn phát triển quanh trung tâm chính. Sự sáp nhập của những vùng đô thị liên hoàn tạo thành vùng Luân Đôn và vùng hành chính Đại Luân Đôn, do thị trưởng Luân Đôn và Hội đồng Luân Đôn điều hành thông qua đắc cử.
Luân Đôn là một thành phố toàn cầu, cùng với Thành phố New York là hai trung tâm kinh tế-tài chính lớn nhất thế giới. và có GDP thành phố lớn nhất châu Âu. Trụ sở của hầu hết 100 công ty hàng đầu Vương quốc Anh và hơn 100/500 công ty lớn nhất châu Âu nằm tại trung tâm Luân Đôn. Sự ảnh hưởng của Luân Đôn đối với chính trị, tài chính, giáo dục, giải trí, truyền thông, thời trang, nghệ thuật và văn hóa đã mang lại vị thế thành phố toàn cầu và Caput Mundi cho Luân Đôn. Đây là một điểm đến du lịch lớn đối với du khách nội địa và quốc tế. Luân Đôn đã đăng cai Thế vận hội Mùa hè 1908 và Thế vận hội Mùa hè 1948 và Thế vận hội Mùa hè 2012. Luân Đôn có 4 di sản thế giới: Tháp Luân Đôn; Vườn thực vật Hoàng gia, Kew; khu vực bao gồm Cung điện Westminster, Westminster Abbey và Giáo đường St. Margaret; khu định cư lịch sử Greenwich (trong đó có Đài thiên văn Hoàng gia đánh dấu kinh tuyến 0° (Greenwich Meridian) và giờ trung bình Greenwich (GMT).. Các địa danh nổi tiếng khác bao gồm Cung điện Buckingham, London Eye, Giao lộ Piccadilly, Nhà thờ St Paul, Cầu Tháp Luân Đôn, Quảng trường Trafalgar, The Shard và Bảo tàng Anh. London Underground là mạng lưới tàu điện ngầm lâu đời nhất trên thế giới.
Luân Đôn có thành phần dân tộc, văn hóa, tôn giáo đa dạng, có hơn 300 ngôn ngữ được sử dụng. Tại thời điểm tháng 7 năm 2016, thành phố có dân số chính thức là 8,787,892 người trong Đại Luân Đôn, khiến nó là đô thị đông dân nhất Liên minh châu Âu. Vùng đô thị Đại Luân Đôn (Greater London Urban Area) (vùng đô thị lớn thứ hai ở châu Âu) có dân số 9,787,426. Còn vùng đô thị Luân Đôn lớn nhất châu Âu với dân số 14,040,163 người vào năm 2016. Thống kê cho thấy chưa đến 70% dân số Luân Đôn là người da trắng, điều này cho thấy Luân Đôn có tính quốc tế cao. Hệ thống tàu điện ngầm Luân Đôn do Cục Vận tải Luân Đôn (Transport for London) quản lý, là hệ thống tàu điện ngầm cổ nhất thế giới. Sân bay Heathrow London là sân bay bận rộn nhất thế giới theo lượt khách quốc tế với không gian hàng không tấp nập hơn bất cứ trung tâm đô thị nào trên thế giới.

## Từ nguyên

### Tên gốc
"London" là một tên cổ, đã được chứng thực vào thế kỷ thứ nhất sau Công nguyên, thường ở dạng Latinh Londinium; ví dụ, các viên thuốc La Mã viết tay được thu hồi trong thành phố có nguồn gốc từ 65/ 70-80 sau Công nguyên bao gồm từ Londinio ("ở Luân Đôn").
Trong những năm qua, cái tên đã thu hút nhiều lời giải thích hoang đường. Chứng thực sớm nhất xuất hiện trong Historia regum Britanniae của Geoffrey Monmouth, được viết vào khoảng năm 1136. Điều này có nghĩa là cái tên bắt nguồn từ một vị vua được cho là vua Lud, người được cho là đã chiếm lấy thành phố và đặt tên là Kaerlud.
Các phân tích khoa học hiện đại về tên phải giải thích nguồn gốc của các dạng khác nhau được tìm thấy trong các nguồn gốc tiếng Latinh (thường là Londinium), tiếng Anh cổ (thường là Lunden) và tiếng Wales (thường là Llundein), có liên quan đến sự phát triển đã biết theo thời gian của âm thanh những ngôn ngữ khác nhau. Người ta đồng ý rằng tên này được sử dụng trong các ngôn ngữ này từ Common Brythonic; công việc gần đây có xu hướng xây dựng lại hình thức Celtic bị mất của cái tên là * [Londonjon] hoặc một cái gì đó tương tự. Điều này đã được chuyển thể sang tiếng Latinh là Londinium và mượn sang tiếng Anh cổ, ngôn ngữ tổ tiên của tiếng Anh hiện đại.
Các từ đồng nghĩa của hình thức Brythonic thường được tranh luận nhiều. Một lời giải thích nổi bật là lập luận năm 1998 của Richard Coates rằng cái tên bắt nguồn từ tiếng tiền Celtic vào giai đoạn châu Âu thời cổ *(p)lowonida, có nghĩa là "dòng sông quá rộng để vượt qua". Coates cho rằng đây là một cái tên được đặt cho một phần của sông Thames chảy qua London; từ điều này, khu định cư đã đạt được hình thức Celtic của tên của nó, *Lowonidonjon. Tuy nhiên, hầu hết các công trình đã chấp nhận một nguồn gốc Celtic cho tên này, và các nghiên cứu gần đây đã ủng hộ một lời giải thích dọc theo dòng dẫn xuất Celtic của một gốc tiếng Ấn-Âu nguyên thủy *lendh- ('chìm, gây ra chìm'), kết hợp với hậu tố Celtic * -injo- hoặc * -onjo- (được sử dụng để tạo tên địa danh). Peter Schrijver đã đề nghị cụ thể, trên cơ sở đó, tên ban đầu có nghĩa là 'nơi lũ lụt (theo định kỳ, theo thời gian)'.
Cho đến năm 1889, cái tên "London" được áp dụng cho Thành phố Luân Đôn, nhưng kể từ đó, nó cũng được gọi là Quận Luân Đôn và Đại Luân Đôn. "London" đôi khi được viết không chính thức là "LDN".

### Tên gọi và tên viết trong tiếng Việt
Tên gọi của thành phố này trong tiếng Việt là âm Hán Việt của hai chữ Hán "Luân Đôn" (giản thể: 伦敦, phồn thể: 倫敦, pinyin: lún dūn) mà người Trung Quốc dùng với âm tương ứng trong tiếng Quan Thoại để phiên âm từ "London". Nếu đọc từ tiếng Anh, phiên âm tiếng Việt của tên thành phố này là "Lăn-đân" (ˈlʌndən). Mặc dù người Việt vẫn thường đọc là "Luân Đôn", nhưng trong văn viết tiếng Việt (đặc biệt ở mảng truyền thông) thì cách viết theo từ gốc là "London" phổ biến hơn so với cách viết "Luân Đôn".

## Lịch sử

### Thời tiền sử
Năm 1993, phần còn lại của cây cầu thời đại đồ đồng đã được tìm thấy ở bờ biển phía nam, thượng nguồn của cầu Vauxhall. Cây cầu này hoặc băng qua sông Thames hoặc đến một hòn đảo đã mất trong đó. Hai trong số các loại gỗ này được định niên đại bằng cacbon phóng xạ, có từ năm 1750 trước Công nguyên và 1285 trước Công nguyên.
Vào năm 2010, nền móng của một cấu trúc gỗ lớn, có niên đại từ năm 4800 trước Công nguyên đến 4500 trước Công nguyên, đã được tìm thấy trên bờ biển phía nam của sông Thames, ở hạ lưu cầu Vauxhall. Chức năng của cấu trúc mesolithic không được biết đến. Cả hai cấu trúc đều nằm ở bờ phía nam nơi sông Effra chảy vào sông Thames.

### Buổi đầu của Luân Đôn

Vào năm 1300, Thành phố vẫn bị giới hạn trong Bức tường La Mã

Mặc dù có một số bằng chứng về các khu dân cư rải rác trước thời La Mã trong khu vực này, khu dân cư lớn đầu tiên được thành lập bởi Đế chế La Mã vào năm 43, theo sau sự xâm lược đảo Anh của quân đội La Mã. Khu dân cư này được gọi là Londinium, được tin là nguồn gốc của tên gọi ngày hôm nay, mặc dù nguồn gốc Celt cũng là một khả năng.
Luân Đôn đầu tiên chỉ tồn tại trong vòng 17 năm. Khoảng năm 61, bộ tộc Iceni của người Celt lãnh đạo bởi Nữ hoàng Boudica đánh ập vào Luân Đôn, đốt sạch thành phố. Kế tiếp, sự tái sinh với nhiều quy hoạch lớn của thành phố phát triển mạnh và gộp luôn cả Colchester như là thủ đô của Britannia như là một tỉnh La Mã vào năm 100. Vào thời kỳ đỉnh cao vào thế kỷ thứ 2, Luân Đôn thời La Mã có dân số khoảng 60.000 người. Tuy nhiên, vào thế kỉ thứ 3, thành phố bắt đầu suy yếu dần do các vấn đề nội bộ của Đế chế La Mã. vào thế kỉ thứ 5, nó bị bỏ hoang khi đế quốc La Mã diệt vong, mặc dù nền văn minh La Mã vẫn tiếp tục ở khu vực St Martin-in-the-Field cho đến khoảng năm 450.

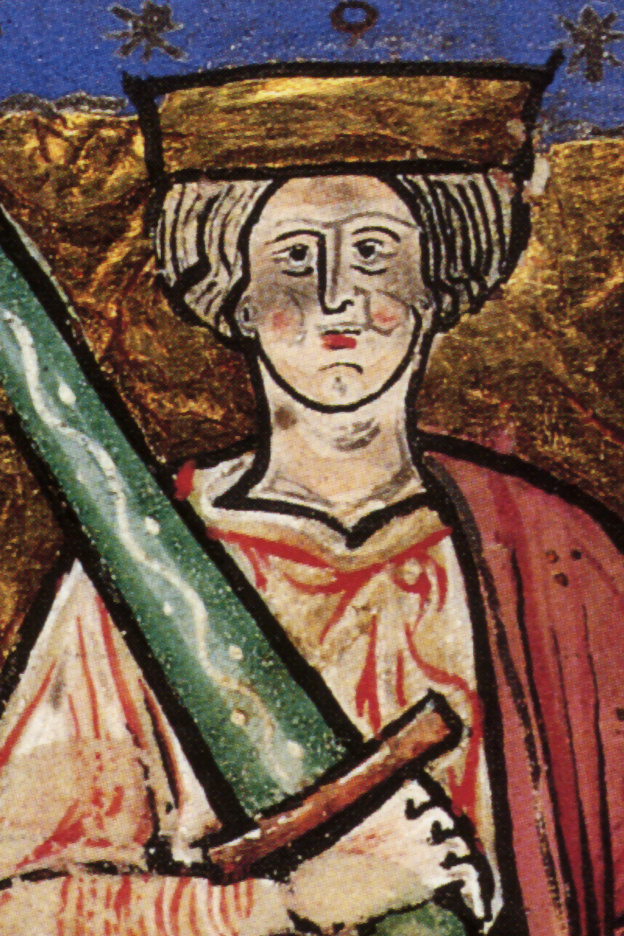
Aethelred II ra lệnh cho quân kéo sập Cầu London.

Cho đến năm 500, người Anglo-Saxon đã tạo lập nên một khu dân cư mới (gọi là Lundenwic) vào khoảng 1 km về phía thượng nguồn của thành phố La Mã cũ, quanh khu vực ngày nay là Vườn Covent. Có lẽ là có một cảng biển tại cửa sông Fleet cho việc đánh cá và thương mại, và khu thương mại này nhanh chóng phát triển. Đến khoảng năm 680, thành phố đã tái sinh thành một cảng lớn, mặc dù có rất ít bằng chứng về sản xuất quy mô lớn cho đến khi thảm họa xảy đến vào năm 851, khi sự phòng thủ xiêu vẹo của thành phố mới bị vượt qua bởi sự càn quét của người Viking và nó bị san bằng.
Người Viking đã thành lập Danelaw trên phần lớn miền đông và miền bắc nước Anh; ranh giới của nó kéo dài khoảng từ London đến Chester. Đó là một khu vực kiểm soát chính trị và địa lý được áp đặt bởi các cuộc xâm lược của người Viking đã được lãnh chúa Đan Mạch, Guthrum và vua Tây Saxon Alfred Đại đế đồng ý vào năm 886. Sự chiếm đóng bởi người Viking hai mươi năm sau không tồn tại lâu, và Alfred Đại đế, vua mới của nước Anh, thiết lập hòa bình và dời khu dân cư vào trong khu thành phòng thủ của thành phố La Mã cũ (sau đó gọi là Lundenburgh). Thành phố nguyên thủy trở thành Ealdwīc ("thành phố cũ"), một cái tên tồn tại cho đến ngày nay như là Aldwych. Luân Đôn sau đó tăng trưởng chậm cho đến khoảng 950, sau đó hoạt động tăng lên đáng kể.
Tiếp sau đó, dưới sự quản lý của nhiều vị vua Anh khác nhau, một lần nữa Luân Đôn lại phát triển như là một trung tâm thương mại quốc tế và chính trị. Tuy vậy, sự càn quét của người Viking lại bắt đầu trong cuối thế kỉ thứ 10, và đạt đến đỉnh cao vào năm 1013 khi họ bao vây thành phố dưới sự chỉ huy của vua Đan Mạch Canute và buộc vua Anh Aethelred II (Aethelred the Unready) tháo chạy. Trong một cuộc tấn công trả đũa, quân đội của Aethelred đã đạt được thắng lợi bằng cách kéo sập cầu Luân Đôn với đồn Đan Mạch ở trên đỉnh, và sự kiểm soát của người Anh lại được tái thiết lập.
Canute chiếm được ngôi vua Anh vào năm 1017, kiểm soát thành phố và đất nước cho đến năm 1042, khi cái chết của ông ta đã trả lại quyền kiểm soát cho người Anglo-Saxon dưới thời người con ghẻ của ông là Edward Người thú tội (Edward the Confessor), người tái thiết lại Tu viện Westminster và Cung điện Westminster cạnh đó. Vào thời điểm này, Luân Đôn đã trở thành thành phố lớn nhất và thịnh vượng nhất ở Anh, mặc cho địa điểm chính thức của nhà nước vẫn còn ở Winchester.
Đến thế kỷ 11, Luân Đôn vượt xa mọi thị trấn lớn nhất nước Anh. Cung điện Westminster, được xây dựng lại theo phong cách La Mã của Vua Edward the Confession, là một trong những nhà thờ lớn nhất ở châu Âu. Winchester trước đây là thủ đô của Anglo-Saxon Anh, nhưng kể từ thời điểm này, Luân Đôn trở thành nơi giao thương chính cho các thương nhân nước ngoài và là căn cứ để phòng thủ trong thời chiến. Theo quan điểm của Frank Stenton: "Nó có tài nguyên, và nó đã nhanh chóng phát triển phẩm giá và ý thức chính trị phù hợp với một thủ đô quốc gia."

### Thời Norman và trung cổ

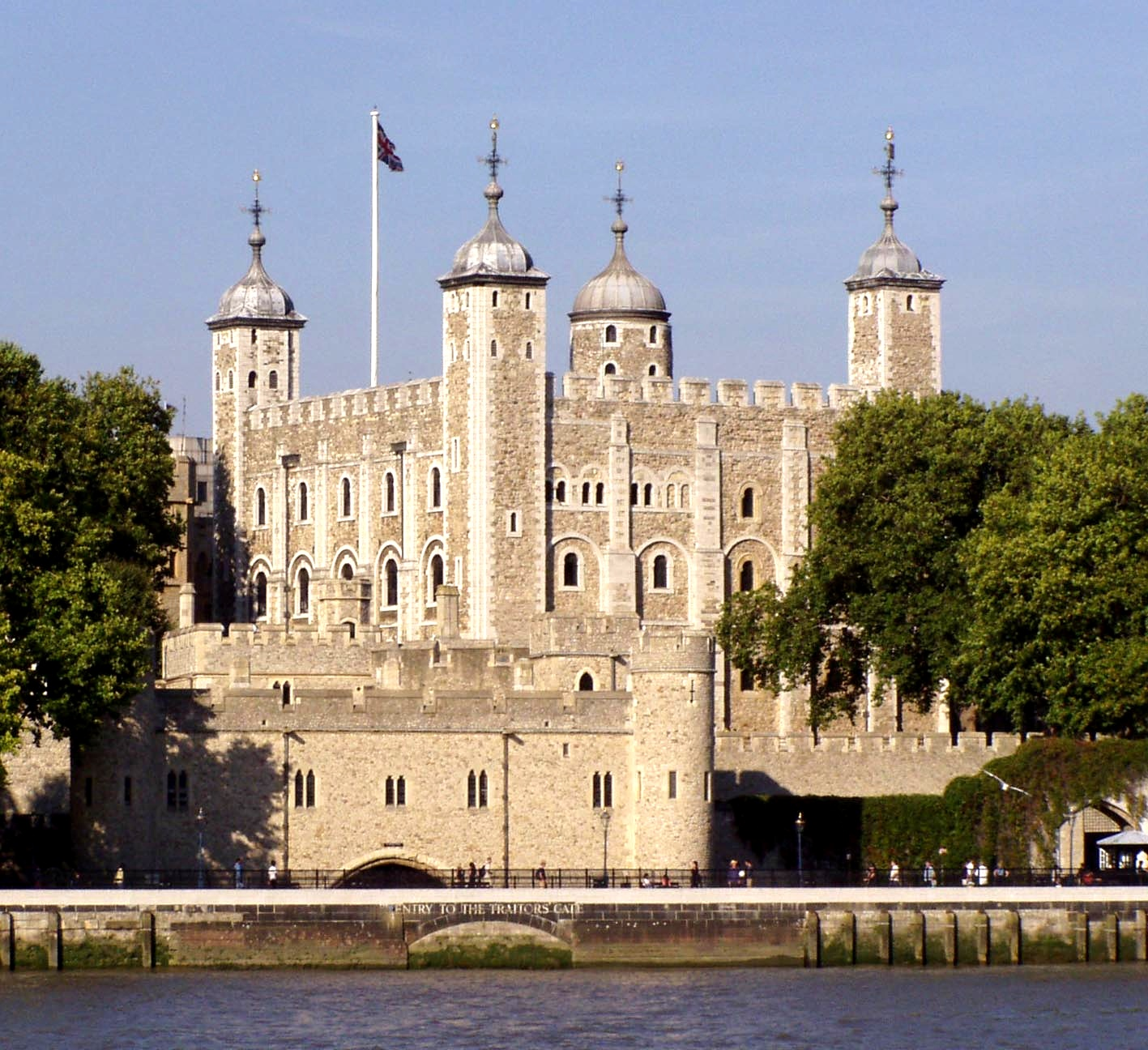
Tháp London, được xây dựng bởi William the Conqueror vào thế kỉ 11

Theo sau chiến thắng tại Trận chiến Hastings, William I (William the Conqueror), lúc đó là Công tước Normandy, đã đăng quang như Vua của Anh trong Tu viện Westminster vừa mới xây xong vào ngày Giáng sinh năm 1066. William đã cho phép công dân Luân Đôn các đặc quyền, trong khi xây dựng một lâu đài ở góc đông nam của thành phố để kiểm soát họ. Lâu đài này được mở rộng ra bởi các vua sau đó và bây giờ được biết đến như là Tháp Luân Đôn, ban đầu là nơi ở của hoàng gia và sau đó là một nhà tù.
Vào năm 1097, vua William II bắt đầu việc xây dựng Sảnh đường Westminster, gần với tu viện có cùng tên. Sảnh đường này là cơ sở cho một Cung điện Westminster mới, nơi ở chính của hoàng cung trong suốt thời Trung Cổ. Westminster trở thành nơi thiết triều và nhà nước làm việc (tiếp tục cho đến ngày nay), trong khi khu ngay bên cạnh đó, thành phố Luân Đôn, là một trung tâm thương mại buôn bán phát triển dưới sự điều hành của một cơ quan hành chính khác, Liên hiệp Luân Đôn. Dần dần, các thành phố lân cận phát triển cùng lúc và tạo ra cơ sở cho khu trung tâm Luân Đôn hiện đại, thay thế cho Winchester làm thủ đô của nước Anh vào thế kỉ 12.
Vào thế kỷ thứ 12, các tổ chức của chính quyền trung ương, đã có cả cung điện hoàng gia Anh khi nó di chuyển khắp đất nước, phát triển về quy mô và sự tinh tế và ngày càng cố định ở một nơi. Đối với hầu hết các mục đích, đây là Westminster, mặc dù ngân khố hoàng gia, đã được chuyển từ Winchester, đến để lưu giữ trong Tháp. Trong khi Thành phố Westminster phát triển thành một thủ đô thực sự theo nghĩa chính phủ, người hàng xóm khác biệt của nó, Thành phố Luân Đôn, vẫn là thành phố lớn nhất và trung tâm thương mại chính của Anh, và nó phát triển mạnh dưới sự quản lý độc đáo của riêng mình, hội đồng London. Năm 1100, dân số khoảng 18.000 người; đến năm 1300, nó đã tăng lên gần 100.000. Thảm họa địch bệnh Cái Chết Đen vào giữa thế kỷ 14 đã ảnh hưởng áng kể đên thành phố, khi Luân Đôn mất gần một phần ba dân số. Luân Đôn là trọng tâm của cuộc nổi dậy của nông dân vào năm 1381.
Luân Đôn cũng là một trung tâm của người Do Thái ở Anh trước khi họ bị Edward I của Anh trục xuất vào năm 1290. Bạo lực chống lại người Do Thái diễn ra vào năm 1190, sau khi có tin đồn rằng Nhà vua mới đã ra lệnh thảm sát sau khi họ trình bày tại lễ đăng quang của mình. Vào năm 1264 trong Chiến tranh Nam tước thứ hai, phiến quân của Simon de Montfort đã giết 500 người Do Thái trong khi cố gắng thu giữ các hồ sơ về các khoản nợ.

### Thời cận đại

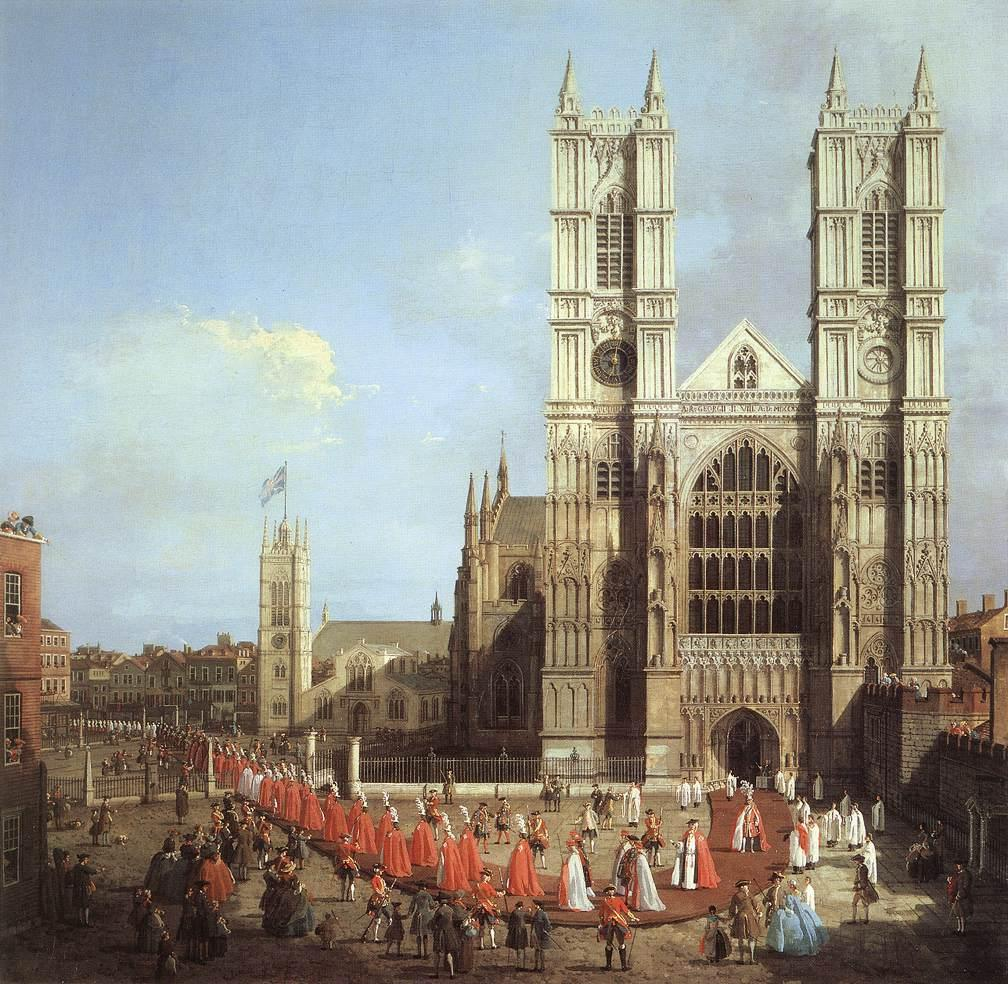
Cung điện Westminster, như đã thấy trong bức tranh này (bởi Canaletto, 1749), là một Di sản thế giới và là một trong những tòa nhà lâu đời nhất và quan trọng nhất của Luân Đôn

Trong thời kỳ Tudor, cuộc Cải cách Kháng nghị tạo ra sự thay đổi dần dần sang đạo Tin lành, và phần lớn tài sản ở Luân Đôn được chuyển từ nhà thờ sang sở hữu tư nhân, điều này đã thúc đẩy thương mại và kinh doanh trong thành phố. Năm 1475, Liên minh Hanseatic đã thành lập cơ sở thương mại chính (kontor) của Anh tại Luân Đôn, được gọi là Stalhof hoặc Steelyard. Nó tồn tại cho đến năm 1853, khi các thành phố Hanseatic của L Cantereck, Bremen và Hamburg bán tài sản cho Đường sắt Đông Nam. Vải len đã được vận chuyển từ London thế kỷ 14-15 đến bờ biển của các quốc gia kém phát triển, nơi nó được coi là không thể thiếu.
Nhưng tầm với của doanh nghiệp hàng hải Anh hầu như không mở rộng ra ngoài vùng biển phía tây bắc châu Âu. Tuyến thương mại đến Ý và biển Địa Trung Hải thường đi qua Antwerp và qua dãy núi Alps; bất kỳ tàu nào đi qua eo biển Gibraltar đến hoặc từ Anh đều có khả năng là người Ý hoặc Cộng hòa Ragusa. Sau khi nối lại thông thương với Hà Lan vào tháng 1 năm 1565, đã có sự bùng nổ mạnh mẽ của hoạt động thương mại. Sàn giao dịch Hoàng gia được thành lập. Chủ nghĩa trọng thương phát triển, và các công ty thương mại độc quyền như Công ty Đông Ấn Anh được thành lập, với thương mại mở rộng sang Thế giới mới. Luân Đôn trở thành cảng chính của Biển Bắc, với những người di cư đến từ Anh và nước ngoài. Dân số tăng từ ước tính 50.000 vào năm 1530 lên khoảng 225.000 vào năm 1605.
Năm 1637, chính quyền Charles I đã cố gắng cải tổ chính quyền ở khu vực Luân Đôn. Kế hoạch kêu gọi Tập đoàn Thành phố mở rộng quyền tài phán và quản lý đối với việc mở rộng các khu vực xung quanh Thành phố. Lo sợ nỗ lực của Vương miện nhằm làm giảm quyền tự do của Luân Đôn, thiếu quan tâm đến việc quản lý các khu vực bổ sung này, hoặc lo ngại bởi các bang hội thành phố phải chia sẻ quyền lực, Tổng công ty đã từ chối. Sau này được gọi là "Sự từ chối vĩ đại", quyết định này phần lớn tiếp tục giải thích cho tình trạng chính phủ duy nhất của Thành phố.
Trong Nội chiến Anh, phần lớn người dân Luân Đôn ủng hộ sự nghiệp Nghị viện. Sau một bước tiến ban đầu của Hoàng gia vào năm 1642, đỉnh cao là các trận chiến của Brentford và Turnham Green, London được bao quanh bởi một bức tường vành đai phòng thủ được gọi là Đường liên lạc. Các dây chuyền được xây dựng bởi 20.000 người, và được hoàn thành trong vòng chưa đầy hai tháng. Các công sự đã thất bại trong cuộc thử nghiệm duy nhất của họ khi Quân đội mẫu mới tiến vào Luân Đôn vào năm 1647, và chúng đã được Nghị viện san bằng cùng năm.
Sau khi đánh bại Hạm đội Tây Ban Nha (Spanish Armada) vào năm 1588, sự ổn định chính trị ở Anh cho phép Luân Đôn phát triển thêm. Vào năm 1603, James VI của Scotland lên ngôi vua Anh (trở thành James I của Anh), nhìn chung là thống nhất hai quốc gia. Sự thi hành các luật chống Công giáo hà khắc đã làm ông không được ưa chuộng, và một vụ mưu sát diễn ra vào 5 tháng 11 năm 1605 - vụ Âm mưu thuốc súng nổi tiếng.

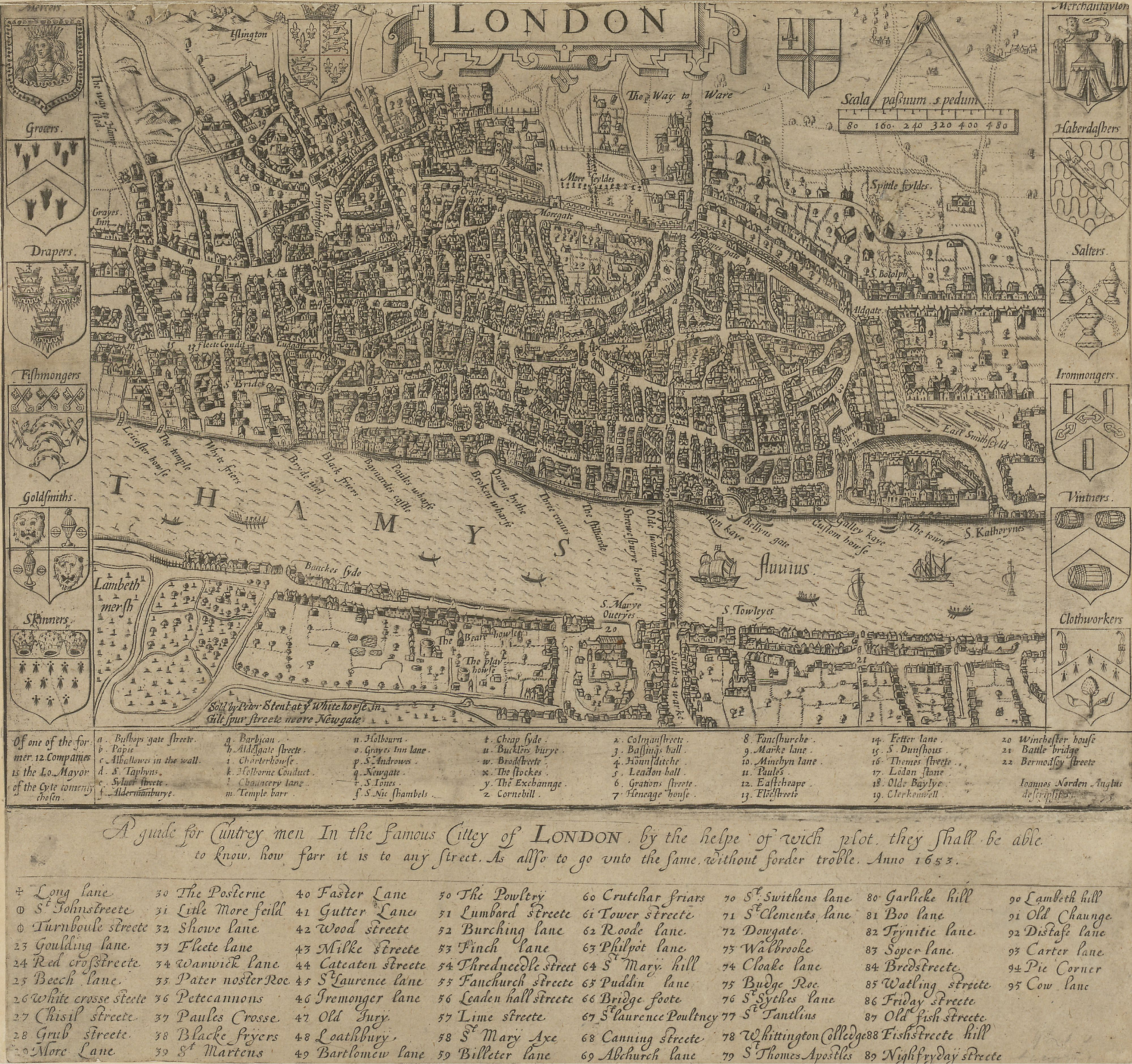
Bản đồ Luân Đôn năm 1593. Chỉ có một cây cầu bắc qua sông Thames, nhưng một phần của Southwark ở bờ nam sông đã được phát triển.

Dịch bệnh gây ra hàng loạt vấn đề cho Luân Đôn trong đầu thế kỉ 17, dồn lại thành Đại dịch vào năm 1665-1666, làm chết tới 100.000 người, tức là 1/5 dân số thành phố. Đây là đợt bộc phát dịch cuối cùng ở châu Âu, có lẽ là nhờ vào thảm họa theo ngay sau đó vào năm 1666. Một ngọn lửa (Đại hỏa hoạn Luân Đôn) bùng phát ở thành phố nguyên thủy và nhanh chóng lan rộng ra các tòa nhà bằng gỗ ở Luân Đôn, thiêu hủy một phần lớn thành lớn (và giết đi hầu hết các con chuột cống mang mầm bệnh). Công cuộc tái xây dựng kéo dài hơn mười năm và được giám sát bởi Robert Hooke.
Năm 1708 kiệt tác của Christopher Wren, Nhà thờ St Paul đã hoàn thành. Trong thời kỳ Gruzia, các quận mới như Mayfair được hình thành ở phía tây; những cây cầu mới trên sông Thames khuyến khích sự phát triển ở Nam London. Ở phía đông, Cảng Luân Đôn mở rộng về phía hạ lưu. Sự phát triển của London như là một trung tâm tài chính quốc tế đã trưởng thành trong phần lớn những năm 1700.
Năm 1762, George III mua lại cung điện Buckingham và nó đã được mở rộng trong 75 năm tiếp theo. Trong thế kỷ 18, Luân Đôn bị bao trùm bởi nạn tội phạm 
ngày một gia tăng và các vận động viên Bow Street Runners được thành lập vào năm 1750 với tư cách là một lực lượng cảnh sát chuyên nghiệp. Tổng cộng, hơn 200 tội danh đã bị trừng phạt bằng cách hành quyết, bao gồm cả trộm cắp vặt. Hầu hết trẻ em thời kỳ này sinh ra ở thành phố đã chết trước khi đến sinh nhật thứ ba.
Những quán cà phê trở thành một nơi phổ biến để tranh luận về ý tưởng, với sự biết chữ ngày càng tăng và sự phát triển của báo in khiến tin tức được phổ biến rộng rãi; và phố Fleet trở thành trung tâm của báo chí Anh. Sau cuộc xâm lược Amsterdam của quân đội Napoleon, nhiều nhà tài chính đã chuyển đến Luan Đôn, đặc biệt là một cộng đồng Do Thái lớn, và vấn đề quốc tế đầu tiên ở Luân Đôn được sắp xếp vào năm 1817. Cùng thời gian đó, Hải quân Hoàng gia trở thành hạm đội chiến tranh hàng đầu thế giới, đóng vai trò là công cụ răn đe nghiêm trọng đối với các đối thủ kinh tế tiềm năng của Vương quốc Anh. Việc bãi bỏ Luật Ngô năm 1846 đặc biệt nhằm mục đích làm suy yếu sức mạnh kinh tế của Hà Lan. Luân Đôn sau đó đã vượt qua Amsterdam trở thành trung tâm tài chính quốc tế hàng đầu. Năm 1888, Luân Đôn trở thành nơi xảy ra một loạt các vụ giết người bởi một kẻ giết người hàng loạt chỉ được biết đến với cái tên Jack the Ripper và nó đã trở thành một trong những bí ẩn chưa được giải quyết nổi tiếng nhất thế giới.

### Sự đi lên của Luân Đôn hiện đại

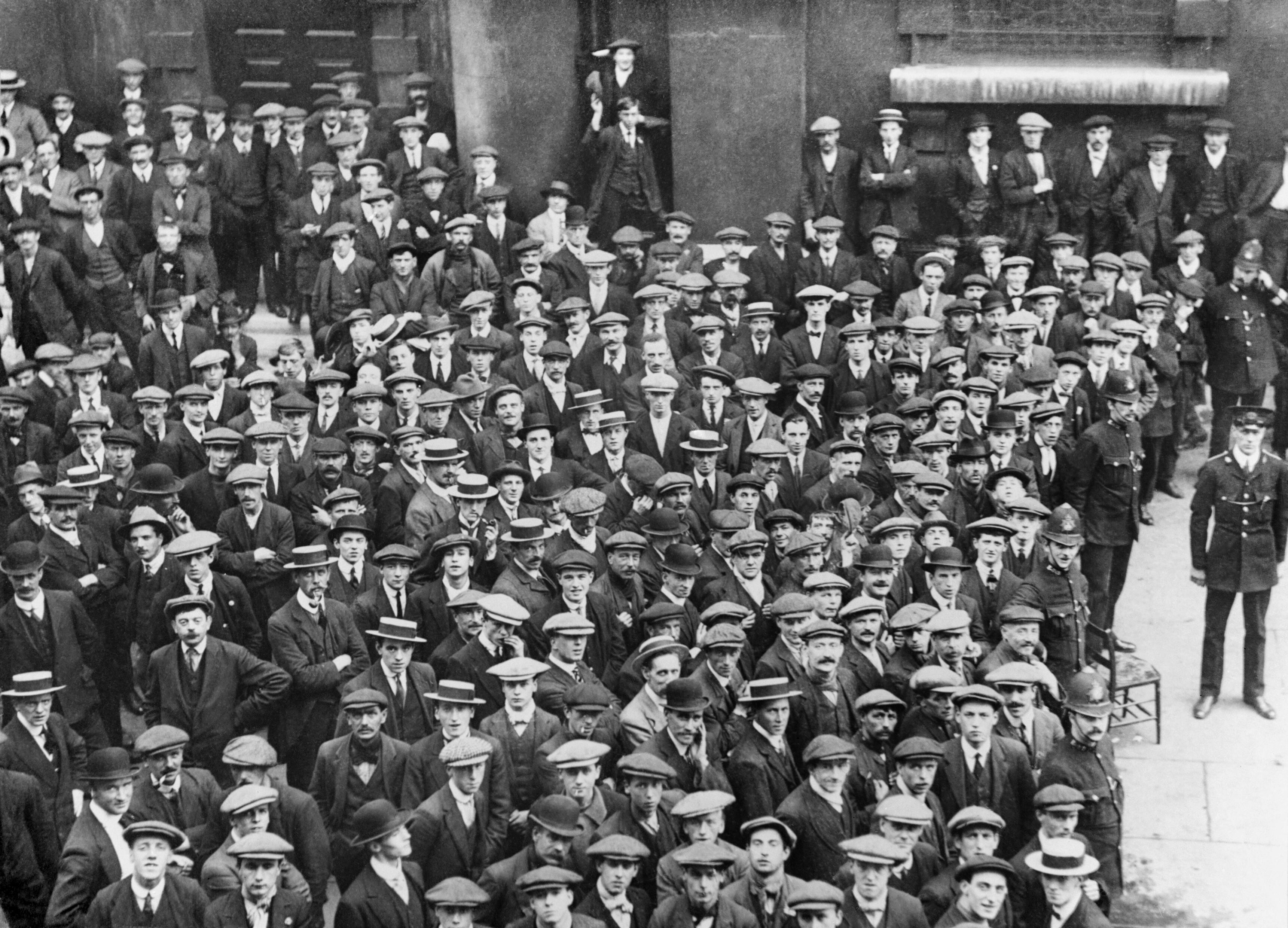
Tuyển dụng tình nguyện viên người Anh ở Luân Đôn, tháng 8 năm 1914

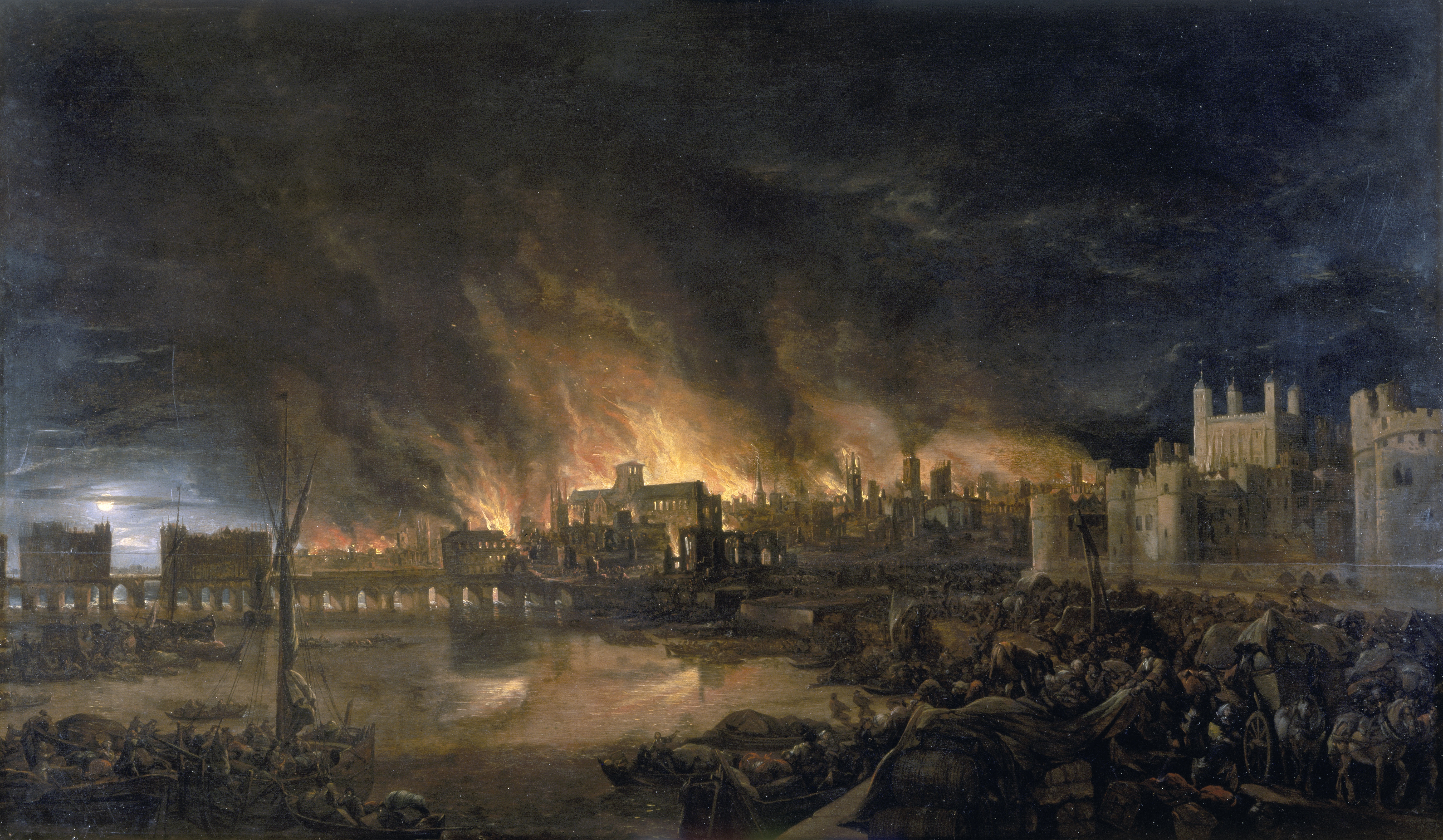
Trận Đại hỏa hoạn Luân Đôn đã phá hủy nhiều khu vực của thành phố vào năm 1666.

Sự phát triển của Luân Đôn gia tăng trong thế kỉ 18, và trở thành thành phố lớn nhất trên thế giới vào khoảng 1831 đến 1925. Sự phát triển này được trợ giúp thêm từ năm 1836 bởi hệ thống đường sắt đầu tiên của Luân Đôn làm cho các thành phố ngoại thành nằm trong tầm với dễ dàng của thành phố. Hệ thống đường sắt mở rộng rất nhanh, và làm cho những khu ngoại ô này phát triển trong khi bản thân Luân Đôn mở rộng ra các khu đồng trống xung quanh, nhập chung với những khu dân cư lân cận như là Kensington. Các vụ kẹt đường tăng dần trên các đường trung tâm đã dẫn đến sự hình thành của hệ thống tàu điện ngầm đầu tiên trên thế giới vào năm 1863 - London Underground - góp phần thúc đẩy quá trình mở rộng và đô thị hóa.
Chính quyền địa phương Luân Đôn đã vất vả đối phó với sự phát triển nhanh chóng, đặc biệt là trong việc chu cấp cơ sở hạ tầng đầy đủ. Giữa năm 1855 và 1889, Ban quy hoạch đô thị Luân Đôn chỉ đạo việc mở rộng cơ sở hạ tầng ở Luân Đôn. Sau đó được thay thế bởi Quận Luân Đôn, do Hội đồng Quận Luân Đôn - cơ quan hành chánh dân cử đầu tiên của Luân Đôn - chỉ đạo.
Trong chiến tranh thế giới thứ i, có một người đàn ông đã giảng dạy từ 1915 đến 1917 (và tìm cách tạo ra một nhà nước Tiệp Khắc độc lập) tại Đại học London sau này là chủ tịch Tiệp Khắc đầu tiên giáo sư Tomáš Garrigue Masaryk.
The Blitz và các trận bỏ bom khác bởi Luftwaffe của quân Đức trong Chiến tranh thế giới thứ hai đã giết hại trên 30.000 dân Luân Đôn và làm san bằng nhiều khu nhà cửa và các tòa nhà khác. Việc xây dựng lại trong những năm 1950, 1960 và 1970 được nhận thấy qua một loạt các kiểu kiến trúc khác nhau và kết quả là sự thiếu thống nhất về kiến trúc đã được biết đến như một đặc điểm của Luân Đôn. Trong cùng khoảng thời gian đó, nhiều cuộc di dân lớn, chủ yếu là từ các nước thuộc Khối Thịnh vượng chung Anh, đã thay đổi cấu trúc dân số của thành phố. Trong năm 1965 những biên giới hành chính của Luân Đôn đã được mở rộng để tính đến sự phát triển của các khu đô thị bên ngoài biên giới của Quận Luân Đôn. Khu vực mở rộng này được gọi là Đại Luân Đôn và được quản lý bởi Hội đồng Đại Luân Đôn.

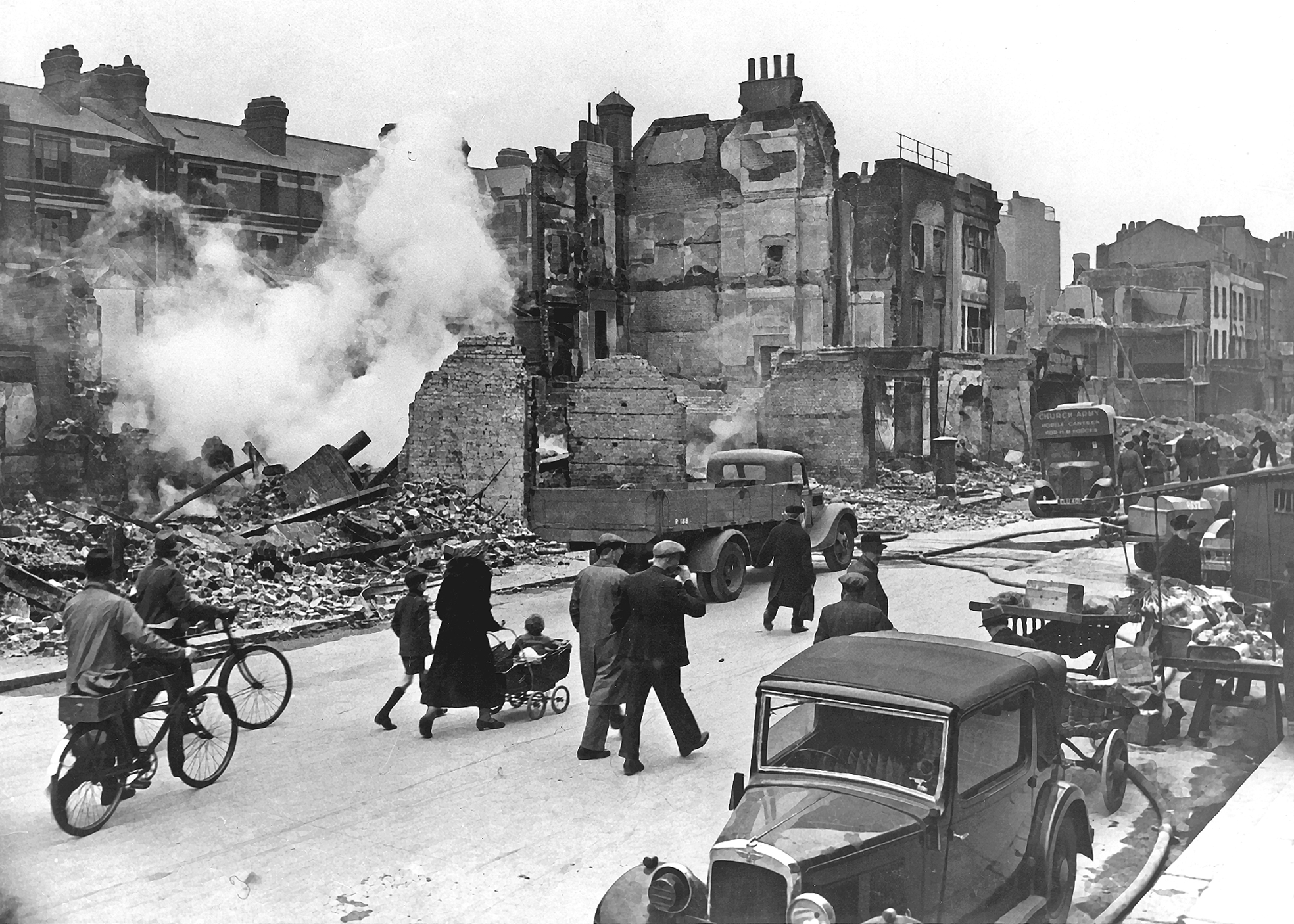
Một đường phố Luân Đôn bị ném bom ở trận bỏ bom Blitz trong Thế chiến thứ hai

Dân số Đại Luân Đôn giảm dần trong những thập kỷ sau chiến tranh thế giới thứ hai, từ mức đỉnh ước tính là 8,6 triệu vào năm 1939 xuống còn khoảng 6,8 triệu vào những năm 1980. Các cảng chính cho Luân Đôn đã di chuyển xuôi dòng đến Felixstowe và Tilbury, với khu vực London Docklands trở thành một trọng tâm để tái sinh, bao gồm cả sự phát triển của Canary Wharf. Điều này đã được phát sinh từ vai trò ngày càng tăng của Luân Đôn như là một trung tâm tài chính quốc tế lớn trong những năm 1980. Rào chắn Thames được hoàn thành vào những năm 1980 để bảo vệ Luân Đôn chống lại các đợt thủy triều từ Biển Bắc.
Từ những năm 1940 trở đi, Luân Đôn trở thành nơi có nhiều người nhập cư, chủ yếu đến từ các quốc gia Khối thịnh vượng chung như Jamaica, Ấn Độ, Bangladesh và Pakistan, đưa Luân Đôn trở thành một trong những thành phố đa chủng tộc nhất trên toàn thế giới. Năm 1951, Lễ hội của Anh được tổ chức ở Bờ Nam. Đám sương khói khổng lồ 1952 đã dẫn đến Đạo luật Không khí Sạch năm 1956, chấm dứt nạn "sương mù" mà Luân Đôn vốn đã nổi tiếng.

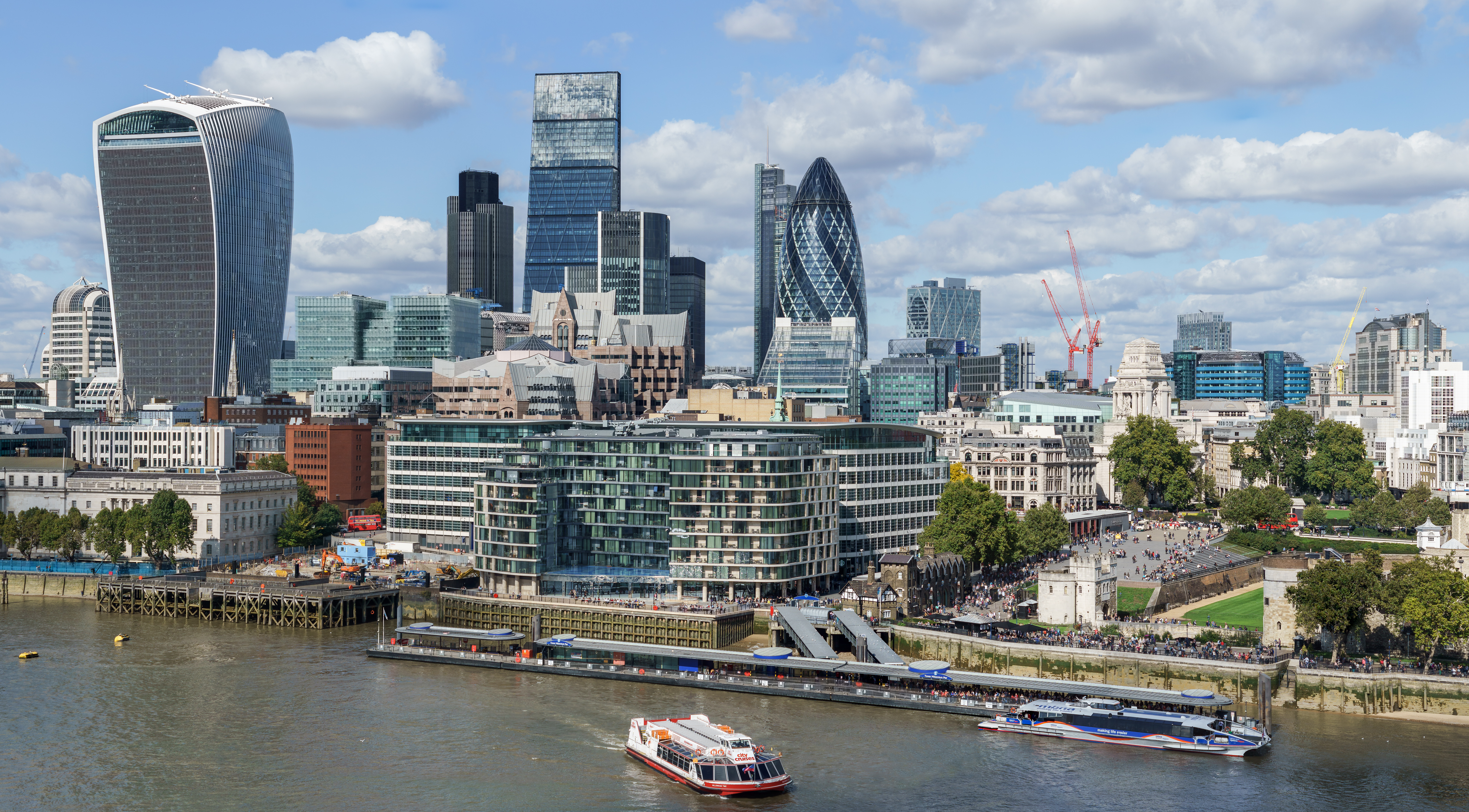
Một góc thành phố Luân Đôn bên dòng sông Thames, trong đó có các tòa nhà 20 Fenchurch Street, Tower 42, 122 Leadenhall Street, 30 St Mary Axe, Heron Tower, và bến tàu Tower Millennium, tháp Luân Đôn

Chủ yếu bắt đầu từ giữa những năm 1960, Luân Đôn trở thành một trung tâm văn hóa giới trẻ trên toàn thế giới, được minh họa bởi văn hóa nhóm văn hóa Luân Đôn gắn liền với Đường King, Chelsea và Phố Carnaby. Vai trò của người tạo ra xu hướng đã được hồi sinh trong thời kỳ punk rock. Năm 1965, ranh giới chính trị của Luân Đôn được mở rộng để tính đến sự tăng trưởng của khu vực đô thị và một Hội đồng Đại Luân Đôn mới được thành lập. Trong xung đột vũ trang ở Bắc Ireland, Luân Đôn đã bị IRA tạm thời tấn công ném bom trong hai thập kỷ, bắt đầu bằng vụ đánh bom Bailey cũ năm 1973. Sự bất bình đẳng về chủng tộc được nhấn mạnh bởi cuộc bạo loạn Brixton năm 1981.
Một sự vực dậy về kinh tế từ thập niên 1980 trở đi đã tái thiết lập vị trí của Luân Đôn như một trung tâm thương mại nổi bật. Tuy nhiên, vì là nơi của nhà nước và là thành phố quan trọng nhất trong vương quốc, nơi đây là một mục tiêu thường xuyên của khủng bố. Các tay đánh bom thuộc tổ chức IRA tìm cách áp lực lên chính phủ vào việc đàm phán về việc Bắc Ireland, thường xuyên quấy phá hoạt động của thành phố với các lời đe dọa đánh bom - một số được thi hành - cho đến chấp thuận ngừng bắn của họ năm 1997. Gần đây nhất, một vụ đánh bom có tổ chức vào mạng giao thông công cộng được tiến hành bởi các phần tử Hồi giáo cực đoan - chỉ 24 giờ sau khi Luân Đôn được chấp nhận là nơi tổ chức Thế vận hội mùa hè năm 2012.
Trong năm 2008, tạp chí Time đã chọn Luân Đôn cùng với thành phố New York và Hồng Kông là ba thành phố toàn cầu có ảnh hưởng nhất trên thế giới. Trong cuộc trưng cầu dân ý Brexit năm 2016, toàn bộ Vương quốc Anh đã quyết định rời Liên minh châu Âu, nhưng phần lớn các cử tri ở Luân Đôn đã bỏ phiếu ở lại EU .

## Chính quyền

### Chính quyền địa phương

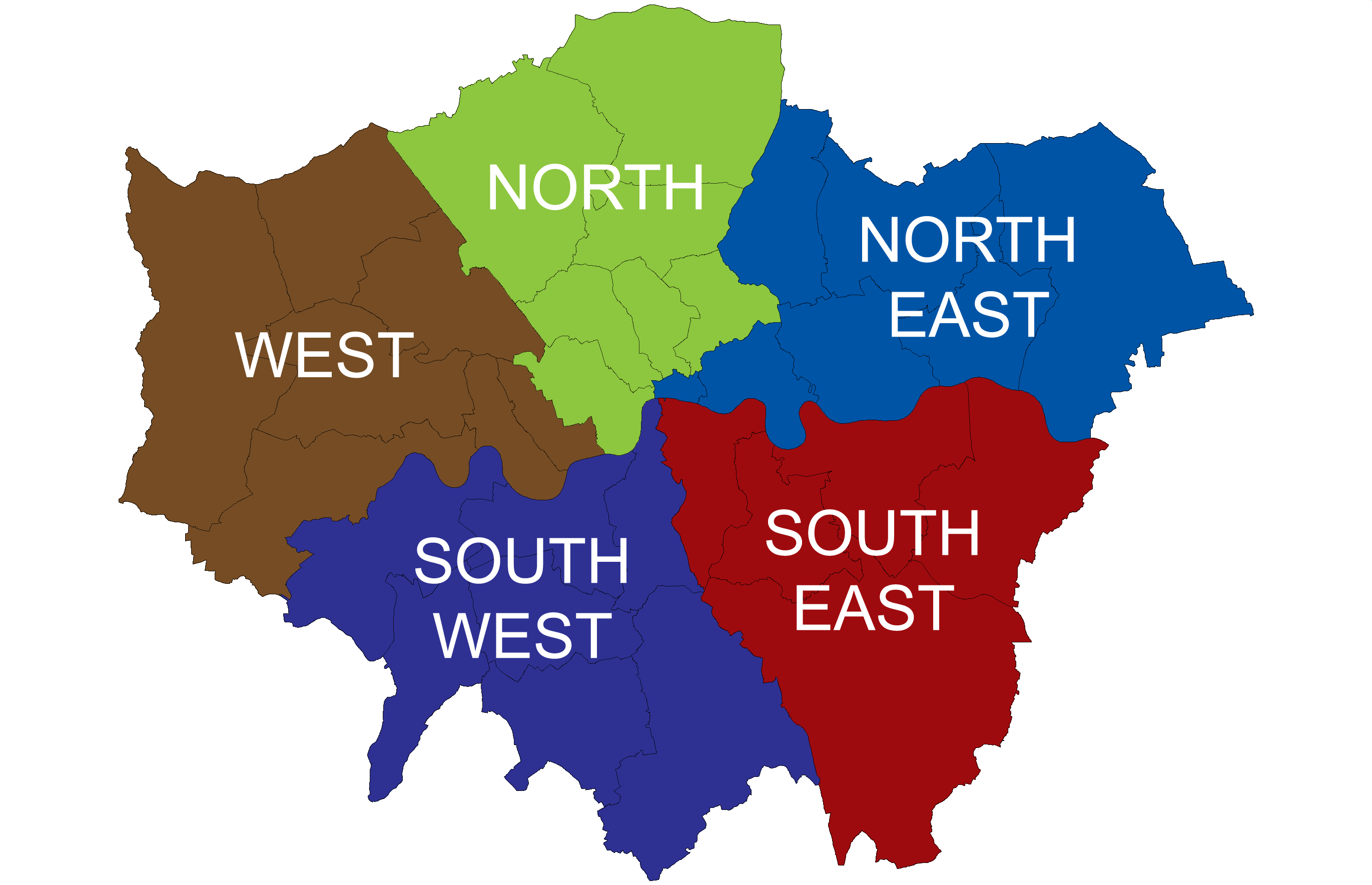
Phân vùng hiện tại ở Luân Đôn do Chính quyền Đại Luân Đôn xác định.

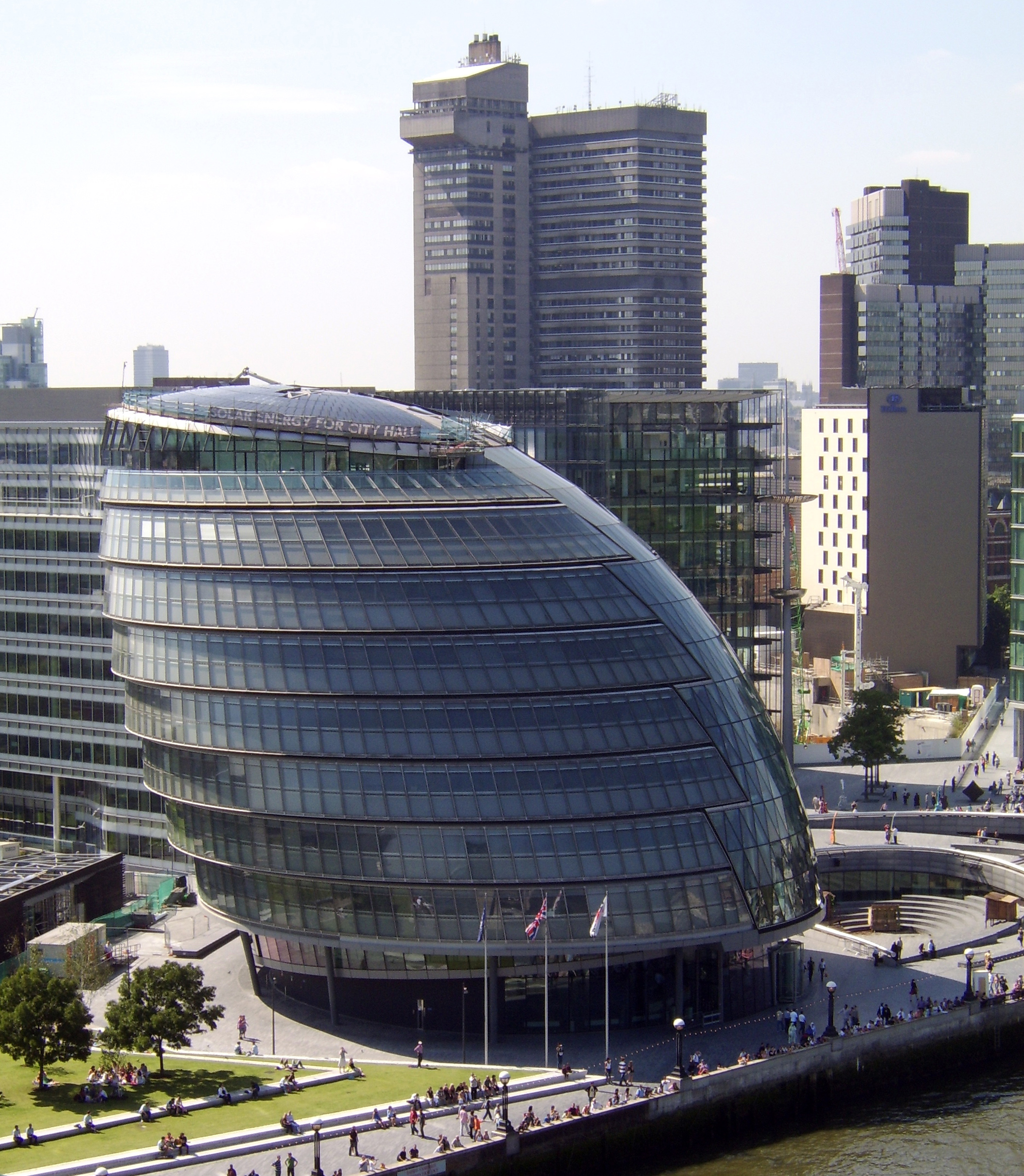
Trụ sở Chính quyền Đại Luân Đôn đặt tại City Hall, Southwark.

Chính quyền của Luân Đôn được hình thành từ hai cấp bậc - cấp bậc quản lý toàn thành phố mang tính chiến lược và cấp bậc địa phương. Chính quyền thành phố do Chính quyền Đại Luân Đôn (GLA) thực hiện điều phối, trong khi chính quyền địa phương được quản lý bởi 33 cơ quan nhỏ hơn. Chính quyền Đại Luân Đôn bao gồm hai thành phần được chọn thông qua bầu cử: thị trưởng Luân Đôn, người nắm quyền hành pháp, và Hội đồng Luân Đôn, chịu trách nhiệm xem xét kĩ những quyết định của thị trưởng và có quyền chấp thuận hoặc bác bỏ đề xuất ngân sách mỗi năm của thị trưởng. Các trụ sở của Chính quyền Đại Luân Đôn gồm City Hall, Southwark. Thị trưởng hiện tại là Sadiq Khan. Chiến lược quy hoạch đã được phê duyệt của thị trưởng được công bố với tên gọi Kế hoạch Luân Đôn, được sửa đổi một lần vào giữa năm 2009, và lần xuất bản sau cùng là vào năm 2011. Chính quyền địa phương gồm các hội đồng của 32 quận thuộc Luân Đôn và Hội đồng Thành phố Luân Đôn, chịu trách nhiệm cho hầu hết các ban ngành địa phương, như quy hoạch cục bộ, trường học, các dịch vụ xã hội, đường giao thông trong vùng và thu gom rác thải. Một số hoạt động khác như chống lãng phí được đưa ra thông qua những dàn xếp chung.
Khác với Thành phố Luân Đôn, cảnh sát ở Đại Luân Đôn đặt dưới sự quản lý của Lực lượng cảnh sát trung tâm, do Sở cảnh sát Thủ Đô giám sát. Thành phố Luân Đôn có lực lượng cảnh sát riêng là Cảnh sát Thành phố Luân Đôn. Lực lượng cảnh sát giao thông Anh chịu trách nhiệm an ninh tại tuyến đường sắt quốc gia và hệ thống tàu điện ngầm Luân Đôn tại vùng thủ đô.
Lực lượng cứu hỏa Luân Đôn là lực lượng pháp lý có nhiệm vụ giải cứu những đám cháy tại Đại Luân Đôn do Cơ quan hoạch định tình huống khẩn cấp và cháy nổ Luân Đôn điều hành, đồng thời là lực lượng chữa cháy có quy mô lớn thế ba trên thế giới. Các dịch vụ xe cấp cứu thuộc Dịch vụ chăm sóc sức khỏe quốc gia được cung cấp bởi Dịch vụ cấp cứu Luân Đôn (LAS), được xem là loại hình dịch vụ miễn phí lớn nhất trong việc sử dụng xe cứu thương khẩn cấp trên thế giới. Dịch vụ cấp cứu đường không Luân Đôn kết hợp hoạt động với Dịch vụ cấp cứu Luân Đôn tại những nơi cần thiết. Lực lượng biên phòng bờ biển Her Majesty's Coastguard và Cơ quan cứu trợ quốc gia hoàng gia hoạt động ở khu vực sông Thames.

### Chính quyền quốc gia
Luân Đôn là nơi ngự trị Chính phủ Vương quốc Liên hiệp Anh và Bắc Ireland, tọa lạc xung quanh cung điện Westminster. Nhiều cơ quan chính phủ đặt gần Nghị viện Anh, đặc biệt dọc theo đường Whitehall, bao gồm dinh thự của Thủ tướng tại địa chỉ số 10 đường Downing Street. Nghị viện Anh thường được gọi là "Mẹ của các nghị viện" (mặc dù John Bright là người áp dụng tên gọi này ở nước Anh đầu tiên) bởi vì nó là kiểu mẫu cho hầu hết các hệ thống nghị viên khác tính đến nay, và các nghị viện khác được thành lập dựa trên những văn bản pháp luật của Nghị viện Anh.

### Chính sách và tội phạm
Chính sách tại Đại Luân Đôn, ngoại trừ Thành phố Luân Đôn, được cung cấp bởi Sở Cảnh sát vùng đô thị, được Thị trưởng giám sát thông qua Văn phòng Chính trị và Tội phạm của Thị trưởng (MOPAC). Thành phố Luân Đôn có lực lượng cảnh sát riêng - Cảnh sát Thành phố Luân Đôn. Cảnh sát Giao thông Anh chịu trách nhiệm cho các dịch vụ cảnh sát trên Đường sắt Quốc gia, Tàu điện ngầm Luân Đôn, Đường sắt nhẹ Docklands và các dịch vụ xe điện. Một lực lượng cảnh sát thứ tư ở Luân Đôn, Cảnh sát Bộ Quốc phòng, nói chung không tham gia vào việc kiểm soát công chúng.
Tỷ lệ tội phạm rất khác nhau tùy theo khu vực, từ các bộ phận có vấn đề nghiêm trọng đến các bộ phận được coi là rất an toàn. Ngày nay, các số liệu tội phạm được cung cấp trên toàn quốc tại Cơ quan Địa phương cấp Phường. Trong năm 2015 đã có 118 vụ giết người, tăng 25,5% so với năm 2014. Cảnh sát Thủ đô đã đưa ra các số liệu tội phạm chi tiết, được chia theo danh mục ở cấp quận và cấp phường, có sẵn trên trang web của họ từ năm 2000.
Tội phạm được ghi nhận đang gia tăng ở Luân Đôn, đáng chú ý là tội phạm bạo lực và giết người bằng cách đâm và các phương tiện khác đã tăng lên. Đã có 50 vụ giết người từ đầu năm 2018 đến giữa tháng 4 năm 2018. Việc cắt giảm ngân sách cho cảnh sát ở Luân Đôn có khả năng đã góp phần vào việc này, mặc dù các yếu tố khác cũng liên quan.

## Địa lý

### Phạm vi

Bản đồ trung tâm Luân Đôn

Vùng Đại Luân Đôn là phân khu hành chính cấp cao nhất bao trùm toàn Luân Đôn. Thành phố Luân Đôn nhỏ, cổ xưa nằm ở trung tâm, một thời là nơi định cư chủ yếu của toàn bộ người dân. Nhưng khi vùng đô thị của thành phố phát triển, Hội đồng Thành phố Luân Đôn ngăn cản những nỗ lực hợp nhất nó với khu vực ngoại ô, khiến cho "Luân Đôn" được xác định bằng nhiều cách theo những mục đích khác nhau. Và tình hình này một thời từng được đưa ra thành một cuộc tranh luận pháp lý. Bốn mươi phần trăm Đại Luân Đôn là những thị trấn bưu cục, trong đó phần lớn những địa chỉ bưu chính là 'LONDON'.
Mã vùng điện thoại Luân Đôn (020) bao trùm một khu vực lớn tương đương với phạm vi Đại Luân Đôn, mặc dù một số khu vực ngoại ô bị bỏ qua và một số nơi nằm ngoài Luân Đôn lại dùng chung mã vùng này. Khu vực trong quỹ đạo của đường cao tốc M25 thường được biết đến với tên gọi 'Luân Đôn'. Đường ranh giới của Đại Luân Đôn đã được sắp xếp chỉnh lại ở nhiều nơi.
Hiện nay việc mở rộng đô thị ra xa hơn đã bị Vành đai xanh đô thị ngăn cản, mặc dù ở nhiều nơi có những khu xây dựng vượt ra ranh giới, tạo thành Đô thị Đại Luân Đôn riêng biệt. Ngoài khu vực này là một vùng rộng lớn gồm những cư dân di chuyển thường xuyên vào khu trung tâm để đi học hoặc đi làm. Vì một số mục đích, Đại Luân Đôn được chia thành Nội Luân Đôn và Ngoại Luân Đôn. Thành phố được chia cắt bởi sông Thames thành hai phần Bắc và Nam, với khu Trung tâm Luân Đôn được phân chia ở bên trong một cách vô hình trung. Tọa độ của Trung tâm Luân Đôn trên danh nghĩa thường được xác định theo cách truyền thống là tại tháp giá Charing Cross, bản gốc của một trong 12 tháp giá Eleanor Cross, tọa lạc gần giao lộ của quảng trường Trafalgar và đường Whitehall, ở vào khoảng vị trí 51°30′26″B 00°07′39″T / 51,50722°B 0,1275°T.

### Tình trạng pháp lý
Tại Luân Đôn, Thành phố Luân Đôn và Thành phố Westminster đều được công nhận pháp lý là thành phố, trong khi đó, Thành phố Luân Đôn và những phần còn lại của Đại Luân Đôn được xem là quận nghi lễ. Các khu hiện tại của Đại Luân Đôn từng là một phần của các quận Middlesex, Kent, Surrey, Essex và Hertfordshire, sau này đã sáp nhập lại. Tình trạng pháp lý của Luân Đôn là thủ đô của nước Anh, và sau đó là thủ đô của Vương quốc Liên hiệp Anh và Bắc Ireland, nhưng điều này chưa bao giờ được xác nhận chính thức theo điều lệ, quy định hay trong bất cứ văn bản nào.
Vị trí của Luân Đôn được hình thành thông qua hiệp định Hiến pháp. Điều này khiến cho tình trạng pháp lý của Luân Đôn trên thực tế vẫn là một phần trong Hiến pháp bất thành văn của UK. Thủ đô của nước Anh đã chuyển từ Winchester sang Luân Đôn khi Cung điện Westminster phát triển dần trong thế kỷ 12 và 13 để trở thành trụ sở cố định của cung điện hoàng gia, và sau đó trở thành thủ đô chính trị của quốc gia. Gần đây, vùng Đại Luân Đôn đã được xác định thuộc khu vực của nước Anh, tuy nhiên vẫn được biết đến trong tên gọi chung là Luân Đôn.

### Địa hình

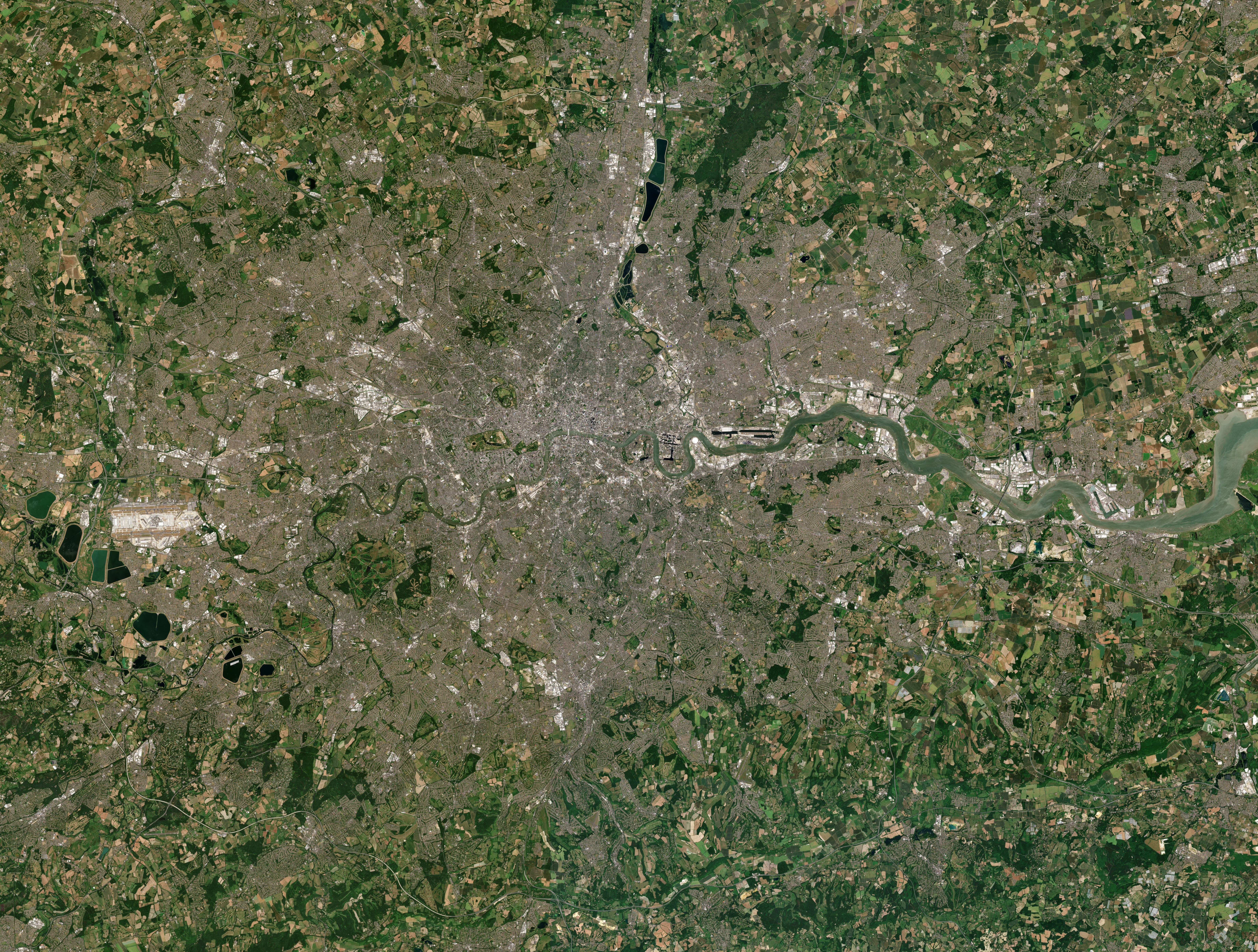
Luân Đôn nhìn từ vệ tinh (tháng 6 năm 2018)

Đại Luân Đôn bao gồm tổng diện tích 1.583 km2 (611 dặm vuông), một khu vực có dân số 7.172.036 vào năm 2001 và mật độ dân số 4.542 người trên mỗi km vuông (11.760 / dặm vuông). Khu vực mở rộng được gọi là Vùng đô thị Luân Đôn hoặc Khu đô thị Luân Đôn, bao gồm tổng diện tích 8.382 km2 (3.236 dặm vuông) có dân số 13.709.000 và mật độ dân số 1.510 người trên mỗi km vuông (3.900 / dặm vuông). Luân Đôn hiện đại tọa lạc ven sông Thames, đặc điểm địa lý chính của nó, một dòng sông có thể đi qua thành phố từ phía tây nam sang phía đông. Thung lũng Thames là một vùng lũ được bao quanh bởi những ngọn đồi thoai thoải bao gồm Par Hill Hill, Addington Hills và Primrose Hill. Trong lịch sử, Luân Đôn lớn lên tại điểm bắc cầu thấp nhất trên sông Thames. Sông Thames đã từng là một dòng sông rộng hơn, nông hơn với các đầm lầy rộng lớn; khi thủy triều lên, bờ của nó đạt tới năm lần chiều rộng hiện tại của chúng.
Kể từ thời Victoria, sông Thames đã được xây dựng rộng rãi và nhiều nhánh sông ở London hiện đang chảy ngầm. Sông Thames là một dòng sông thủy triều và London dễ bị lũ lụt. Mối đe dọa đã gia tăng theo thời gian do mực nước dâng cao nhưng liên tục do mực nước 'nghiêng' chậm của Anh (lên ở Scotland và Bắc Ireland và xuống ở phía nam nước Anh, Xứ Wales và Ireland) do hậu phục hồi băng hà.
Năm 1974, một thập kỷ nghiên cứu để bắt đầu xây dựng rào chắn Thames băng qua sông Thames tại Woolwich để đối phó với mối đe dọa này. Mặc dù rào chắn dự kiến sẽ hoạt động như được thiết kế cho đến khoảng năm 2070, các khái niệm cho việc mở rộng hoặc thiết kế lại trong tương lai của nó đã được thảo luận.

### Khí hậu
Luân Đôn nằm trong vùng khí hậu đại dương ôn đới, giống như phần lớn đảo Anh, thành phố ít khi chứng kiến nền nhiệt độ quá cao hoặc quá thấp. Nhiệt độ cực hạn ở Luân Đôn dao động từ 38,1 °C (100,6 °F) tại Kew trong tháng 8 năm 2003 và xuống đến -16,1 °C (3.0 °F) tại Northolt trong tháng 1 năm 1962. Tuy nhiên, thông số không chính thức −24 °C (11 °F) đã được báo cáo vào ngày 3 tháng 1 năm 1740 và một lần khác là -21,1 °C (6,0 °F) đã được báo cáo vào ngày 25 tháng 1 năm 1795. Ngược lại, nhiệt độ không chính thức cao nhất từng được ghi nhận ở Vương quốc Anh xảy ra ở Luân Đôn trong đợt nắng nóng năm 1808. Nhiệt độ được ghi nhận ở 105 °F (40,6 °C) vào ngày 13 tháng 7. Người ta cho rằng nhiệt độ này, nếu chính xác, là một trong những nhiệt độ cao nhất của thiên niên kỷ ở Vương quốc Anh. Người ta cho rằng chỉ vài ngày trong năm 1513 và 1707 mới có thể đánh bại kỷ lục này. Kể từ khi các hồ sơ bắt đầu ở Luân Đôn (lần đầu tiên tại Greenwich năm 1841), tháng ấm nhất trong hồ sơ là tháng 7 năm 1868, với nhiệt độ trung bình là 22,5 °C (72,5 °F) tại Greenwich trong khi tháng lạnh nhất là tháng 12 năm 2010, với một nhiệt độ trung bình −6,7 °C (19,9 °F) tại Northolt.
Mùa hè ở Luân Đôn có thời tiết ấm áp, đôi khi có thể nóng với nhiệt độ cao trung bình vào tháng Bảy là 22.8 °C (73.0 °F) và thấp là 14.0 °C (57.2 °F). Trung bình mỗi năm, nhiệt độ có thể vượt mức 25 °C (77 °F) trong 31 ngày nhưng hầu hết các năm thì nhiệt độ chỉ vượt ngưỡng 30 °C (86 °F) trong 4.2 ngày. Trong đợt nắng nóng ở châu Âu năm 2003, đã có 14 ngày liên tiếp nhiệt độ trên 30 °C (86,0 °F) và 2 ngày liên tiếp khi nhiệt độ đạt 38 °C (100 °F), dẫn đến hàng trăm trường hợp tử vong liên quan đến nắng nóng. Cũng có một đợt nóng trước đó trong 15 ngày liên tiếp với nhiệt độ trên 32,2 °C (90,0 °F) vào năm 1976 cũng gây ra nhiều cái chết liên quan đến nắng nóng khắc nghiệt. Nhiệt độ cao nhất từng được ghi nhận tại thành phố này là 38 °C (100 °F) vào năm 1911 tại nhà ga Greenwich. Hạn hán cũng có thể xảy ra, đôi khi, là một vấn đề nghiêm trọng, đặc biệt là vào mùa hè. Gần đây nhất là vào mùa hè 2018, khi độ ẩm khô hơn nhiều so với điều kiện trung bình phổ biến từ tháng 5 đến tháng 12. Tuy nhiên, kỷ lục về số ngày liên tiếp không có mưa là 73 ngày vào mùa xuân năm 1893.
Mùa đông ở Luân Đôn lạnh nhưng hiếm khi xuống dưới mức đóng băng với nhiệt đô cao ban ngày vào khoảng 5 °C (41 °F) – 8 °C (46 °F), mùa xuân thì mát mẻ vào ban ngày và se lạnh vào buổi chiều. Nhiệt độ thấp nhất từng ghi nhận là −21.1 °C (−6 °F) vào tháng 1 năm 1795. Mùa thu thời tiết thường mát và không ổn định do có sự đối lưu giữa luồng khí mát từ Bắc Cực và luồng khí ấm từ chí tuyến. Luân Đôn là một thành phố tương đối khô với lương mưa nhẹ khoảng 583.6 millimetres hàng năm. Thành phố nhận được lượng mưa ít hơn so với Roma, Bordeaux, Lisboa, Naples, Sydney hoặc thành phố New York.
Luân Đôn thường ít khi có tuyết, chủ yếu bởi nhiệt độ từ các khu vực xung quanh làm Luân Đôn ấm hơn khoảng 5 °C (9 °F) so với các vùng xung quanh. Tuy nhiên, những trận mưa tuyết thường diễn ra vài lần trong năm. Luân Đôn thường ít xảy ra thiên tai, nhưng một vài trận thiên tai cũng đã diễn ra, ví dụ như trận bão lớn năm 1987.
Mặc dù Luân Đôn và đảo Anh có tiếng là mưa thường xuyên, nhưng lượng mưa trung bình 602 mm (23,7 in) của Luân Đôn hàng năm thực sự khiến nó khô hơn mức trung bình toàn cầu. Mùa đông gần như không có mưa của thành phố dẫn đến nhiều vùng khí hậu xung quanh Địa Trung Hải có lượng mưa hàng năm nhiều hơn London.
Vào nửa sau thế kỷ 19 và nửa đầu thế kỷ 20, Luân Đôn được biết đến là thành phố sương mù vì lượng sương mù và khói dày đặc. Sau một trận sương mù năm 1952, đạo luật làm sạch không khí được thông qua năm 1962, điều này đã làm giảm đáng kể ô nhiễm môi trường trong thành phố.
| Dữ liệu khí hậu của Luân Đôn (Greenwich) (1981–2010) | Dữ liệu khí hậu của Luân Đôn (Greenwich) (1981–2010) | Dữ liệu khí hậu của Luân Đôn (Greenwich) (1981–2010) | Dữ liệu khí hậu của Luân Đôn (Greenwich) (1981–2010) | Dữ liệu khí hậu của Luân Đôn (Greenwich) (1981–2010) | Dữ liệu khí hậu của Luân Đôn (Greenwich) (1981–2010) | Dữ liệu khí hậu của Luân Đôn (Greenwich) (1981–2010) | Dữ liệu khí hậu của Luân Đôn (Greenwich) (1981–2010) | Dữ liệu khí hậu của Luân Đôn (Greenwich) (1981–2010) | Dữ liệu khí hậu của Luân Đôn (Greenwich) (1981–2010) | Dữ liệu khí hậu của Luân Đôn (Greenwich) (1981–2010) | Dữ liệu khí hậu của Luân Đôn (Greenwich) (1981–2010) | Dữ liệu khí hậu của Luân Đôn (Greenwich) (1981–2010) | Dữ liệu khí hậu của Luân Đôn (Greenwich) (1981–2010) |
| Tháng                                                | 1                                                    | 2                                                    | 3                                                    | 4                                                    | 5                                                    | 6                                                    | 7                                                    | 8                                                    | 9                                                    | 10                                                   | 11                                                   | 12                                                   | Năm                                                  |
| ---------------------------------------------------- | ---------------------------------------------------- | ---------------------------------------------------- | ---------------------------------------------------- | ---------------------------------------------------- | ---------------------------------------------------- | ---------------------------------------------------- | ---------------------------------------------------- | ---------------------------------------------------- | ---------------------------------------------------- | ---------------------------------------------------- | ---------------------------------------------------- | ---------------------------------------------------- | ---------------------------------------------------- |
| Trung bình ngày tối đa °C (°F)                       | 8.1 (46.6)                                           | 8.6 (47.5)                                           | 11.6 (52.9)                                          | 14.6 (58.3)                                          | 18.1 (64.6)                                          | 21.0 (69.8)                                          | 23.4 (74.1)                                          | 23.1 (73.6)                                          | 20.0 (68.0)                                          | 15.5 (59.9)                                          | 11.3 (52.3)                                          | 8.4 (47.1)                                           | 15.3 (59.5)                                          |
| Tối thiểu trung bình ngày °C (°F)                    | 3.1 (37.6)                                           | 2.7 (36.9)                                           | 4.6 (40.3)                                           | 5.9 (42.6)                                           | 8.9 (48.0)                                           | 11.8 (53.2)                                          | 13.7 (56.7)                                          | 13.8 (56.8)                                          | 11.4 (52.5)                                          | 8.8 (47.8)                                           | 5.8 (42.4)                                           | 3.4 (38.1)                                           | 7.8 (46.0)                                           |
| Lượng mưa trung bình mm (inches)                     | 41.6 (1.64)                                          | 36.3 (1.43)                                          | 40.3 (1.59)                                          | 40.1 (1.58)                                          | 44.9 (1.77)                                          | 47.4 (1.87)                                          | 34.6 (1.36)                                          | 54.3 (2.14)                                          | 51.0 (2.01)                                          | 61.1 (2.41)                                          | 57.5 (2.26)                                          | 48.4 (1.91)                                          | 557.4 (21.94)                                        |
| Số ngày mưa trung bình (≥ 1.0 mm)                    | 11.4                                                 | 8.5                                                  | 9.8                                                  | 9.0                                                  | 9.2                                                  | 7.4                                                  | 6.3                                                  | 8.1                                                  | 8.6                                                  | 10.9                                                 | 10.9                                                 | 9.5                                                  | 109.4                                                |
| Số giờ nắng trung bình tháng                         | 44.7                                                 | 65.4                                                 | 101.7                                                | 148.3                                                | 170.9                                                | 171.4                                                | 176.7                                                | 186.1                                                | 133.9                                                | 105.4                                                | 59.6                                                 | 45.8                                                 | 1.410                                                |
| Nguồn: Met Office                                    |                                                      |                                                      |                                                      |                                                      |                                                      |                                                      |                                                      |                                                      |                                                      |                                                      |                                                      |                                                      |                                                      |

### Phân vùng

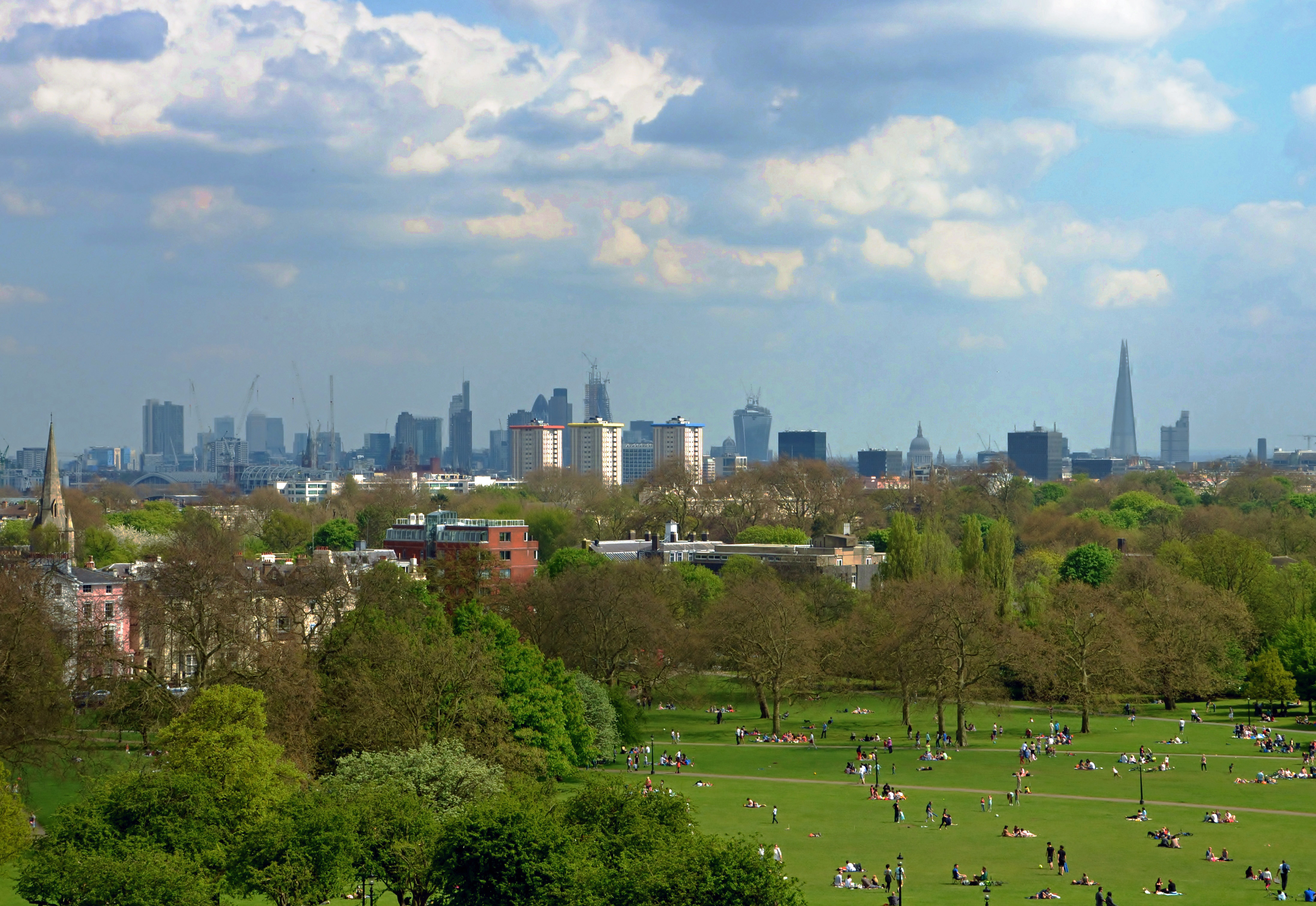
Luân Đôn nhìn từ đồi Primrose

Khu vực đô thị rộng lớn của London thường được mô tả bằng cách sử dụng một tập hợp các tên quận, chẳng hạn như Bloomsbury, Mayfair, Wembley và Whitechapel. Đây là những chỉ định không chính thức, phản ánh tên của các ngôi làng đã được hấp thụ bởi sự ngổn ngang, hoặc là các đơn vị hành chính thay thế như giáo xứ hoặc các quận cũ.
Những cái tên như vậy vẫn được sử dụng thông qua truyền thống, mỗi cái đề cập đến một khu vực địa phương có đặc điểm riêng biệt, nhưng không có ranh giới chính thức. Từ năm 1965 Greater London đã được chia thành 32 quận London ngoài Thành phố cổ Luân Đôn. Thành phố Luân Đôn là khu tài chính chính, và Canary Wharf gần đây đã phát triển thành một trung tâm tài chính và thương mại mới ở Docklands ở phía đông.
West End của Luân Đôn là khu mua sắm và giải trí chính của London, thu hút khách du lịch. Tây London bao gồm các khu dân cư đắt đỏ, nơi các tài sản có thể bán với giá hàng chục triệu bảng. Giá trung bình cho các bất động sản ở Kensington và Chelsea là hơn 2 triệu bảng với chi phí cao tương tự ở hầu hết trung tâm Luân Đôn.
East End của Luân Đôn là khu vực gần Cảng Luân Đôn gốc nhất, được biết đến với dân số nhập cư cao, cũng như là một trong những khu vực nghèo nhất ở Luân Đôn. Khu vực Đông London xung quanh chứng kiến nhiều sự phát triển công nghiệp ban đầu của London; bây giờ, các địa điểm brownfield trên toàn khu vực đang được tái phát triển như một phần của Thames Gateway bao gồm London Riverside và Lower Lea Valley, được phát triển thành Công viên Olympic cho Thế vận hội và Paralympic 2012

### Kiến trúc

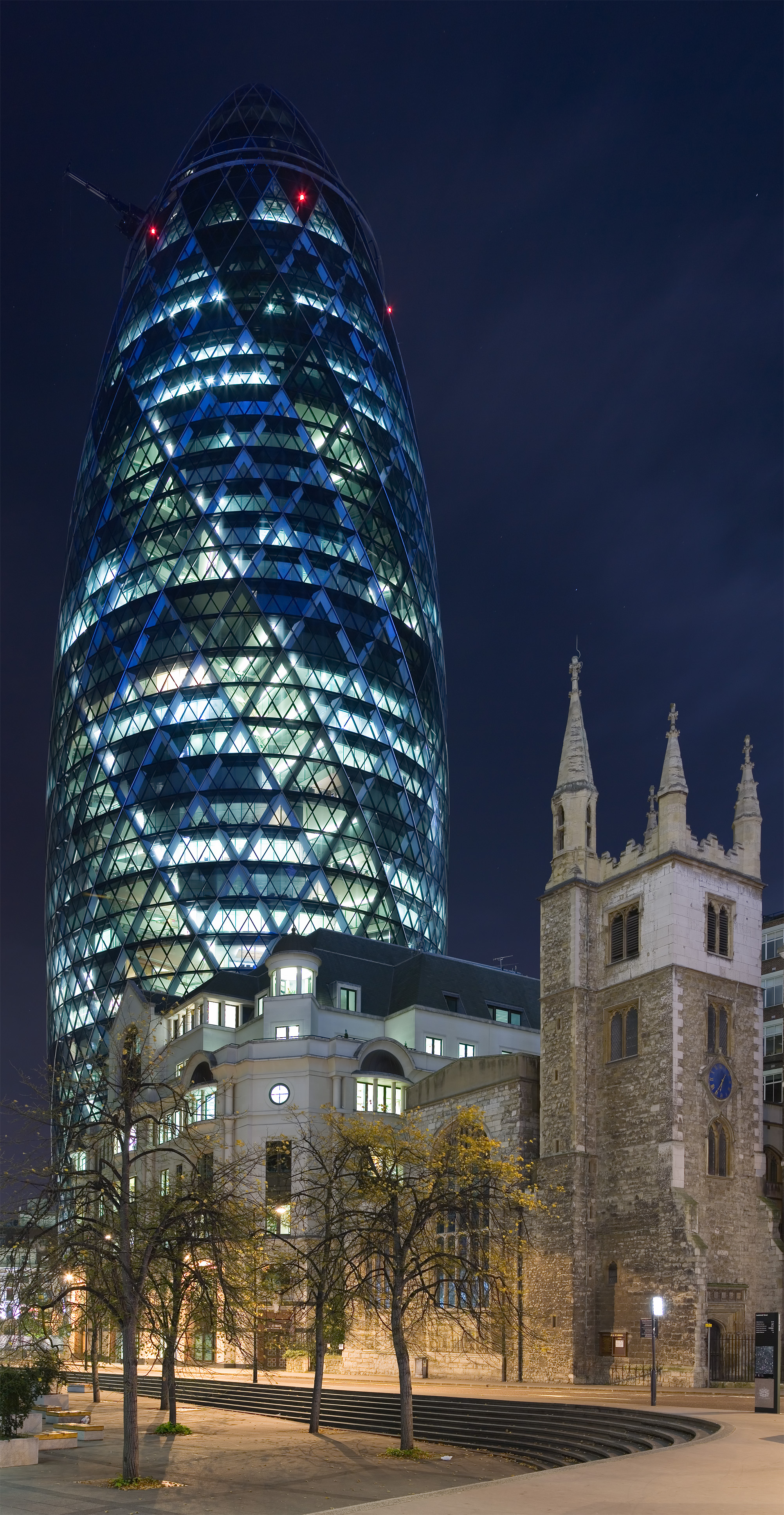
Tháp 30 St Mary Axe gần St Helen's Bishopsgate (bên phải).

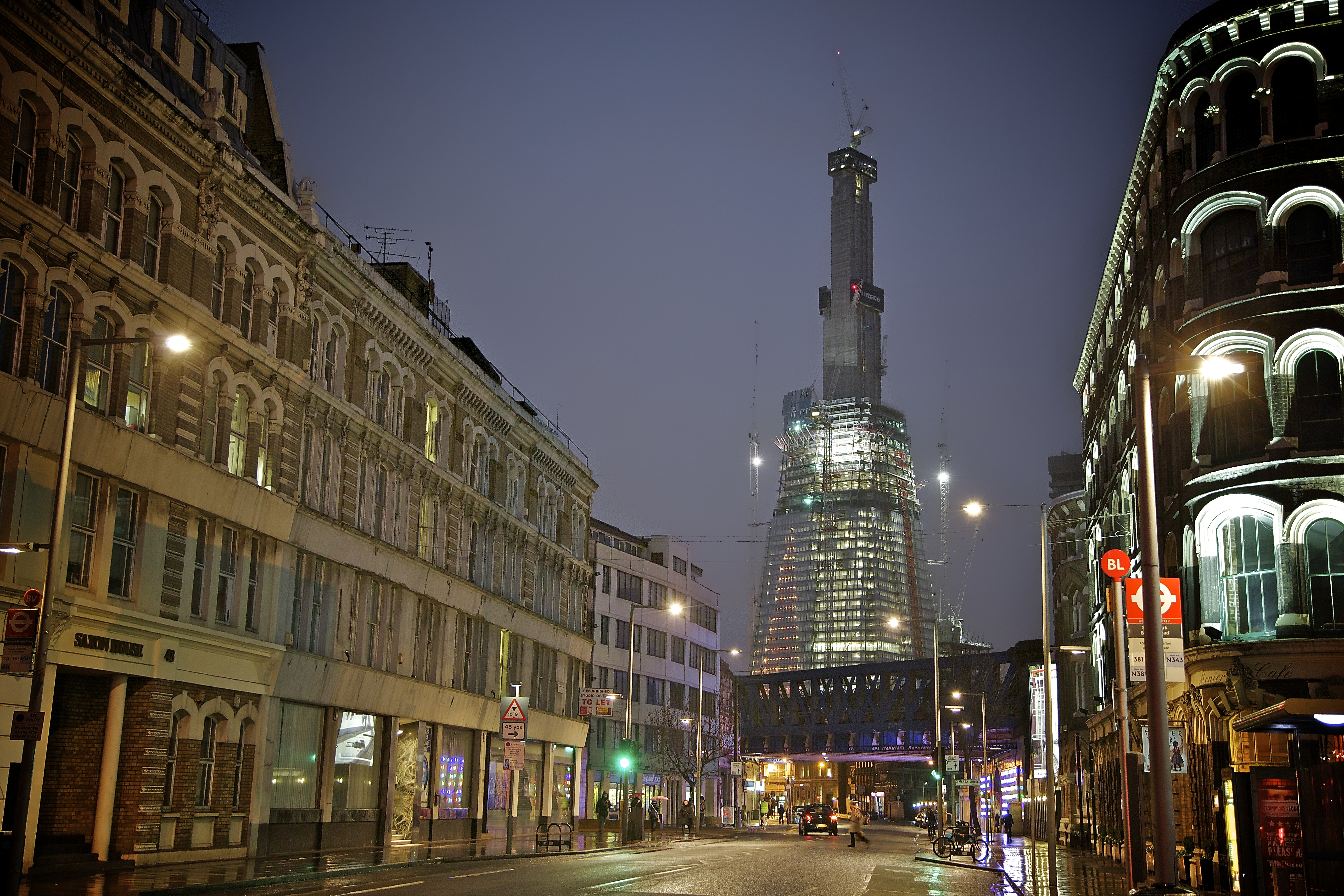
Tòa nhà Shard London Bridge trong quá trình thi công vào tháng 1 năm 2011, dự kiến là một trong những công trình cao nhất ở Liên minh châu Âu.

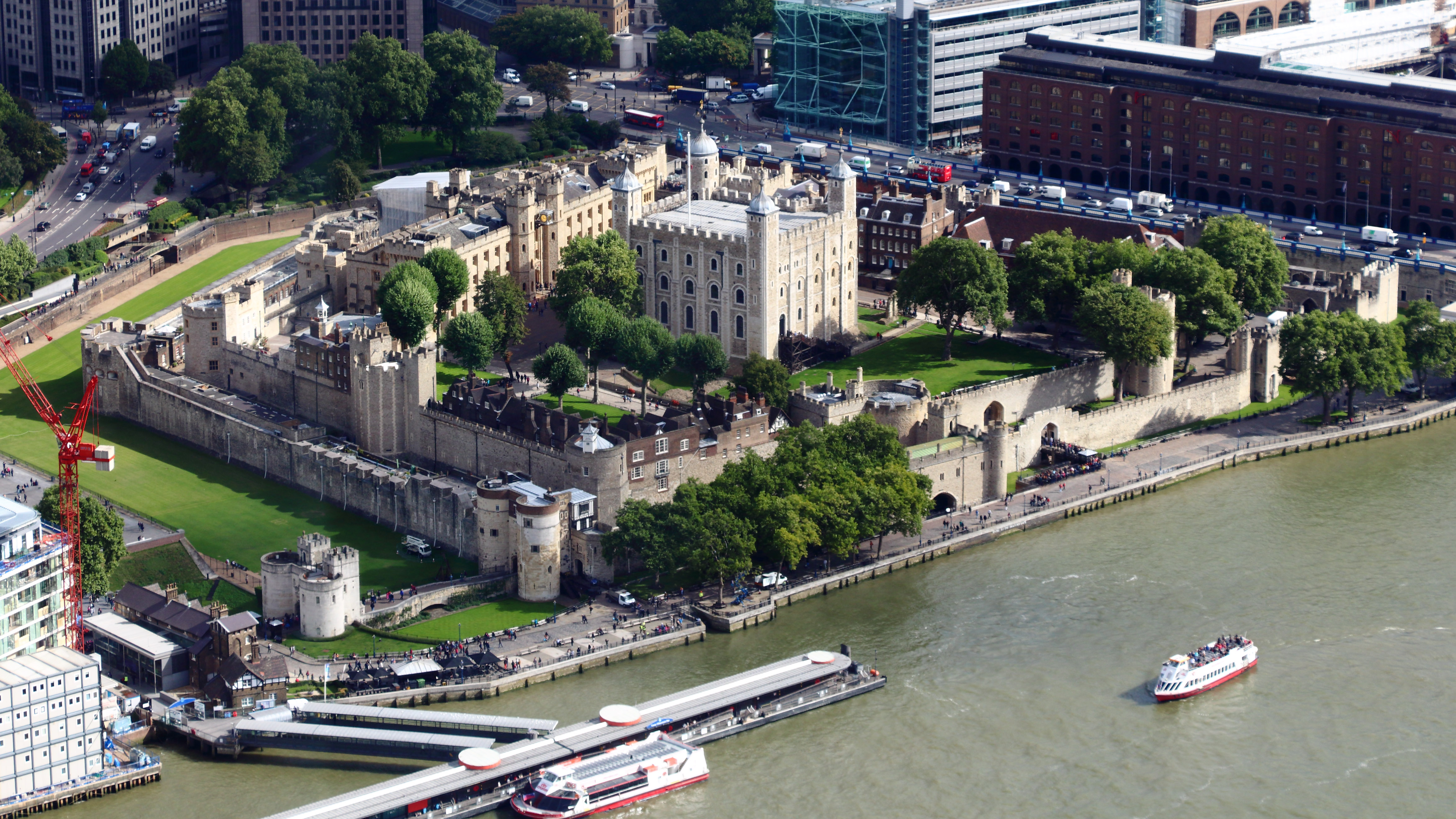
Tháp Luân Đôn là một lâu đài thời trung cổ lịch sử, phần cổ nhất có từ năm 1078

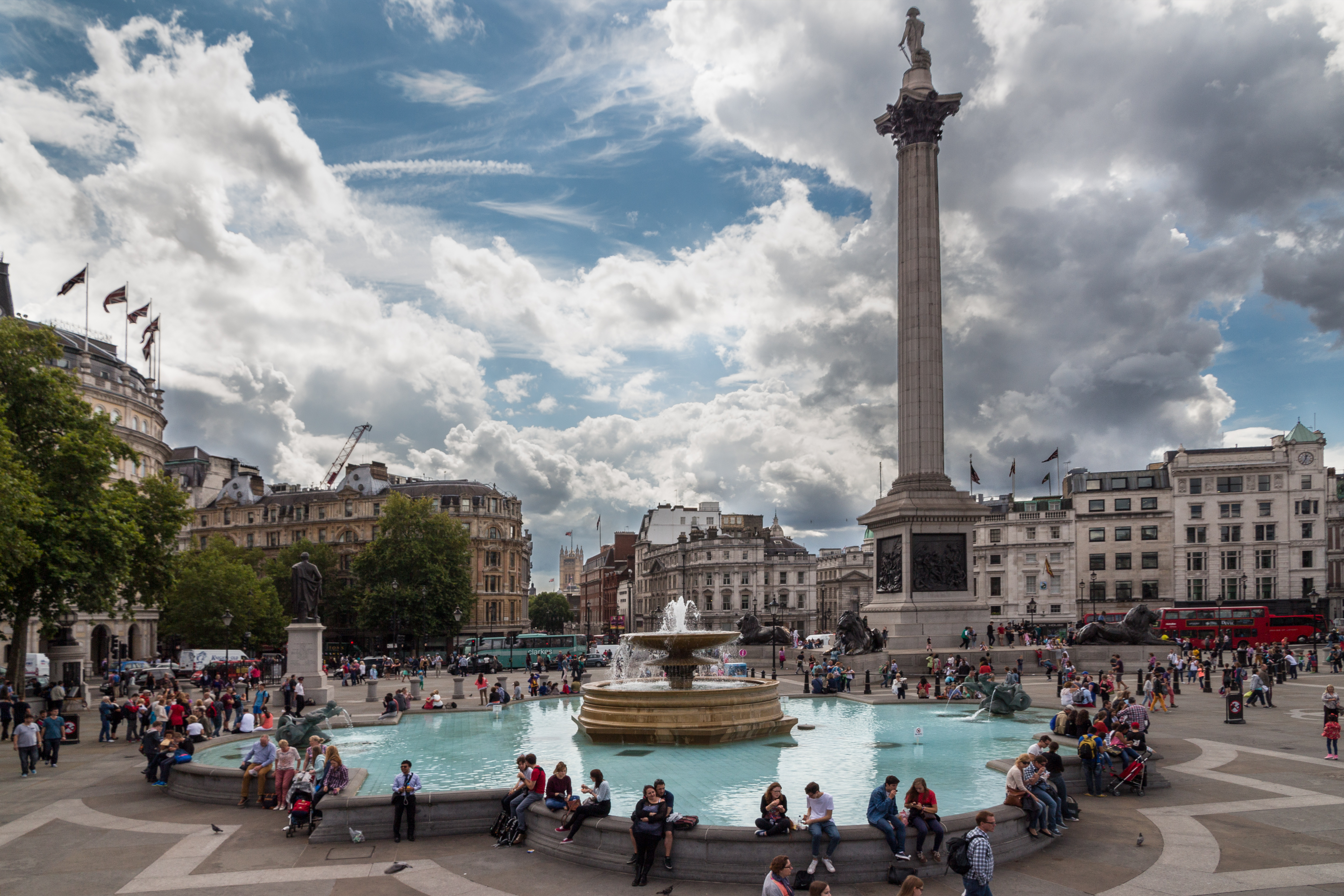
Quảng trường Trafalgar và đài phun nước của nó, với Cột có tượng của Nelson ở bên phải

Những công trình ở Luân Đôn quá đa dạng để người ta có thể định ra bất cứ phong cách kiến trúc đặc thù nào. Chúng đã được xây dựng trong suốt một quãng thời gian dài. Nhiều ngôi nhà lớn và các công trình công cộng như Thư viện Quốc gia được xây dựng từ đá Portland. Ở một số khu vực của thành phố, đặc biệt là phía tây của trung tâm, được đặc trưng bởi những tòa nhà trát vữa trắng hoặc quét vôi trắng. Rất ít các công trình kiến trúc trước cuộc Đại hỏa hoạn Luân Đôn 1666 còn tồn tại đến ngày nay, ngoại trừ một vài di tích La Mã, tòa tháp Luân Đôn và rải rác một vài công trình kiến trúc thời Tudor còn sót lại trong thành phố. Một công trình đáng chú ý còn vẫn tồn tại từ thời Tudor là cung điện Hampton Court, cung điện thời Tudor lâu đời nhất của nước Anh còn tồn tại, do Đức Hồng y Thomas Wolsey xây dựng vào khoảng năm 1515. Những nhà thờ cuối thế kỷ 17 của kiến trúc sư Christopher Wren, các cơ quan tài chính của thế kỷ 18 và 19 như Sở giao dịch Hoàng gia và Ngân hàng Anh, Tòa đại hình Luân Đôn Old Bailey đầu thế kỷ 20 và các thành lũy những năm 1960 là một phần di sản của những phong cách kiến trúc khác nhau.
Ga Battersea Power được xây năm 1939 từng bị bỏ hoang nhưng sau đó đã sớm được phục hồi lại, nằm cạnh bờ sông phía tây Nam và đóng vai trò là mốc bờ địa phương, trong khi đó một vài ga cuối trên đường ray là những ví dụ điển hình xuất sắc nhất cho phong cách kiến trúc Victoria, đặc biệt là nhà ga St Pancras và Paddington. Mật độ dân số ở Luân Đôn không đồng đều, tỉ trọng việc làm cao tại khu trung tâm, mật độ cư trú cao ở lân cận trung tâm và thấp hơn ở các vùng ngoại ô.
Đài tưởng niệm ở Thành phố Luân Đôn có thể cho thấy một tầm nhìn bao quát toàn khu vực xung quanh, đồng thời là đài tưởng niệm trận Đại hỏa hoạn ở Luân Đôn từng bắt nguồn từ gần đó. Cổng chào mái vòm cẩm thạch và cổng chào mái vòm Wellington, nằm riêng rẽ ở phía bắc và Nam cuối đường Park Lane, có mối liên hệ với hoàng gia, cũng như đài tưởng niệm Albert và thính phòng hoàng gia Albert ở phố Kensington. Tượng đài Nelson's Column là một di tích quốc gia được công nhận và nằm tại quảng trường Trafalgar, một trong những vị trí trọng tâm tại trung tâm thành phố.
Trong các khu vực dân cư dày đặc, hầu hết sự tập trung là thông qua các tòa nhà trung bình và cao tầng. Các tòa nhà chọc trời của Luân Đôn, như 30 St Mary Axe, Tower 42, Broadgate Tower và One Canada Square, hầu hết nằm ở hai khu tài chính là Thành phố Luân Đôn và Bến Canary. Phát triển nhà cao tầng bị hạn chế tại một số địa điểm nhất định nếu nó sẽ cản trở tầm nhìn được bảo vệ của Nhà thờ St Paul và các tòa nhà lịch sử khác. Tuy nhiên vẫn có một số tòa nhà chọc trời rất cao ở trung tâm London, bao gồm The Shard cao 95 tầng, tòa nhà cao nhất ở Liên minh châu Âu.
Các tòa nhà hiện đại đáng chú ý khác bao gồm Tòa thị chính ở Southwark với hình bầu dục đặc biệt, Nhà phát thanh truyền hình Art Deco BBC cùng với Thư viện Anh hậu hiện đại ở thị trấn Somalia / Kings Cross và Poultry số 1 của James Stirling. Nơi trước đây là Thiên niên kỷ, bao bọc bởi sông Thames ở phía đông của Canary Wharf, giờ là một địa điểm giải trí được gọi là O2 Arena.

### Các công viên và khu vườn
Một báo cáo năm 2013 của Tập đoàn Thành phố Luân Đôn cho biết Luân Đôn là "thành phố xanh nhất" ở châu Âu với 35.000 mẫu công viên công cộng, rừng và vườn. Các công viên lớn nhất ở khu vực trung tâm Luân Đôn là ba trong số tám Công viên Hoàng gia, cụ thể là Công viên Hyde và Công viên Kensington lân cận ở phía tây và Công viên Regent's ở phía bắc. Công viên Hyde nói riêng là phổ biến cho thể thao và đôi khi tổ chức các buổi hòa nhạc ngoài trời. Công viên Regent chứa Sở thú Luân Đôn, sở thú khoa học lâu đời nhất thế giới và gần Bảo tàng Sáp Madame Tussauds. Đồi Primrose, ngay phía bắc Công viên Regent, ở độ cao 256 feet (78 m) là một địa điểm nổi tiếng để ngắm nhìn đường chân trời thành phố.
Gần công viên Hyde là các Công viên Hoàng gia nhỏ hơn, Công viên xanh và Công viên St. James. Một số công viên lớn nằm bên ngoài trung tâm thành phố, bao gồm Hampstead Heath và Công viên Hoàng gia Greenwich còn lại ở phía đông nam và Công viên Bushy và Công viên Richmond (lớn nhất) ở phía tây nam, Hampton Court Công viên cũng là một công viên hoàng gia, nhưng, vì nó chứa một cung điện, nó được quản lý bởi Cung điện Hoàng gia Lịch sử, không giống như tám Công viên Hoàng gia.
Gần công viên Richmond là Vườn Kew có bộ sưu tập thực vật sống lớn nhất thế giới. Năm 2003, các khu vườn đã được đưa vào danh sách Di sản Thế giới của UNESCO. Ngoài ra còn có các công viên được quản lý bởi Hội đồng quận của London, bao gồm Công viên Victoria ở East End và Công viên Battersea ở trung tâm. Một số không gian mở bán tự nhiên hơn cũng tồn tại, bao gồm Hampstead Heath của Bắc Luân Đôn rộng 320 hécta, và Rừng Epping, bao gồm 2.476 ha (6.118 mẫu) ở phía đông. Cả hai đều được kiểm soát bởi Tập đoàn Thành phố Luân Đôn. Hampstead Heath kết hợp Kenwood House, một ngôi nhà trang nghiêm trước đây và là một địa điểm nổi tiếng trong những tháng mùa hè khi các buổi hòa nhạc cổ điển được tổ chức bên hồ, thu hút hàng ngàn người mỗi cuối tuần để thưởng thức âm nhạc, phong cảnh và pháo hoa.
Rừng Epping là một địa điểm nổi tiếng cho các hoạt động ngoài trời khác nhau, bao gồm đạp xe leo núi, đi bộ, cưỡi ngựa, chơi gôn, câu cá và các buổi ngoại khóa.

### Lịch sử tự nhiên

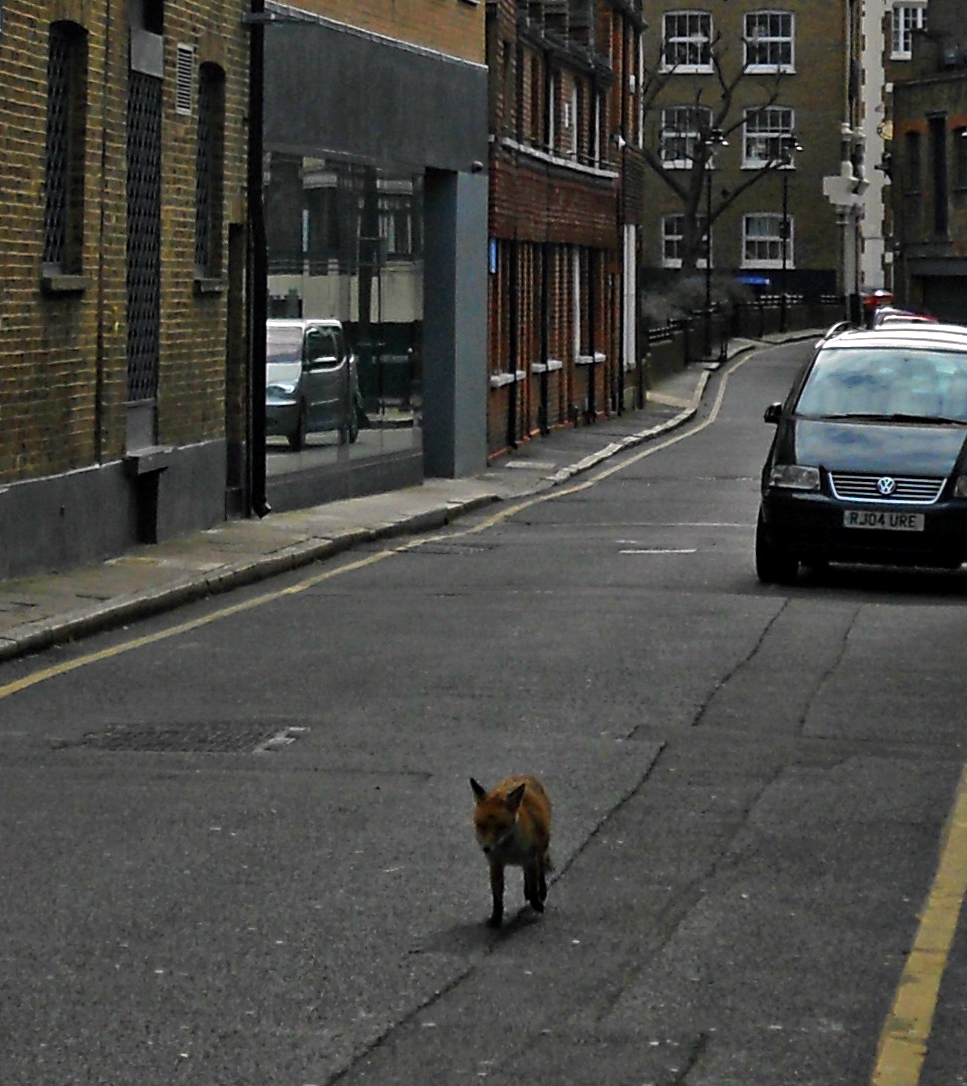
Một con cáo trên đường Ayres, Southwark, Nam Luân Đôn.

Hiệp hội Lịch sử Tự nhiên Luân Đôn cho rằng Luân Đôn là "một trong những thành phố xanh nhất thế giới" với hơn 40% không gian xanh hoặc nước mở. Họ chỉ ra rằng 2000 loài thực vật có hoa đã được tìm thấy đang phát triển ở đó và thủy triều Thames hỗ trợ môi trường sinh sống cho 120 loài cá. Họ cũng tuyên bố rằng hơn 60 loài chim yến ở trung tâm Luân Đôn và đã ghi nhận 47 loài bướm, 1173 bướm đêm và hơn 270 loại nhện xung quanh Luân Đôn. Các khu vực đất ngập nước của Luân Đôn hỗ trợ các quần thể chim nước quan trọng trên toàn quốc. Luân Đôn có 38 địa điểm quan tâm khoa học đặc biệt (SSSIs), hai khu bảo tồn thiên nhiên quốc gia và 76 khu bảo tồn thiên nhiên địa phương.
Động vật lưỡng cư là phổ biến ở thủ đô, bao gồm những con sa giông sống gần Tate Modern, và những con ếch, cóc, sa giông chân màng và những con sa giông mào phương Bắc. Mặt khác, các loài bò sát bản địa như giun chậm, thằn lằn châu Âu, rắn cỏ và rắn độc Viper, hầu hết chỉ được nhìn thấy ở Ngoại Luân Đôn.
Trong số những cư dân tự nhiên khác của Luân Đôn có 10.000 con cáo đỏ, do đó hiện có 16 con cáo cho mỗi dặm vuông (2,6 km vuông) của Luân Đôn. Những con cáo đô thị này táo bạo hơn đáng kể so với anh em họ hàng của chúng, chia sẻ vỉa hè với người đi bộ và nuôi con non trong sân sau nhà của con người. Cáo thậm chí đã lẻn vào Tòa nhà Quốc hội, nơi một con cáo được tìm thấy đang ngủ trên tủ hồ sơ. Một con khác đột nhập vào căn cứ của Cung điện Buckingham, báo cáo đã giết chết một số con hồng hạc được tặng của Nữ hoàng Elizabeth II. Có thể bắt gặp những con cáo ở Luân Đôn vào bất kỳ thời điểm nào trong ngày nhưng thường xuyên nhất là vào ban đêm, khi đường phố vắng vẻ hơn và đó cũng là lúc chúng ra ngoài bới rác kiếm ăn. Tuy nhiên, nói chung, cáo và người dân thành phố dường như hòa hợp với nhau. Một cuộc khảo sát năm 2001 của Hiệp hội Động vật có vú có trụ sở tại Luân Đôn cho thấy 80% trong số 3.779 người được hỏi tình nguyện giữ một cuốn nhật ký về các chuyến thăm động vật có vú trong vườn thích có cáo trong đó. Mẫu này không thể được lấy để đại diện cho toàn bộ người Luân Đôn.
Các động vật có vú khác được tìm thấy ở Đại Luân Đôn bao gồm nhím, chuột cống, chuột nhắt, thỏ, chuột chù, chuột đồng và sóc. Trong các khu vực hoang dã của Ngoại Luân Đôn, như rừng Epping, nhiều loại động vật có vú được tìm thấy bao gồm thỏ đồng, lửng, chuột đồng, chuột nước, chuột gỗ, chuột cổ vàng, chuột chù và chồn, ngoài ra còn có cáo, sóc và nhím. Một con rái cá đã chết được tìm thấy tại The Highway, ở Wapping, cách Cầu Tháp Luân Đôn khoảng một dặm, điều này cho thấy chúng đã bắt đầu di chuyển trở lại sau khi vắng mặt một trăm năm từ thành phố. Mười trong số mười tám loài dơi của Anh đã được ghi nhận trong rừng Epping: soprano, nathusius và common pipistrelles, noctule, serotine, barbastelle, daubenton's, nâu tai dài, natterer và leisler.
Trong số những cảnh tượng kỳ lạ được nhìn thấy ở Luân Đôn có một con cá voi ở sông Thames, trong khi chương trình "Thế giới tự nhiên: Lịch sử không tự nhiên của Luân Đôn" của BBC cho thấy những con chim bồ câu sử dụng Tàu điện ngầm Luân Đôn để đi quanh thành phố, một con hải cẩu lấy cá từ người bán cá bên ngoài chợ cá Billingsgate và những con cáo sẽ "ngồi" nếu được cho xúc xích.
Những đàn hươu đỏ và hươu hoang cũng đi lang thang tự do trong phần lớn Công viên Richmond và Bushy. Một cuộc hủy bỏ diễn ra vào mỗi tháng 11 và tháng 2 để đảm bảo số lượng có thể được duy trì. Rừng Epping cũng được biết đến với loài hươu hoang, thường có thể được nhìn thấy trong đàn ở phía bắc của khu rừng. Một quần thể hươu đen hiếm gặp cũng được duy trì tại Khu bảo tồn hươu gần Theydon Bois. Loài mang sau khi trốn thoát khỏi công viên hươu vào đầu thế kỷ XX, cũng được tìm thấy trong rừng. Trong khi người dân Luân Đôn đã quen với động vật hoang dã như chim và cáo chia sẻ môi trường sinh sống trong thành phố, thì những con hươu thành thị gần đây đã bắt đầu trở thành một đặc điểm thường xuyên và cả đàn hươu hoang đi vào khu dân cư vào ban đêm để tận dụng không gian xanh của Luân Đôn.

## Dân số
Cuộc điều tra dân số năm 2011 ghi nhận rằng 2.998.264 người hoặc 36,7% dân số Luân Đôn là người nước ngoài sinh sống ở Luân Đôn, thành phố có dân số nhập cư lớn thứ hai, sau thành phố New York, về số lượng tuyệt đối. Khoảng 69% trẻ em sinh ra ở Luân Đôn năm 2015 có ít nhất một cha mẹ được sinh ra ở nước ngoài. Bảng bên phải cho thấy các quốc gia phổ biến nhất sinh ra cư dân Luân Đôn. Lưu ý rằng một số người gốc Đức, ở vị trí thứ 18, là công dân Anh từ khi sinh ra đến khi có cha mẹ phục vụ trong Lực lượng Vũ trang Anh ở Đức.
Với sự công nghiệp hóa ngày càng tăng, dân số Luân Đôn tăng nhanh trong suốt thế kỷ 19 và đầu thế kỷ 20, và đã có lúc vào cuối thế kỷ 19 và đầu thế kỷ 20, thành phố đông dân nhất thế giới. Dân số của nó đạt đỉnh điểm là 8.615.245 vào năm 1939 ngay trước khi Chiến tranh thế giới thứ hai bùng nổ, nhưng đã giảm xuống còn 7.192.091 tại Tổng điều tra dân số năm 2001. Tuy nhiên, dân số sau đó đã tăng chỉ hơn một triệu trong các cuộc điều tra năm 2001 và 2011, để đạt tới 8.173.941 trong bảng liệt kê sau.
Tuy nhiên, khu vực đô thị liên tục của Luân Đôn vượt ra khỏi ranh giới Đại Luân Đôn và là nơi cư ngụ của 9.787.426 người vào năm 2011, trong khi khu vực đô thị rộng hơn của nó có dân số từ 12 đến 14 triệu tùy theo định nghĩa được sử dụng. Theo Eurostat, Luân Đôn là thành phố đông dân nhất và khu vực đô thị của Liên minh châu Âu và đông dân thứ hai ở châu Âu. Trong giai đoạn 1991 Vang2001, 726.000 người nhập cư ròng đã đến Luân Đôn.
Khu vực này có diện tích 1.579 km2 (tương đương với 610 dặm vuông). Mật độ dân số là 5.177 người trên mỗi km vuông (13.410 / dặm vuông), nhiều hơn mười lần so với bất kỳ khu vực nào khác ở Anh. Về dân số, Luân Đôn là thành phố lớn thứ 19 và là khu vực đô thị lớn thứ 18.

### Cấu trúc tuổi và tuổi trung bình
Năm 2018, dân số Luân Đôn theo độ tuổi được cấu trúc khác với phần còn lại của nước Anh. Luân Đôn có tỷ lệ trẻ em dưới 5 tuổi cao hơn so với phần còn lại của nước Anh. Trẻ em (dưới 14 tuổi) chiếm 21% ở Ngoại ô Luân Đôn và 28% ở Nội Luân Đôn; nhóm tuổi từ 15 đến 24 tuổi là 12% ở cả Ngoại và Luân Đôn; những người trong độ tuổi từ 25 đến 44 tuổi chiếm 31% ở Ngoại ô Luân Đôn và 40% ở Nội Luân Đôn; độ tuổi từ 45 đến 64 tuổi lần lượt hình thành 26 đến 21% ở Ngoại ô và Nội thành Luân Đôn; trong khi ở Ngoại ô Luân Đôn, người từ 65 tuổi trở lên là 13%, thì ở Nội Luân Đôn chỉ là 9%.
Độ tuổi trung bình của Luân Đôn năm 2017 là 36,5 tuổi

### Các nhóm dân tộc
Các nhóm dân tộc theo thống kê năm 2011 
Theo Văn phòng Thống kê Quốc gia, dựa trên ước tính của Tổng điều tra dân số năm 2011, 59,8% trong số 8.173.941 cư dân của Luân Đôn là người da trắng, với 44,9% người Anh da trắng, 2,2% người Ailen trắng, 0,1% người gypsy / khách du lịch Ailen và 12,1% được phân loại là người da trắng ở một số nước khác.
20,9% người Luân Đôn là người gốc Á và lai gốc Á. 19,7 phần trăm là người gốc Á hoàn toàn, với những người thuộc di sản châu Á hỗn hợp bao gồm 1,2 dân số. Người Ấn Độ chiếm 6,6 phần trăm dân số, tiếp theo là người Pakistan và Bangladesh ở mức 2,7 phần trăm mỗi người. Người Trung Quốc chiếm 1,5% dân số, với người Ả Rập chiếm 1,3%. Hơn 4,9 phần trăm được phân loại là "Châu Á khác".
15,6% dân số Luân Đôn là người gốc Phi và người da đen hỗn hợp. 13,3 phần trăm là người gốc Phi hoàn toàn, với những người gốc Phi hỗn hợp bao gồm 2,3 phần trăm. Người châu Phi da đen chiếm 7,0 phần trăm dân số Luân Đôn, với 4,2 phần trăm là người Caribbe đen và 2,1 phần trăm là "Người da đen khác". 5,0 phần trăm là chủng tộc hỗn hợp.
Trên khắp Luân Đôn, trẻ em da đen và châu Á đông hơn trẻ em Anh trắng khoảng sáu đến bốn ở các trường công lập. Hoàn toàn theo điều tra dân số năm 2011, trong số 1.624.768 dân số ở Luân Đôn từ 0 đến 15 tuổi, 46,4% là người da trắng, 19,8% là người châu Á, 19% là người da đen, 10,8% là người hỗn hợp và 4% đại diện cho một nhóm dân tộc khác. Vào tháng 1 năm 2005, một cuộc khảo sát về sự đa dạng sắc tộc và tôn giáo của Luân Đôn đã tuyên bố rằng có hơn 300 ngôn ngữ được sử dụng ở Luân Đôn và hơn 50 cộng đồng không phải là người bản địa với dân số hơn 10.000 người. Số liệu từ Văn phòng Thống kê Quốc gia cho thấy, trong năm 2010, dân số sinh ra ở nước ngoài của Luân Đôn là 2.650.000 (33%), tăng so với 1.630.000 vào năm 1997.
Cuộc điều tra dân số năm 2011 cho thấy 36,7% dân số Đại Luân Đôn được sinh ra bên ngoài Vương quốc Anh. Một bộ phận dân số gốc Đức có khả năng là công dân Anh sinh ra từ cha mẹ phục vụ trong Lực lượng Vũ trang Anh tại Đức. Ước tính do Văn phòng Thống kê Quốc gia đưa ra cho thấy năm nhóm sinh ra ở nước ngoài lớn nhất sống ở Luân Đôn trong giai đoạn từ tháng 7 năm 2009 đến tháng 6 năm 2010 là những người sinh ra ở Ấn Độ, Ba Lan, Cộng hòa Ireland, Bangladesh và Nigeria.

### Tôn giáo
| Tôn giáo ở Luân Đôn   | Tôn giáo ở Luân Đôn   | Tôn giáo ở Luân Đôn | Tôn giáo ở Luân Đôn | Tôn giáo ở Luân Đôn |
| --------------------- | --------------------- | ------------------- | ------------------- | ------------------- |
| Tôn giáo              | Tôn giáo              |                     | Phần trăm           | Phần trăm           |
| Đạo Kitô              | Đạo Kitô              |                     | 58.2%               | 58.2%               |
| Không theo đạo        | Không theo đạo        |                     | 15.8%               | 15.8%               |
| Đạo không được đề cập | Đạo không được đề cập |                     | 8.7%                | 8.7%                |
| Đạo Hồi               | Đạo Hồi               |                     | 8.5%                | 8.5%                |
| Đạo Hindu             | Đạo Hindu             |                     | 4.1%                | 4.1%                |
| Đạo Do Thái           | Đạo Do Thái           |                     | 2.1%                | 2.1%                |
| Đạo Sikh              | Đạo Sikh              |                     | 1.5%                | 1.5%                |
| Đạo Phật              | Đạo Phật              |                     | 0.8%                | 0.8%                |
| Khác                  | Khác                  |                     | 0.2%                | 0.2%                |

Đa số người dân Luân Đôn (58,2 %) nhận mình là người theo đạo Kitô. Tiếp đến là những người không theo tôn giáo nào (15,8 %), sau đó là đạo Hồi (8,5 %), đạo Hindu (4,1 %), đạo Do Thái (2,1 %), đạo Sikh (1,5 %), đạo Phật (0,9 %) và những đạo khác (0,2 %), mặc dù 8,7% người dân đã không trả lời câu hỏi này trong cuộc tổng điều tra năm 2001.
Luân Đôn có truyền thống Kitô giáo, và có nhiều nhà thờ, đặc biệt là ở Thành phố Luân Đôn. Nhà thờ nổi tiếng St Paul's nằm trong Thành phố Luân Đôn và nhà thờ Southwark ở phía nam sông Thames là các trung tâm hành chính của Anh giáo. Tổng Giám mục Canterbury, Giám mục trưởng của Giáo hội Anh và Hiệp thông Anh giáo trên toàn thế giới, thường trú tại Cung điện Lambeth tại Luân Đôn Borough của Lambeth.
Các nghi lễ quốc gia và hoàng gia quan trọng được chia sẻ giữa St Paul's và Westminster Abbey. Tu viện không được nhầm lẫn với Nhà thờ Westminster gần đó, đây là nhà thờ Công giáo La Mã lớn nhất ở Anh và xứ Wales. Mặc dù sự phổ biến của các nhà thờ Anh giáo, sự tuân thủ rất thấp trong giáo phái Anh giáo. Theo thống kê của Church of England, sự tham dự của nhà thờ tiếp tục giảm, chậm, đều đặn.
Luân Đôn cũng là nơi có các cộng đồng Hồi giáo, Ấn Độ giáo, đạo Sikh và Do Thái có quy mô lớn.
Các nhà thờ Hồi giáo đáng chú ý bao gồm Nhà thờ Hồi giáo Đông London ở Tower Hamlets, được phép đưa ra lời kêu gọi Hồi giáo cầu nguyện qua loa, Nhà thờ Hồi giáo Trung tâm Luân Đôn ở rìa Công viên Regent và Công viên Hồi giáo Mơulu của Cộng đồng Hồi giáo Ahmadiyya. Sau sự bùng nổ của dầu mỏ, ngày càng nhiều người Hồi giáo Ả Rập Trung Đông giàu có đã sống dựa vào Mayfair, Kensington và Knightsbridge ở Tây London. Có các cộng đồng Hồi giáo lớn ở các quận phía đông của Tower Hamlets và Newham.
Các cộng đồng lớn của Ấn Độ giáo nằm ở các quận phía tây bắc của Harrow và Brent, sau này là nơi tổ chức những gì, cho đến năm 2006, Đền thờ Hindu lớn nhất châu Âu, Đền Neasden. Luân Đôn cũng là nơi có 44 ngôi đền Hindu, bao gồm BAPS Shri Swaminarayan Mandir London. Có các cộng đồng người Sikh ở Đông và Tây London, đặc biệt là ở Southall, nơi có một trong những quần thể Sikh lớn nhất và ngôi đền Sikh lớn nhất bên ngoài Ấn Độ.
Phần lớn người Do Thái ở Anh sống ở London, với các cộng đồng Do Thái quan trọng ở Stamford Hill, Stanmore, Golders Green, Finchley, Hampstead, Hendon và Edgware ở Bắc London. Giáo đường Do Thái Bevis Marks ở Thành phố Luân Đôn có liên kết với cộng đồng Do Thái Sephardic lịch sử của Luân Đôn. Đây là hội đường duy nhất ở châu Âu đã tổ chức các dịch vụ thường xuyên liên tục trong hơn 300 năm. Giáo đường Do Thái Stanmore và Canons có số thành viên lớn nhất trong bất kỳ giáo đường Chính thống nào trên toàn châu Âu, vượt qua giáo đường Ilford (cũng ở Luân Đôn) vào năm 1998. Cộng đồng đã thành lập Diễn đàn Do Thái Luân Đôn vào năm 2006 để đáp ứng với tầm quan trọng ngày càng tăng của Chính phủ Luân Đôn.

## Kinh tế

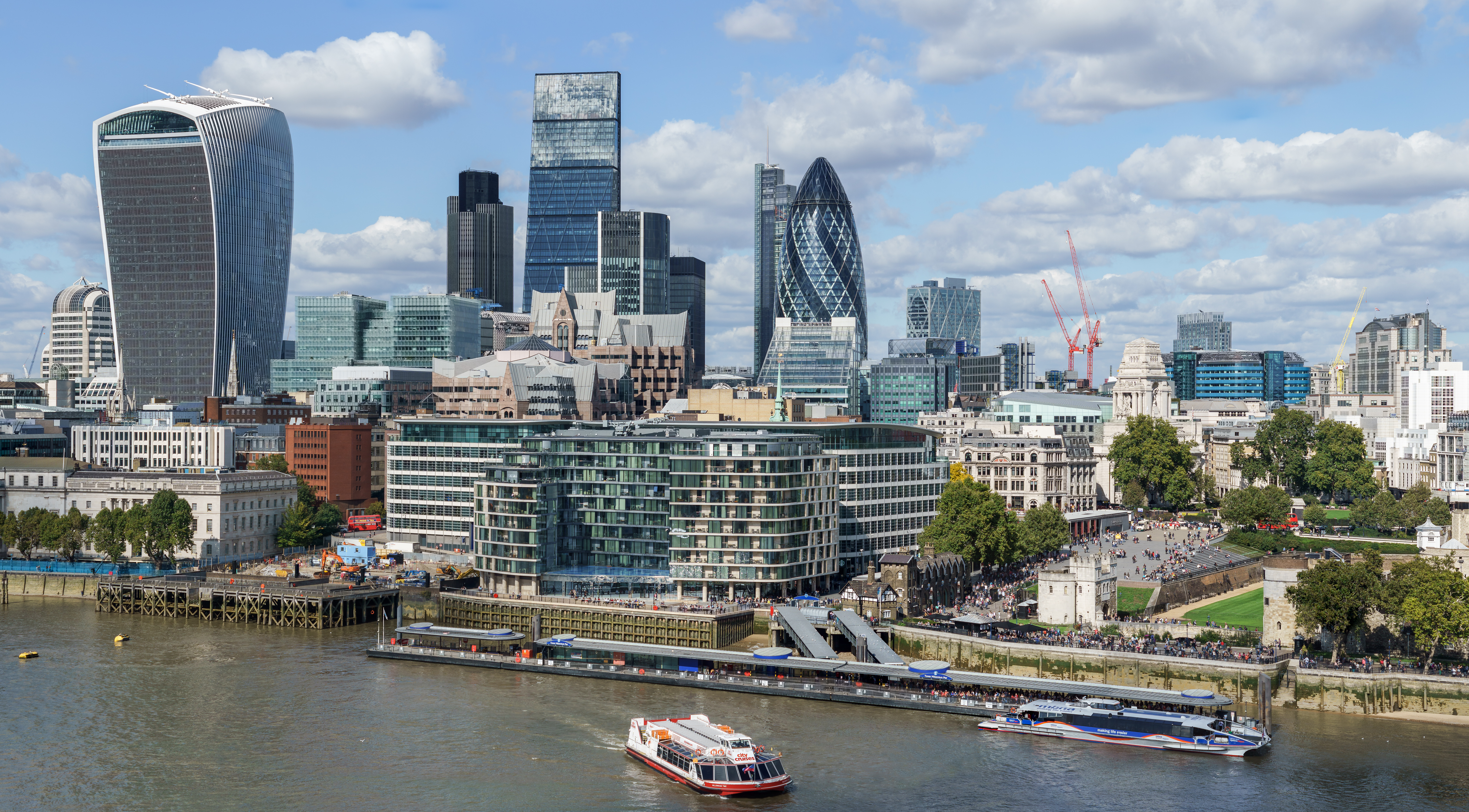
Thành phố Luân Đôn là trung tâm tài chính lớn nhất thế giới cùng Thành phố New York.

Tổng sản phẩm khu vực của Luân Đôn năm 2016 là 408 tỷ bảng Anh, khoảng một phần tư [[Kinh tế Anh|GDP của Vương quốc Liên hiệp Anh và Bắc Ireland  (hay 600 tỷ USD trong năm 2015); còn nền kinh tế của vùng đô thị Luân Đôn — lớn nhất trong các vùng đô thị tại Châu Âu—tạo ra khoảng 30% GDP của Vương quốc Liên hiệp Anh và Bắc Ireland (hay 669 tỷ USD năm 2005). Luân Đôn là trung tâm tài chính vượt trội trên thế giới và là thành phố cạnh tranh cùng New York vai trò là địa điểm tài chính quốc tế quan trọng nhất.
Luân Đôn có năm khu kinh doanh chính: Thành phố, Westminster, Bến Canary, Camden & Islington và Lambeth & Southwark. Một cách để có được ý tưởng về tầm quan trọng tương đối của họ là xem xét số lượng không gian văn phòng tương đối: Greater London có 27 triệu m2 văn phòng vào năm 2001, và Thành phố chứa nhiều không gian nhất, với 8 triệu m2 văn phòng. Luân Đôn có một số giá bất động sản cao nhất thế giới. London là thị trường văn phòng đắt nhất thế giới trong ba năm qua theo báo cáo của tạp chí bất động sản thế giới (2015). Tính đến năm 2015, tài sản dân cư ở London trị giá 2,2 nghìn tỷ đô la - tương đương với GDP hàng năm của Brazil. Thành phố có giá bất động sản cao nhất của bất kỳ thành phố châu Âu nào theo Văn phòng thống kê quốc gia và Văn phòng thống kê châu Âu. Trung bình giá mỗi mét vuông ở trung tâm Luân Đôn là € 24,252 (tháng 4 năm 2014). Giá này cao hơn giá bất động sản ở các thành phố thủ đô G8 khác của châu Âu; Berlin € 3,306, Rome € 6,188 và Paris € 11,229.
Hơn một nửa trong số 100 công ty cổ phần hàng đầu của UK và hơn 100 trong số 500 công ty lớn nhất Châu Âu đóng trụ sở chính tại trung tâm Luân Đôn. Hơn 70% công ty hàng đầu UK đặt tại vành đai đô thị Luân Đôn, và 75% trong 500 công ty dồi dào tài chính nhất có văn phòng ở Luân Đôn. Thành phố Luân Đôn là trụ sở của Ngân hàng Anh, Sở giao dịch chứng khoán Luân Đôn và là thị trường của công ty môi giới bảo hiểm Lloyds (JLT). Những công ty truyền thông tập trung tại Luân Đôn với các dịch vụ chuyên nghiệp. Ngành công nghiệp phân phối phương tiện truyền thông là ngành có tính cạnh tranh thứ hai tại Luân Đôn. BBC là đài quan trọng nhất, nhưng các đài truyền hình khác cũng có trụ sở trên khắp thành phố. Nhiều tờ báo quốc gia đều được hiệu chỉnh tại Luân Đôn. Cảng Luân Đôn là cảng lớn thứ hai ở UK, chuyên chở 53 triệu tấn hàng hóa mỗi năm.

### Tài chính

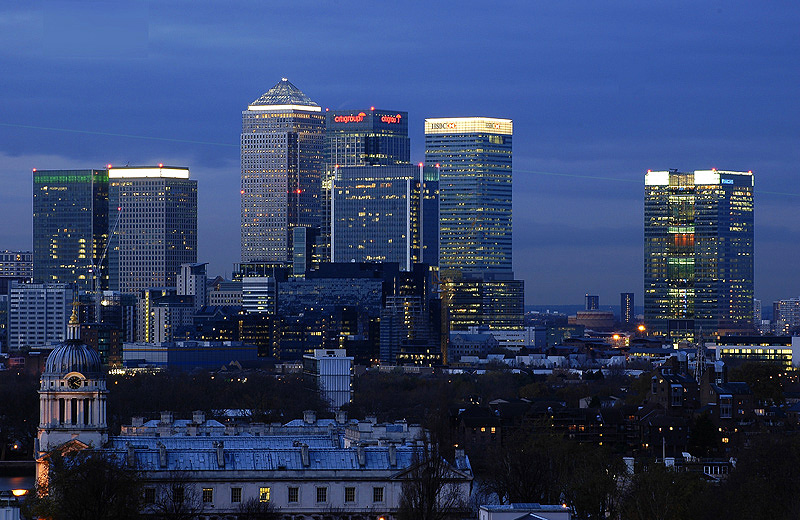
Canary Wharf là trung tâm kinh tế tài chính quan trọng và là nơi có những tòa nhà chọc trời cao nhất UK.

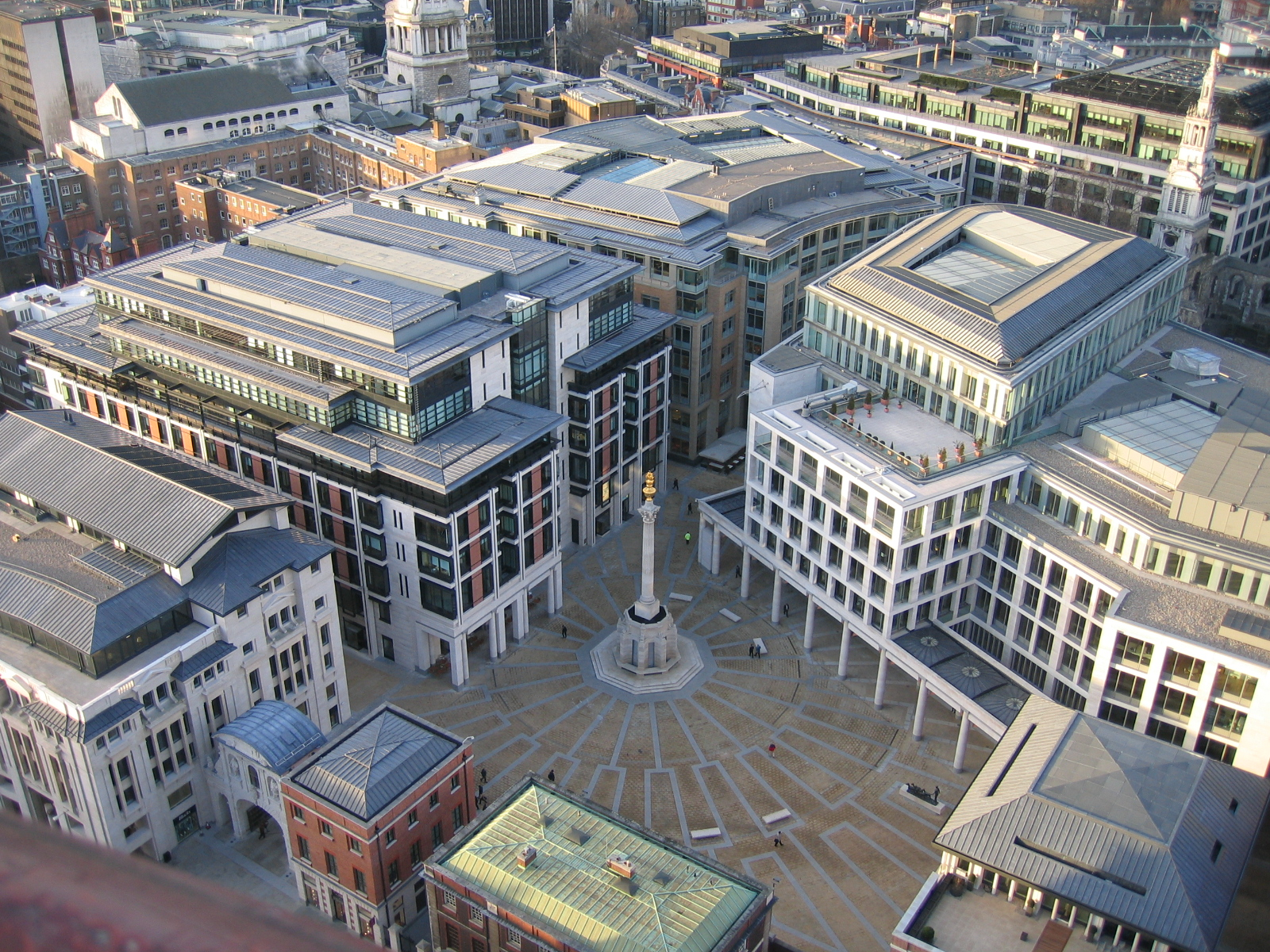
London Stock Exchange ở quảng trường Paternosterand và Temple Bar

Ngành công nghiệp lớn nhất của Luân Đôn là tài chính. Thu nhập từ xuất khẩu tài chính của thành phố đã đóng góp không nhỏ cho cán cân thanh toán của nước Anh. Cho đến thời điểm giữa năm 2007, có khoảng 325.000 người làm việc trong ngành dịch vụ tài chính ở Luân Đôn. Luân Đôn có hơn 480 ngân hàng nước ngoài, nhiều hơn bất kỳ thành phố nào trên thế giới. Đây cũng là trung tâm giao dịch tiền tệ lớn nhất thế giới, chiếm khoảng 37% trong tổng khối lượng trung bình 5,1 nghìn tỷ đô la hàng ngày, theo BIS. Hơn 85% (3,2 triệu) dân số làm việc tại các công trình lớn hơn ở Luân Đôn trong các ngành dịch vụ. Do vai trò toàn cầu nổi bật của thành phố, kinh tế Luân Đôn đã bị ảnh hưởng nặng nề bởi cuộc khủng hoảng tài chính toàn cầu 2008-2009. Ước tính của năm 2008 cho biết có khoảng 70.000 việc làm trong ngành tài chính bị cắt giảm trong vòng một năm tại Thành phố Luân Đôn.Tuy nhiên, đến năm 2010, thành phố đã phục hồi; đưa ra các quyền lực pháp lý mới, tiến hành lấy lại chỗ đã mất và tái lập sự thống trị kinh tế của Luân Đôn. Cùng với trụ sở dịch vụ chuyên nghiệp, Thành phố Luân Đôn là nơi đặt trụ sở của Ngân hàng Anh, Sở giao dịch chứng khoán Luân Đôn và thị trường bảo hiểm Lloyd's of London.
Ngành tài chính của Luân Đôn có trụ sở tại Thành phố Luân Đôn và Canary Wharf, hai khu kinh doanh chính ở Luân Đôn. Luân Đôn là một trong những trung tâm tài chính nổi tiếng trên thế giới là địa điểm quan trọng nhất đối với tài chính quốc tế. London tiếp quản như một trung tâm tài chính lớn ngay sau năm 1795 khi Cộng hòa Hà Lan sụp đổ trước quân đội Napoléon. Đối với nhiều nhân viên ngân hàng được thành lập tại Amsterdam (ví dụ: Hope, Baring), đây chỉ là thời gian để chuyển đến London. Giới tinh hoa tài chính Luân Đôn được củng cố bởi một cộng đồng Do Thái mạnh mẽ từ khắp châu Âu có khả năng làm chủ các công cụ tài chính tinh vi nhất thời bấy giờ. Sự tập trung tài năng độc đáo này đã đẩy nhanh quá trình chuyển đổi từ Cách mạng thương mại sang Cách mạng công nghiệp. Vào cuối thế kỷ 19, Anh là nước giàu nhất trong tất cả các quốc gia và Luân Đôn là một trung tâm tài chính hàng đầu. Tuy nhiên, tính đến năm 2016, London đứng đầu bảng xếp hạng thế giới về Chỉ số Trung tâm Tài chính Toàn cầu (GFCI), và xếp thứ hai trong A.T. Chỉ số thành phố toàn cầu năm 2018 của Kearney.
Hơn một nửa trong số 100 công ty niêm yết hàng đầu của Vương quốc Anh (FTSE 100) và hơn 100 trong số 500 công ty lớn nhất châu Âu có trụ sở tại trung tâm Luân Đôn. Hơn 70% FTSE 100 nằm trong khu vực đô thị của London và 75% các công ty trong danh sách Fortune 500 có văn phòng tại London.

### Du lịch
Du lịch là một trong những ngành công nghiệp chủ yếu của Luân Đôn, sử dụng tương đương với 350.000 nhân viên toàn thời gian tại Luân Đôn vào năm 2003. Trong khi đó, chi tiêu hàng năm của khách du lịch là khoảng 15 tỉ bảng Anh. Luân Đôn thu hút hơn 15 triệu du khách quốc tế mỗi năm và trở thành thành phố có lượng du khách nhiều nhất thế giới. Mỗi năm Luân Đôn thu hút 27 triệu lượt khách lưu trú qua đêm. Cảng Luân Đôn là cảng lớn thứ hai ở UK, vận chuyển 53 triệu tấn hàng hóa mỗi năm.
Mười điểm tham quan được ghé thăm nhiều nhất tại Luân Đôn trong năm 2009 là:
1. Bảo tàng Anh
2. Nhà triển lãm Quốc gia
3. Nhà triển lãm nghệ thuật đương đại Tate Modern
4. Bảo tàng Lịch sử Quốc gia
5. Đài quan sát Mắt Luân Đôn
6. Bảo tàng Khoa học
7. Tháp Luân Đôn
8. Bảo tàng Hàng hải Quốc gia
9. Bảo tàng Victoria & Albert
10. Bảo tàng sáp Madame Tussauds

### Truyền thông và công nghệ
Các công ty truyền thông tập trung ở Luân Đôn và ngành phân phối truyền thông là lĩnh vực cạnh tranh thứ hai của Luân Đôn. BBC là một nhà tuyển dụng quan trọng, trong khi các đài truyền hình khác cũng có trụ sở xung quanh Thành phố. Nhiều tờ báo quốc gia được chỉnh sửa ở London. Luân Đôn là một trung tâm bán lẻ lớn và năm 2010 có doanh số bán lẻ phi thực phẩm cao nhất của bất kỳ thành phố nào trên thế giới, với tổng chi tiêu khoảng 64,2 tỷ bảng Anh. Cảng Luân Đôn là cảng lớn thứ hai ở Vương quốc Anh, xử lý 45 triệu tấn hàng hóa mỗi năm.
Một số lượng lớn các công ty công nghệ có trụ sở tại London đáng chú ý là tại Thành phố Công nghệ Đông London, còn được gọi là Vòng xoay Silicon. Vào tháng 4 năm 2014, thành phố là một trong những người đầu tiên nhận được GeoTLD. Vào tháng 2 năm 2014, Luân Đôn đã được Tạp chí FDi xếp hạng là Thành phố Châu Âu của tương lai trong danh sách 2014/15.
Các mạng lưới phân phối điện và khí quản lý và vận hành các tòa tháp, dây cáp và hệ thống áp lực cung cấp năng lượng cho người tiêu dùng trên toàn thành phố được quản lý bởi National Grid plc, SGN và UK Power Networks

## Giao thông

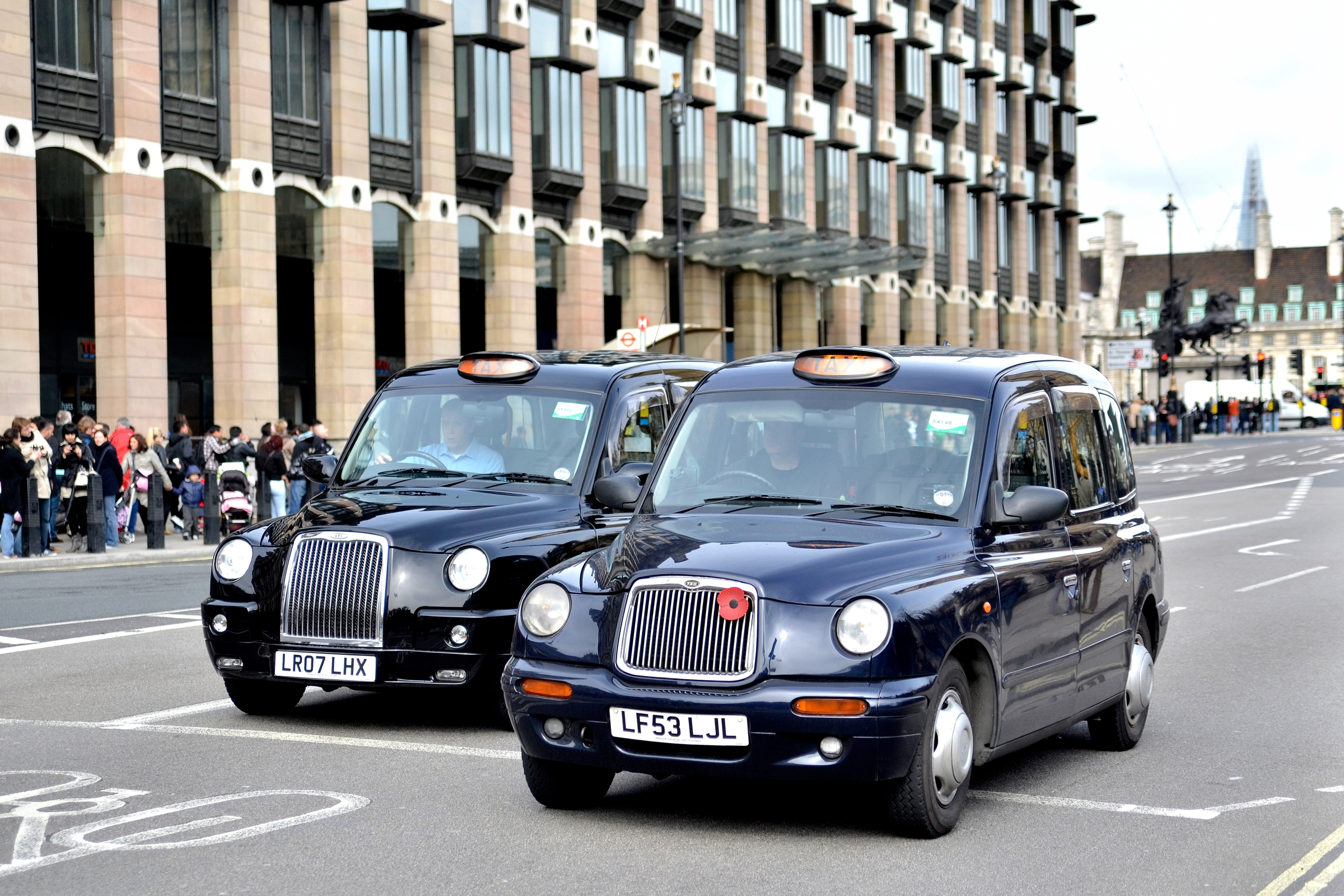
Taxi ở Luân Đôn

Giao thông vận tải là một trong bốn lĩnh vực chính trong chính sách quản lý của thị trưởng Luân Đôn. Tuy nhiên, việc kiểm soát tài chính của ông không mở rộng thêm được mạng lưới đường sắt từ những vùng xa hơn đến Luân Đôn. Năm 2007, ông nhận trách nhiệm về một số tuyến địa phương, mà hiện nay chính là mạng lưới đường sắt trên mặt đất ở Luân Đôn, góp phần chuyên chở hành khách cùng hệ thống tàu điện ngầm, xe điện và xe buýt ở Luân Đôn. Mạng lưới giao thông công cộng được quản lý bởi Cục vận tải Luân Đôn (TfL) cùng với chi phí được đánh giá là thuộc dạng đắt nhất thế giới. Đi xe đạp là một cách phổ biến để vòng quanh Luân Đôn. Chiến dịch đi xe đạp ở Luân Đôn được phát động qua những cuộc vận động hành lang nhằm đạt được kết quả tốt hơn.
Vào năm 1933, khi Bộ giao thông vận tải hành khách Luân Đôn (còn gọi là Bộ giao thông vận tải Luân Đôn) được thành lập, hệ thống mạng lưới tàu điện ngầm - cũng giống như mạng lưới xe điện và xe buýt - đã trở thành một phần của hệ thống vận tải tích hợp. Bộ giao thông vận tải Luân Đôn (TfL) hiện là hội đồng pháp luật quản lý hầu hết những khía cạnh của hệ thống giao thông ở Đại Luân Đôn và được điều hành bởi hội đồng và ủy viên hội đồng do thị trưởng Luân Đôn bổ nhiệm.

### Đường sắt

#### Tàu điện ngầm và DLR

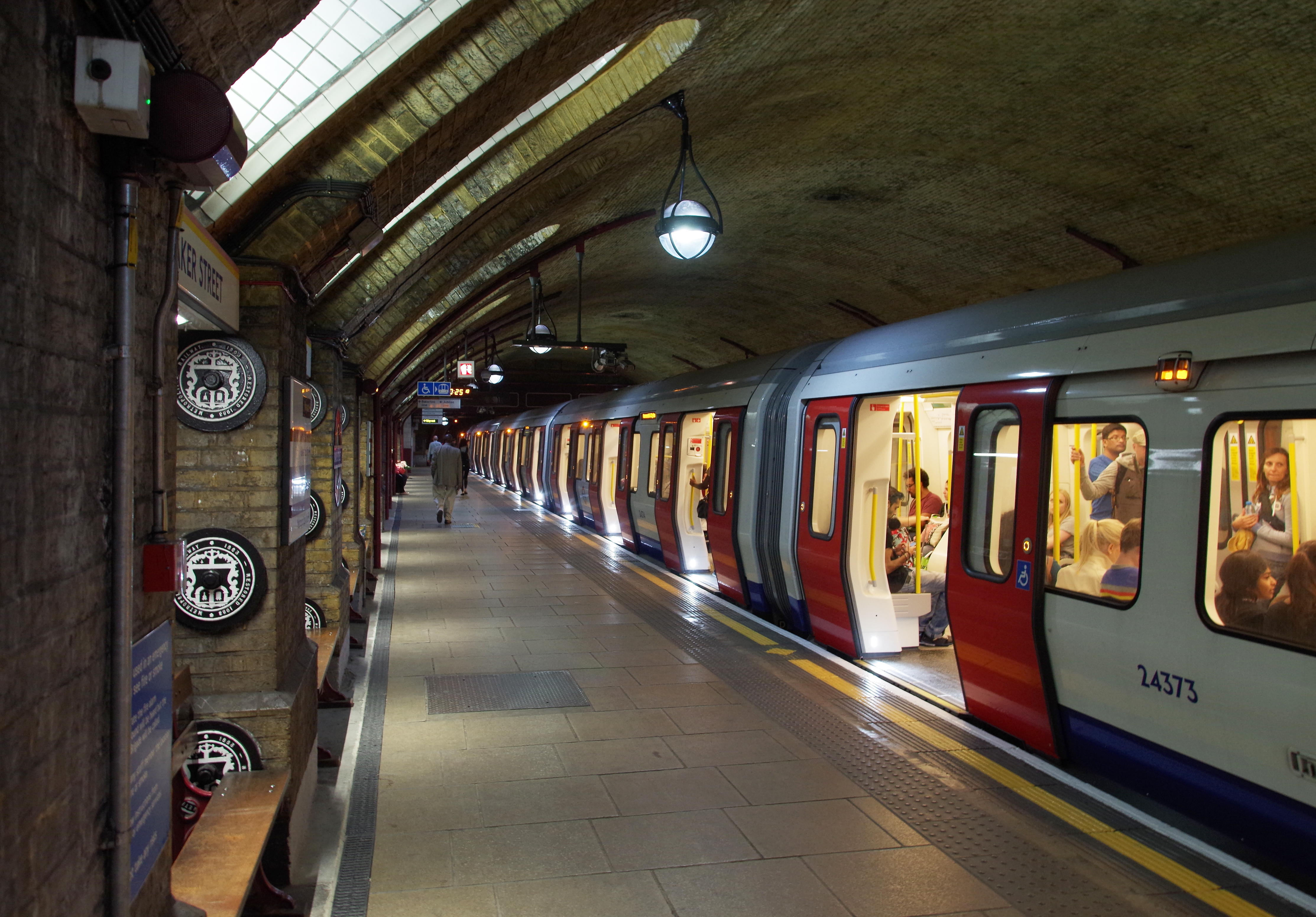
Hệ thống tàu điện ngầm Luân Đôn là hệ thống giao thông đường sắt bằng điện lâu đời nhất và dài thứ ba trên thế giới.

Hệ thống tàu điện ngầm Luân Đôn (London Underground — hiện nay thường được gọi là Tube), mặc dù ban đầu chỉ thiết kế các tuyến sâu (phân biệt với các tuyến gần bề mặt), là hệ thống giao thông đường sắt bằng điện lâu đời nhất và dài thứ hai trên thế giới, có niên đại từ năm 1863. Hệ thống này phục vụ 270 trạm và đã được thành lập bởi một số công ty tư nhân, trong đó có tuyến tàu điện ngầm đầu tiên trên thế giới là tuyến đường sắt Thành phố và Nam Luân Đôn.
Mạng lưới tàu điện ngầm vận chuyển hơn ba triệu lượt khách mỗi ngày, hơn 1 tỉ lượt mỗi năm. Một kế hoạch đầu tư đang cố gắng để giải quyết vấn đề ùn tắc và ổn định với kinh phí cải thiện để chuẩn bị cho Thế vận hội mùa hè 2012 lên đến 7 tỷ £ (10 tỷ €). Luân Đôn được đánh giá là thành phố có hệ thống giao thông công cộng tốt nhất. Tuyến đường sắt nhẹ Docklands khai trương vào năm 1987 là hệ thống tàu điện ngầm đa địa phương thứ hai sử dụng những chiếc xe điện nhỏ hơn và nhẹ hơn, hoạt động chủ yếu ở Docklands, Lewisham và Greenwich.

### Đường sắt đô thị

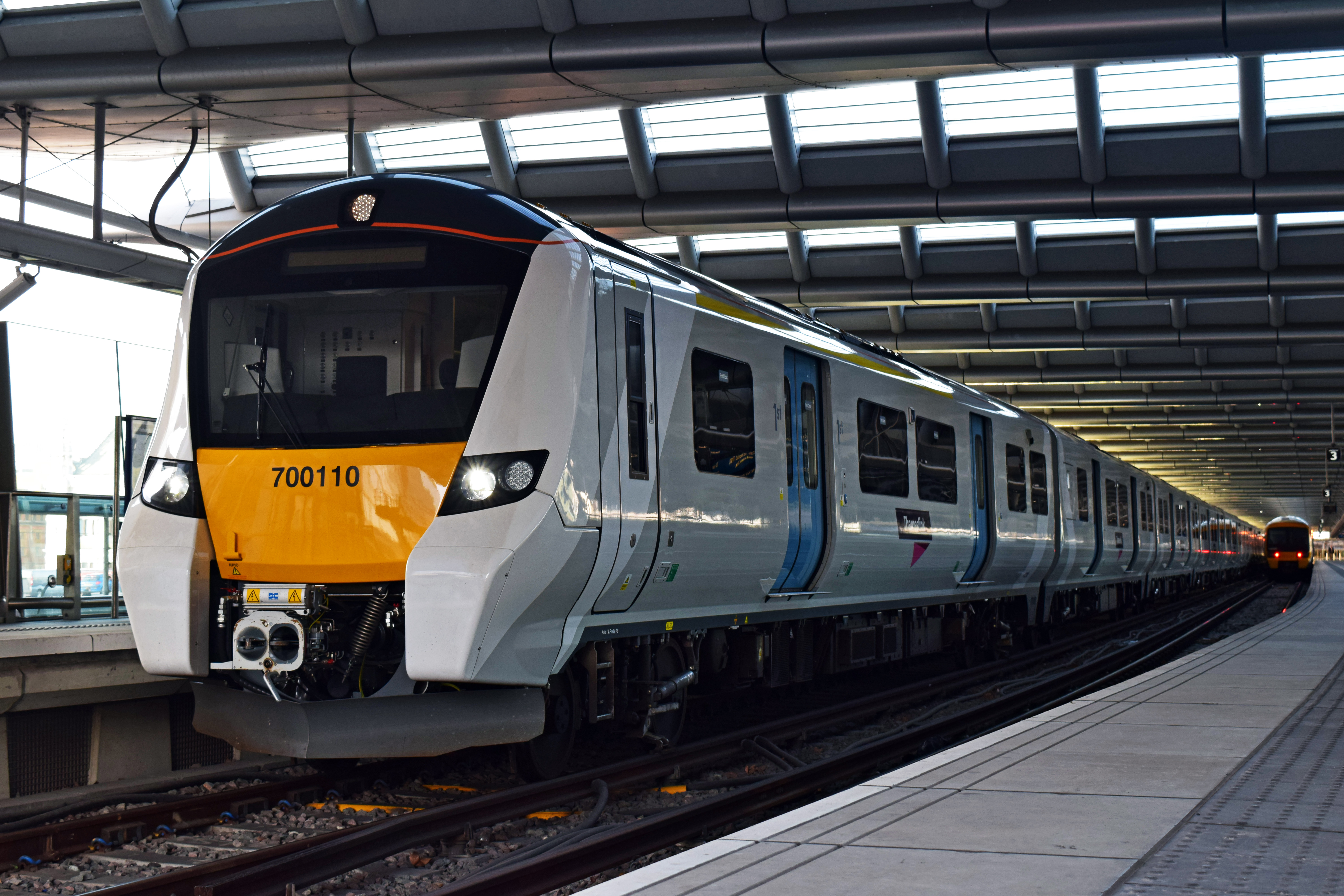
Tàu tuyến Thameslink

Ngoài ra còn có hệ thống đường sắt đô thị bao quát trên mặt đất, đặc biệt là ở Nam Luân Đôn, nơi có ít các tuyến tàu điện ngầm hơn. Nhà ga Waterloo là nhà ga tấp nập nhất nước Anh, mỗi năm có hơn hơn 184 triệu người sử dụng phức hợp trạm trao đổi ở đây (bao gồm nhà ga Waterloo Đông). Các nhà ga cung cấp những tuyến đường phục vụ ở khu vực Đông Nam và Tây Nam Luân Đôn, và một phần ở khu vực Đông Nam và Tây Nam nước Anh. Hầu hết các tuyến đường sắt kết thúc xung quanh trung tâm Luân Đôn tại 18 trạm đầu cuối, trừ tuyến Thameslink nối Bedford ở phía bắc và Brighton ở phía nam thông qua sân bay Luton và Gatwick.
Với nhu cầu cần thêm sức chứa đường sắt ở Luân Đôn, Crossrail dự kiến sẽ mở cửa vào năm 2020/21. Đây sẽ là một tuyến đường sắt mới chạy từ đông sang tây qua Luân Đôn vào các Quận Home với một nhánh đến Sân bay Heathrow. Đây là dự án xây dựng lớn nhất châu Âu, với chi phí dự kiến là 15 tỷ bảng.

#### Liên thành phố và quốc tế

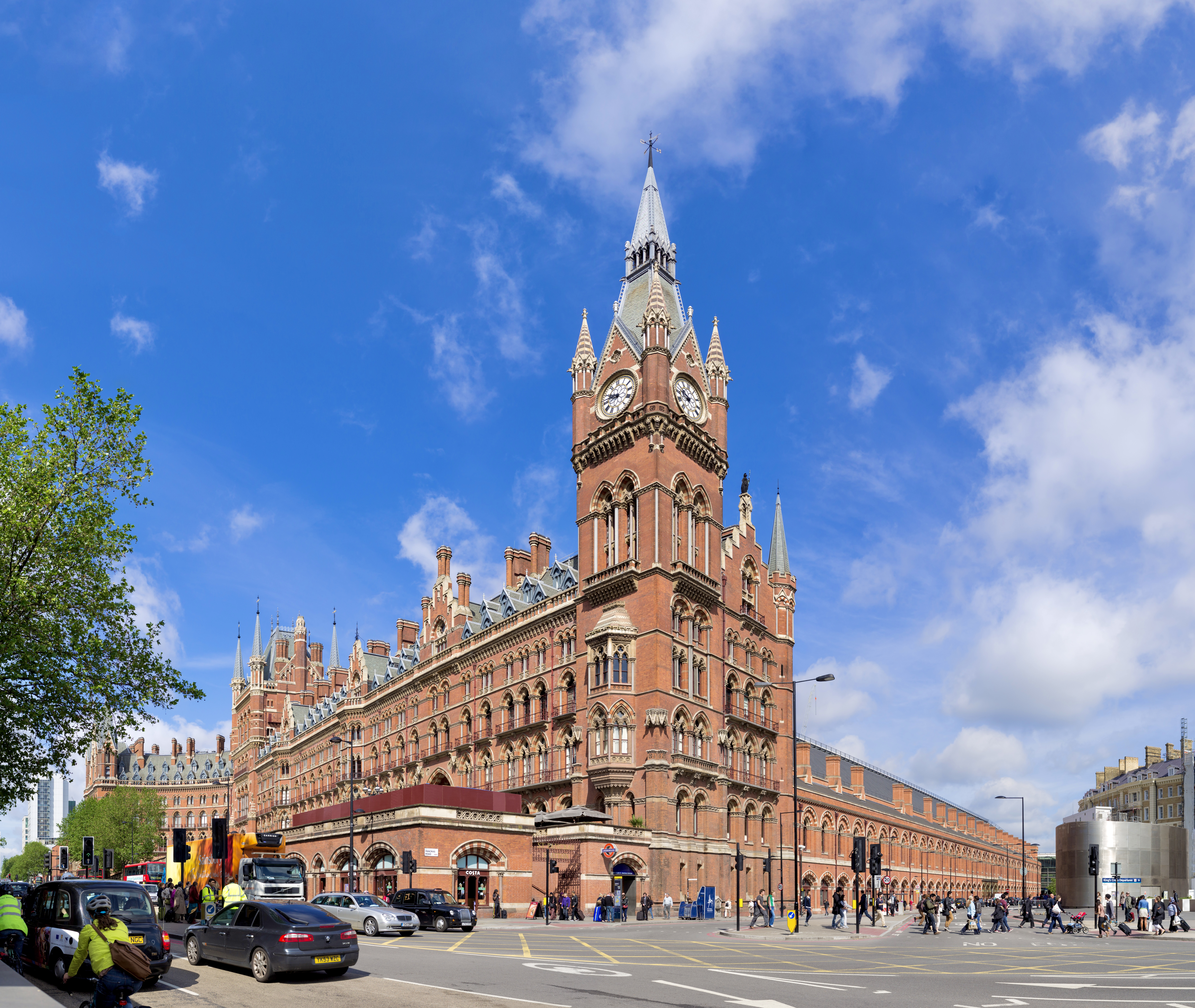
St Pancras International là nhà ga chính cho các dịch vụ Eurostar và HS1 tốc độ cao, cũng như các tuyến ngoại ô đi lại Thameslink và các dịch vụ Tàu hỏa East Midlands liên thành phố

Luân Đôn là trung tâm của mạng lưới Đường sắt Quốc gia, với 70% hành trình đường sắt bắt đầu hoặc kết thúc tại Luân Đôn. Giống như các dịch vụ đường sắt ngoại ô, các chuyến tàu trong khu vực và liên thành phố khởi hành từ một số termini quanh trung tâm thành phố, nối Luân Đôn với phần còn lại của Anh bao gồm Birmingham, Brighton, Reading, Bristol, Cardiff, Chester, Holyhead (cho Dublin), Derby, Nottingham, Exeter, Sheffield, York, Southampton, Leeds, Liverpool, Manchester, Cambridge, Newcastle trên Tyne, Edinburgh và Glasgow.
Một số dịch vụ đường sắt quốc tế đến lục địa châu Âu đã được vận hành trong thế kỷ 20 dưới dạng tàu hỏa, chẳng hạn như tàu admiraal de Ruijter đến Amsterdam và phà đêm đến Paris và Brussels. Việc mở Đường hầm Kênh vào năm 1994 đã kết nối Luân Đôn trực tiếp với mạng lưới đường sắt lục địa, cho phép các dịch vụ Eurostar bắt đầu. Từ năm 2007, tuyến tàu cao tốc Eurostar nối nhà ga quốc tế St. Pancras với Lille, Paris, và Brussels. Thời gian cho chuyến hành trình đến Paris và Brussels lần lượt là hai giờ 15 phút và một giờ 50 phút. Điều này khiến Luân Đôn trở nên gần gũi với lục địa châu Âu hơn so với những nơi khác trong nước Anh do hiệu quả của tuyến đường sắt Cao tốc 1 nối thẳng đến kênh đào Channel, trong khi đó tuyến xe lửa tốc độ cao đầu tiên trong nước nối Kent với Luân Đôn bắt đầu vận hành vào tháng 6 năm 2009.

#### Vận chuyển hàng hóa
Mặc dù mức độ vận chuyển hàng hóa đường sắt thấp hơn nhiều so với các dịch vụ đường sắt khác, một lượng lớn hàng hóa cũng được vận chuyển vào và ra khỏi Luân Đôn bằng đường sắt; chủ yếu là vật liệu xây dựng và chất thải chôn lấp. Là một trung tâm chính của mạng lưới đường sắt của Anh, các tuyến đường của Luân Đôn cũng vận chuyển một lượng lớn hàng hóa cho các khu vực khác, chẳng hạn như vận chuyển hàng hóa container từ các Đường hầm Kênh và Kênh Anh và chất thải hạt nhân để tái xử lý tại Sellafield.

### Xe buýt và xe điện

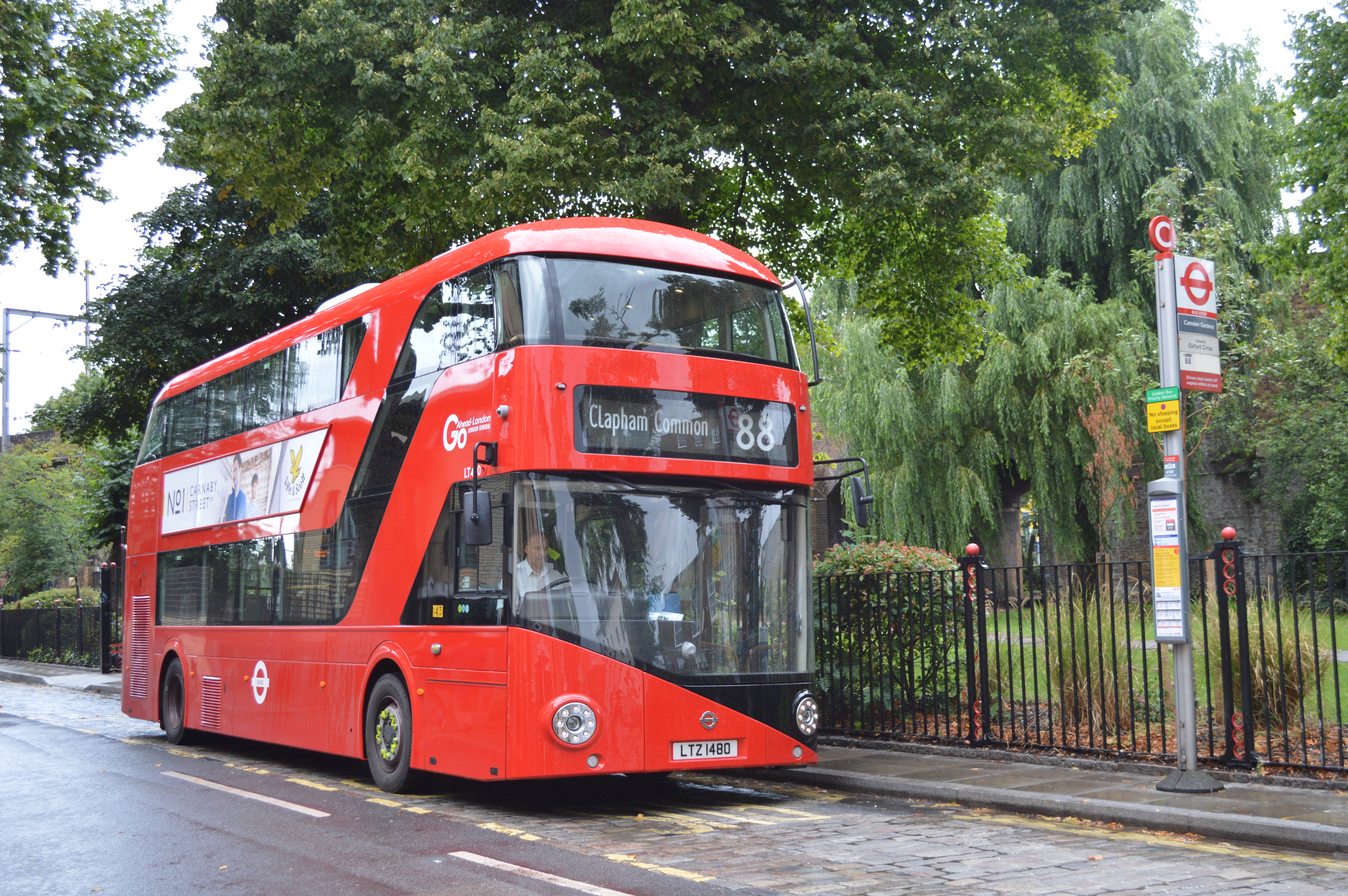
Một chiếc xe buýt hai tầng màu đỏ ở Luân Đôn

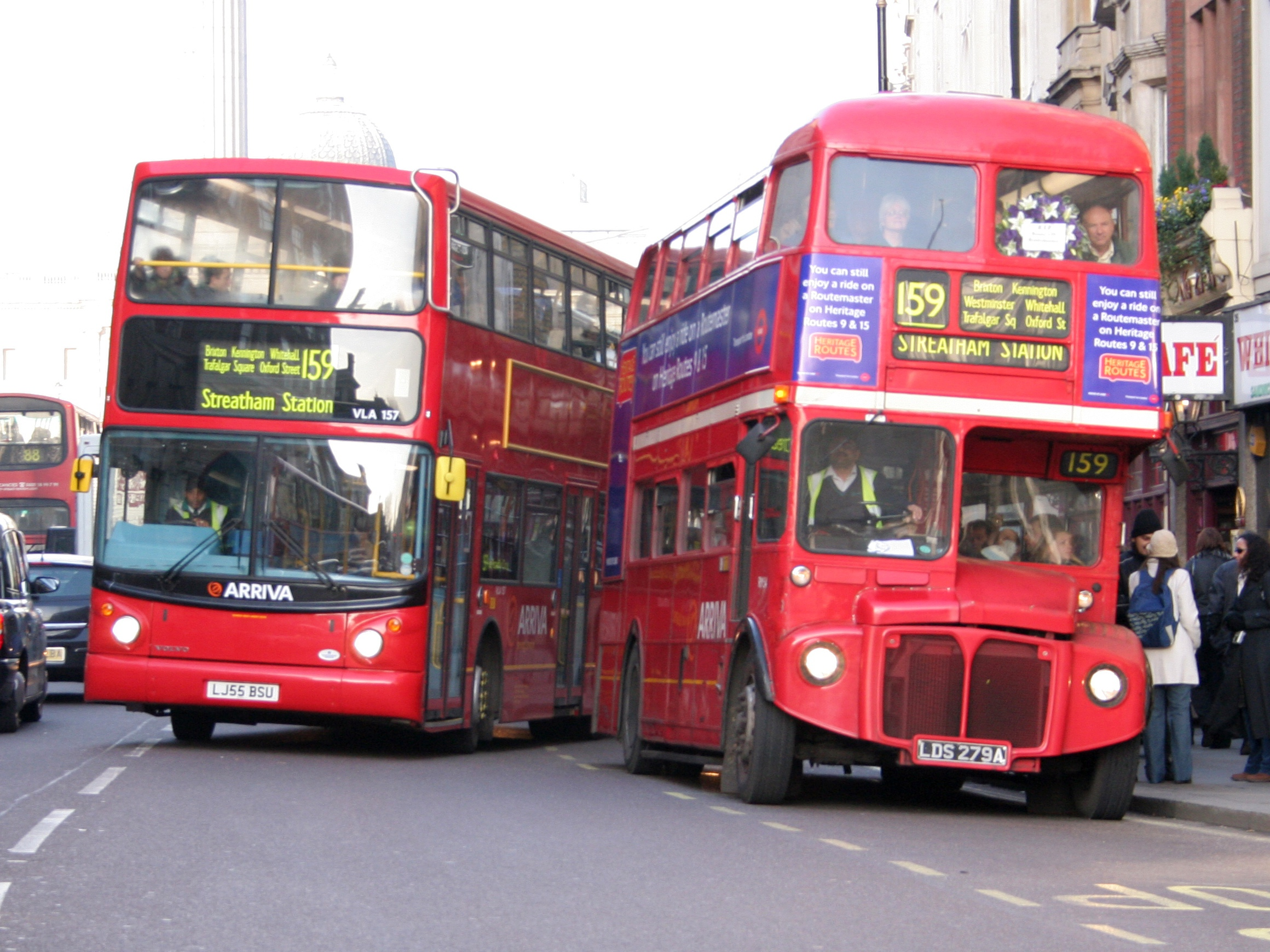
Xe buýt đỏ hai tầng là một biểu tượng đặc trưng của Luân Đôn.

Mạng lưới xe buýt của Luân Đôn là một trong những mạng lưới lớn nhất thế giới, hoạt động 24 giờ một ngày với 8.000 xe buýt, 700 tuyến và hơn 6 triệu lượt khách mỗi ngày trong tuần. Năm 2003, ước tính lượt hành khách của mạng lưới là trên 150 triệu lượt/năm, nhiều hơn tuyến tàu điện ngầm. Doanh thu mỗi năm đạt khoảng 850 triệu £. Luân Đôn có mạng lưới giao thông tiếp cận dành cho xe lăn lớn nhất thế giới, và từ quý 3 năm 2007 đã cải thiện để dễ tiếp cận hơn đối với hành khách khiếm thính và khiếm thị thông qua việc đưa ra những thông báo nghe nhìn. Xe buýt đỏ hai tầng là phương tiện dễ dàng phân biệt, được quốc tế công nhận và là một đặc trưng của giao thông ở Luân Đôn cùng với xe taxi màu đen và xe điện.
Luân Đôn có một mạng lưới xe điện hiện đại, được biết đến với tên gọi Tramlink, chủ yếu hoạt động tại Croydon ở Nam Luân Đôn. Mạng lưới có 39 điểm dừng, ba tuyến đường và chuyên chở 26,5 triệu người vào năm 2008. Từ tháng 6 năm 2008, Cục vận tải Luân Đôn đã hoàn toàn sở hữu hệ thống Tramlink và dự tính kế hoạch sẽ bỏ ra 54 triệu £ vào năm 2015 để tiến hành bảo trì, đổi mới, nâng cấp và cải tiến khả năng chuyên chở. Từ tháng 4 năm 2009, tất cả xe điện đều được tân trang lại.

### Cáp treo
Cáp treo đầu tiên và duy nhất của Luân Đôn, được gọi là Emirates Air Line, khai trương vào tháng 6 năm 2012. Băng qua sông Thames, nối Bán đảo Greenwich và bến cảng Hoàng gia ở phía đông thành phố, cáp treo được tích hợp với hệ thống bán vé Oyster Card của London, mặc dù giá vé đặc biệt được tính. Chi phí xây dựng 60 triệu bảng, nó chở hơn 3.500 hành khách mỗi ngày, mặc dù điều này thấp hơn rất nhiều so với công suất của nó. Tương tự như kế hoạch thuê xe đạp Santander Ciking, cáp treo được tài trợ trong hợp đồng 10 năm của hãng hàng không Emirates.

### Đường không

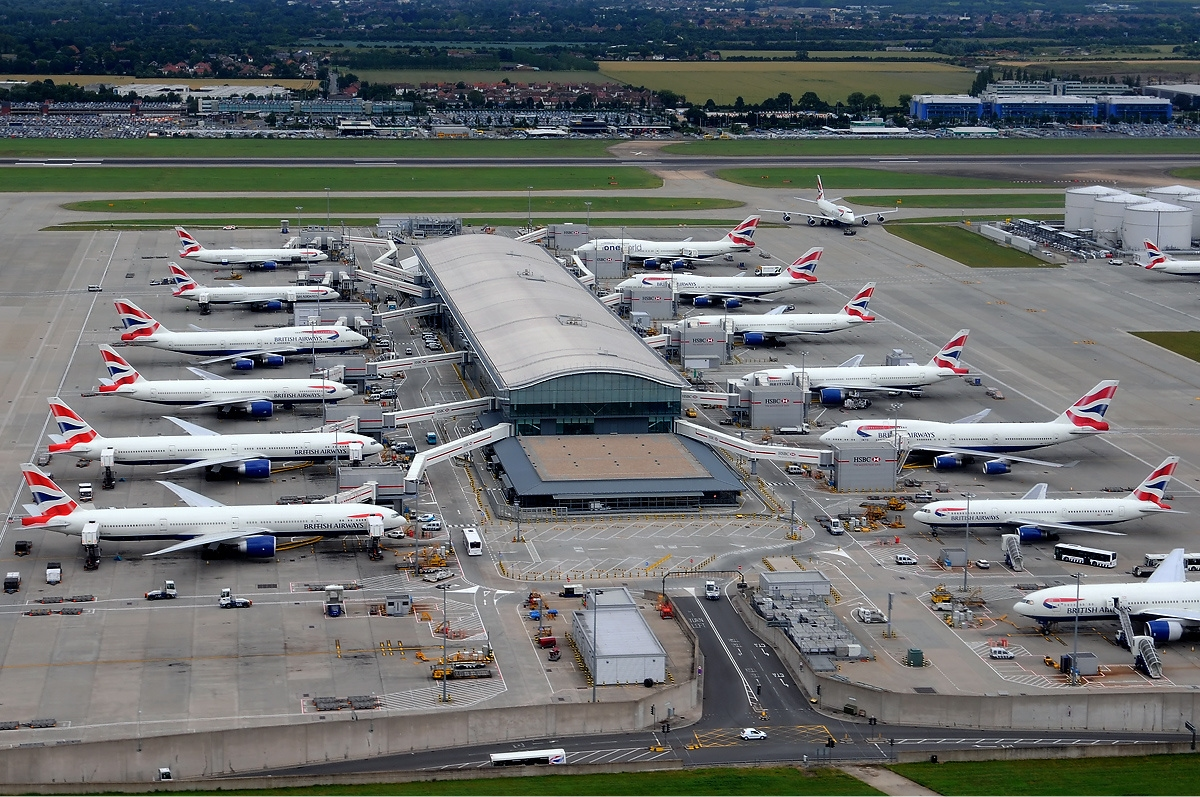
Heathrow (trong hình là nhà ga số 5) là sân bay tấp nập nhất thế giới về lượng giao thông quốc tế.

Luân Đôn là một trung tâm lớn về vận tải hàng không quốc tế và có không phận thành phố lớn nhất thế giới. Có 8 sân bay sử dụng từ Luân Đôn trong tên gọi, nhưng hầu hết lượng giao thông qua chỉ tập trung tại 5 sân bay. Sân bay Heathrow, tại Hillingdon, phía tây Luân Đôn, là sân bay tấp nập nhất thế giới về vận tải quốc tế và là trung tâm chính của British Airways, hãng hàng không vận chuyển mang cờ nước Anh. Trong tháng 3 năm 2008, nhà ga hàng không thứ năm đã được mở cửa. Đã có quy hoạch về một đường băng thứ ba và nhà ga sân bay thứ sáu, tuy nhiên những kế hoạch này đã bị Chính phủ liên minh UK hủy bỏ vào ngày 12 tháng năm 2010. Loại hình giao thông tương tự có bổ sung một số chuyến bay đường ngắn chi phí thấp cũng được tổ chức tại sân bay Gatwick, nằm ở phía nam Luân Đôn tại West Sussex.
Sân bay London Stansted, nằm phía đông Bắc Luân Đôn tại Essex thuộc nước Anh, là trung tâm chính của UK, trong khi đó, sân bay Ryanair và sân bay Luton ở phía bắc Luân Đôn tại Bedfordshire phục vụ chủ yếu những đường bay ngắn chi phí thấp. Sân bay Thành phố Luân Đôn là sân bay nhỏ nhất và nằm ở trung tâm nhất, chủ yếu tập trung vào đối tượng du khách kinh doanh, với một lượng dịch vụ đa dạng và đầy đủ các chuyến bay ngắn theo lịch trình và khả năng sử dụng dịch vụ máy bay jet với lượng hành khách đặc biệt chỉ đến 19 người.

### Đường bộ

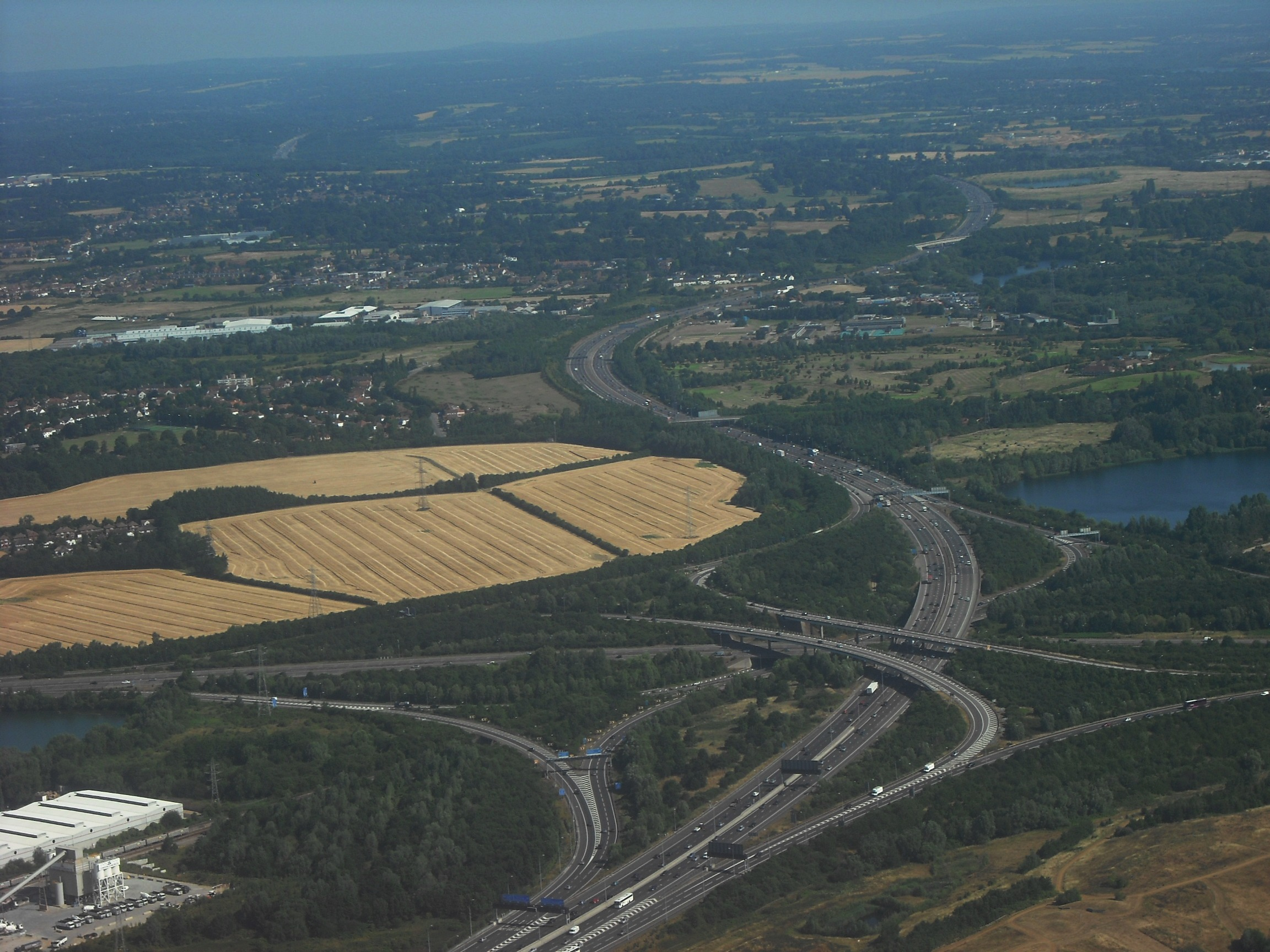
Nơi giao nhau của đường cao tốc M4 và M5, gần sân bay Heathrow.

Mặc dù phần lớn người dân đi lại ở Trung tâm Luân Đôn bằng phương tiện giao thông công cộng, nhưng ở các vùng ngoại ô, xe hơi vẫn là phương tiện giao thông được sử dụng phổ biến nhất. Đường vành đai trong (xung quanh trung tâm thành phố), đường vòng Bắc và Nam (ở ngoại ô) và các đường cao tốc quỹ đạo ở vòng ngoài (đường M25, ngoài khu đất xây dựng) chạy vòng quanh thành phố và giao nhau bởi nhiều bận rộn các tuyến đường xuyên tâm tấp nập - nhưng có rất ít đường cao tốc vào bên trong Luân Đôn. M25 là tuyến đường cao tốc chạy vòng quanh dài nhất thế giới với chiều dài 195,5 km (121,5 mi).
Một quy hoạch về mạng lưới đường cao tốc toàn diện xuyên qua thành phố (kế hoạch Ringways) đã được chuẩn bị trong những năm 1960 nhưng gần như bị hủy bỏ vào đầu năm những 1970. Năm 2003, một khoản phí tắc nghẽn đã được áp dụng để làm giảm khối lượng giao thông ở trung tâm thành phố. Trong một vài trường hợp, người lái xe phải trả 8 £/ngày để lái xe trong một khu vực được xác định là thường xảy ra nhiều tắc nghẽn ở Trung tâm Luân Đôn. Những người đi xe máy là cư dân của những vùng xác định có thể mua một giấy thông hành theo thời vụ được giảm phí đáng kể và phát hành mới mỗi tháng, với chi phí rẻ hơn giá vé xe bus tương ứng. Luân Đôn nổi tiếng về ùn tắc giao thông, với tuyến đường cao tốc M25 có lượng lưu thông tấp nập nhất trải dài khắp quốc gia. Tốc độ trung bình của xe hơi trong giờ cao điểm là 17,1 km/h (10,6 mi/h).

### Xe đạp

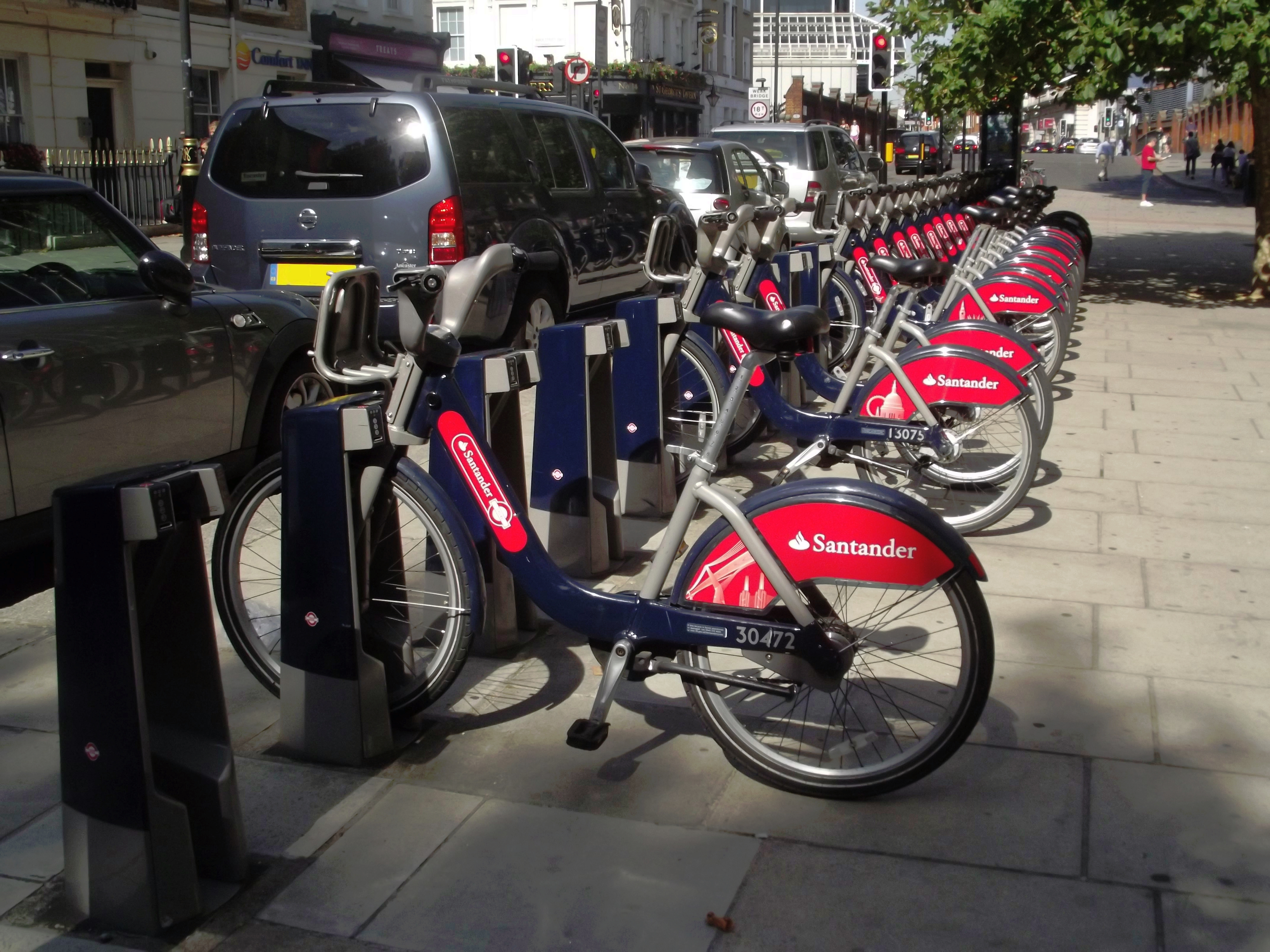
Thuê xe đạp Santander gần Victoria ở Trung tâm Luân Đôn

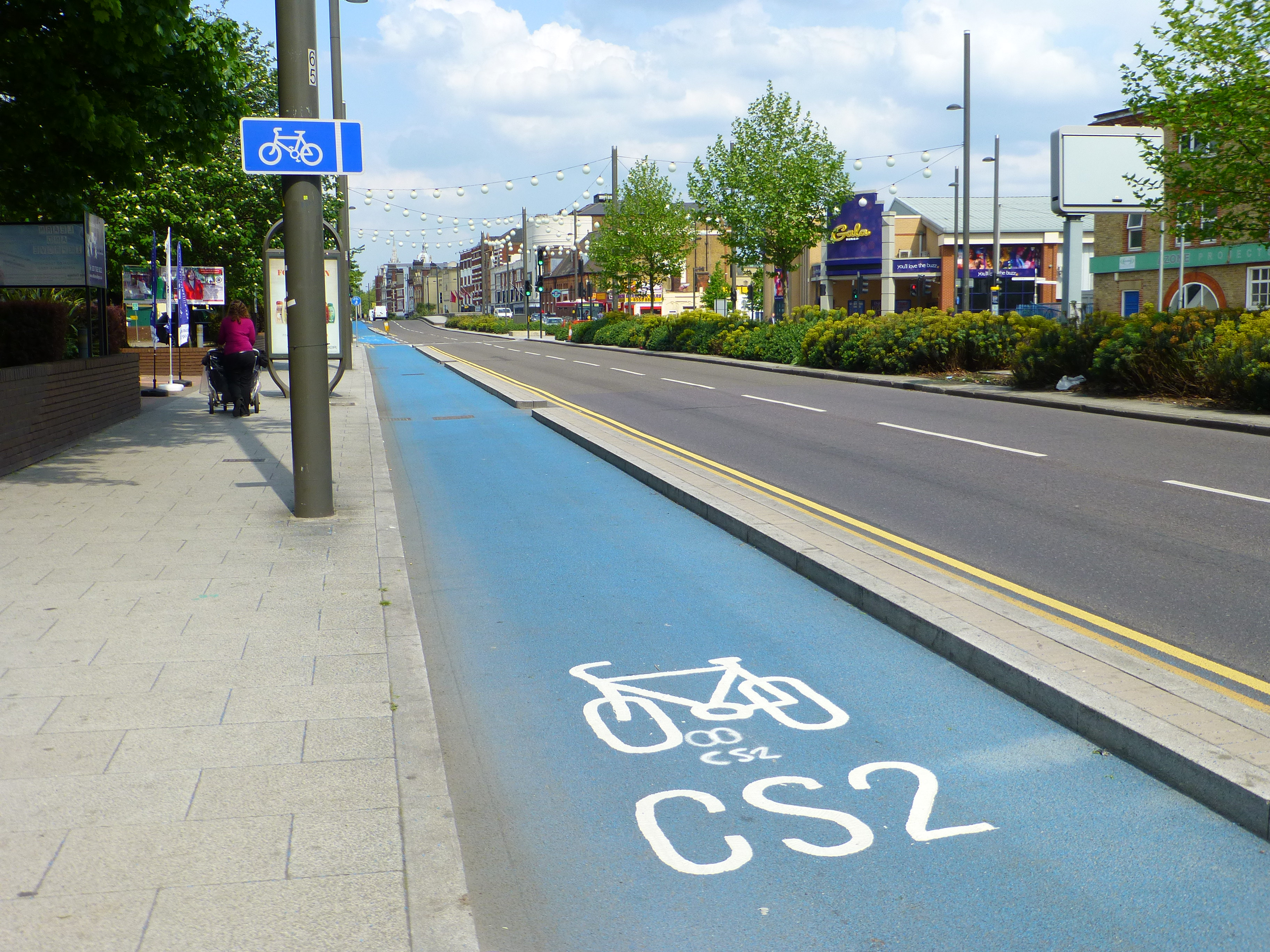
Làn đường xe đạp tách biệt đang được triển khai trên khắp London. Đường xe đạp Superhighway 2 ở Stratford

Phong trào đi xe đạp ở Luân Đôn đã được phục hồi sau khi thời hoàng kim biến mất. Người đi xe đạp có thể trải nghiệm việc di chuyển trên những con đường vòng quanh thành phố rẻ hơn và nhanh hơn đi bằng những phương tiện công cộng hay xe hơi. Bên cạnh đó, dự án cho thuê xe đạp Barclays Cycle Hire vào tháng 7 năm 2010 đã đạt được thành công và được đón nhận rộng rãi.
Trong toàn bộ khu vực Đại Luân Đôn, khoảng 650.000 người sử dụng xe đạp mỗi ngày. Nhưng trong tổng số khoảng 8,8 triệu người, điều này có nghĩa là chỉ khoảng 7% dân số Đại Luân Đôn sử dụng xe đạp vào một ngày trung bình. Đây là một tỷ lệ nhỏ, khi so sánh với nhiều thành phố khác trên thế giới. Một lý do có thể là đầu tư kém cho việc đi xe đạp ở Luân Đôn khoảng 110 triệu bảng mỗi năm, tương đương khoảng 12 bảng mỗi người, trong đó có thể được so sánh với £ 22 ở Hà Lan.
Chiến dịch đạp xe Luân Đôn vận động hành lang để cung cấp tốt hơn. Có nhiều tuyến đường dành riêng cho xe đạp ở Luân Đôn, bao gồm một số Đường cao tốc Xe đạp.

### Đi bộ

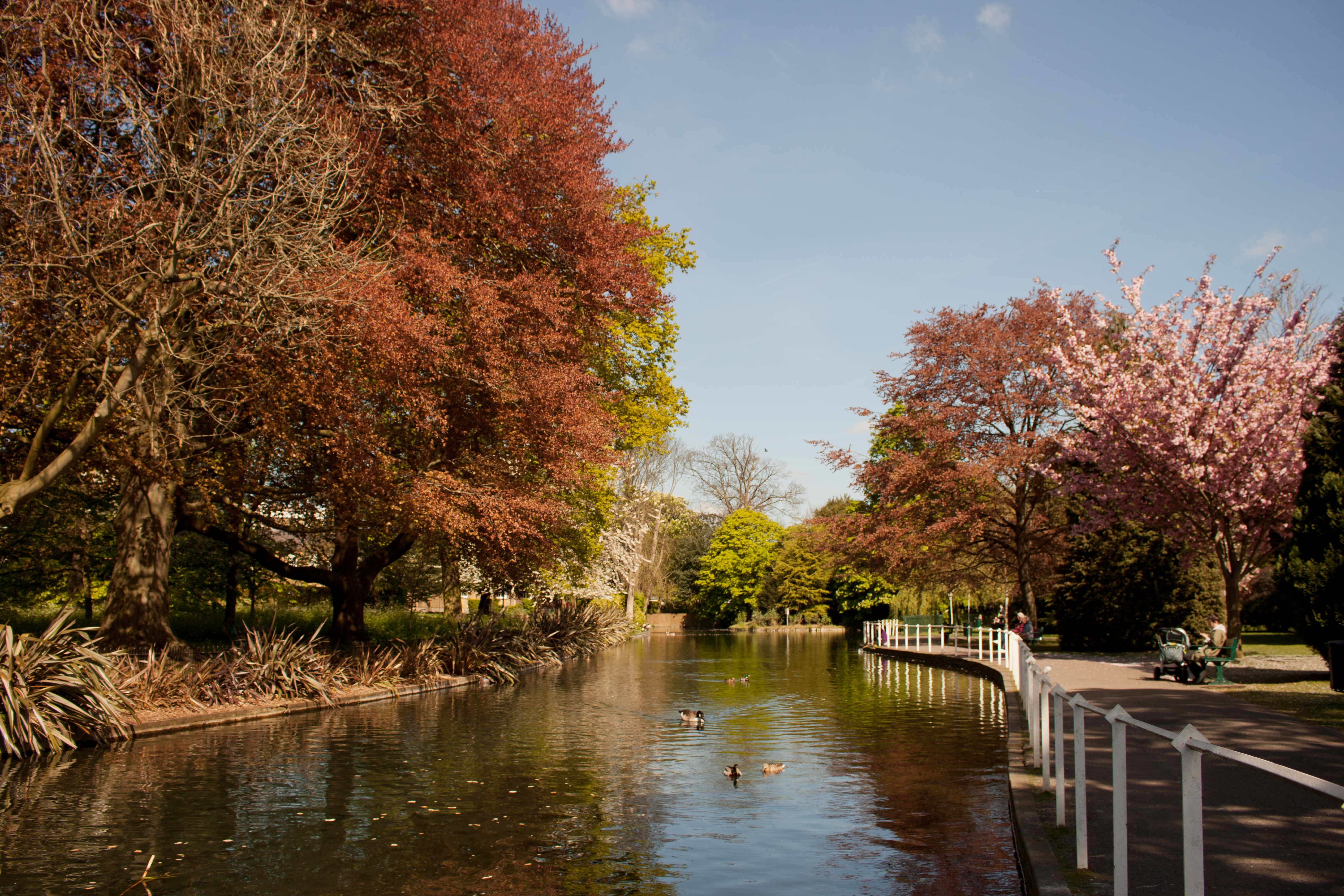
Sông Wandle, Carshalton, ở London Borough of Sutton

Đi bộ là một hoạt động giải trí phổ biến ở Luân Đôn. Các khu vực cung cấp cho đi bộ bao gồm Wimbledon Common, rừng Epping, công viên Hampton Court, Hampstead Heath, tám Công viên Hoàng gia, kênh đào và đường ray xe lửa không sử dụng. Tiếp cận vào các kênh rạch và sông đã được cải thiện gần đây, bao gồm cả việc tạo ra các con đường Thames, một số 28 dặm (45 km) trong số đó là trong vùng đô thị và The Wandle Trail; này chạy 12 dặm (19 km) qua Nam London dọc theo sông Wandle, một nhánh của sông Thames.
Các con đường dài khác, liên kết các không gian xanh, cũng đã được tạo ra, bao gồm Capital Ring, Green Chain Walk, London Outer quỹ đạo ("Loop"), Jubilee Walkway, Lea Valley Walk và Diana, Princess of Wales Memorial Walk

### Cảng và sông
Từ chỗ là cảng lớn nhất thế giới, Cảng Luân Đôn hiện chỉ là cảng lớn thứ hai ở Anh, xử lý 45 triệu tấn hàng hóa mỗi năm. Hầu hết những thứ này thực sự đi qua Cảng Tilbury, bên ngoài ranh giới của vùng đô thị Luân Đôn.
Luân Đôn có các dịch vụ thuyền sông thường xuyên trên sông Thames được gọi là Thames Clippers. Chúng chạy tới 20 phút một lần giữa Bến tàu Kè và Bến tàu Bắc Greenwich. Phà Woolwich, với 2,5 triệu hành khách mỗi năm, là dịch vụ thường xuyên nối liền giữa Đường Bắc và Nam Thông tư. Các nhà khai thác khác điều hành cả dịch vụ đi lại và tàu du lịch ở Luân Đôn.

## Giáo dục

### Giáo dục đại học

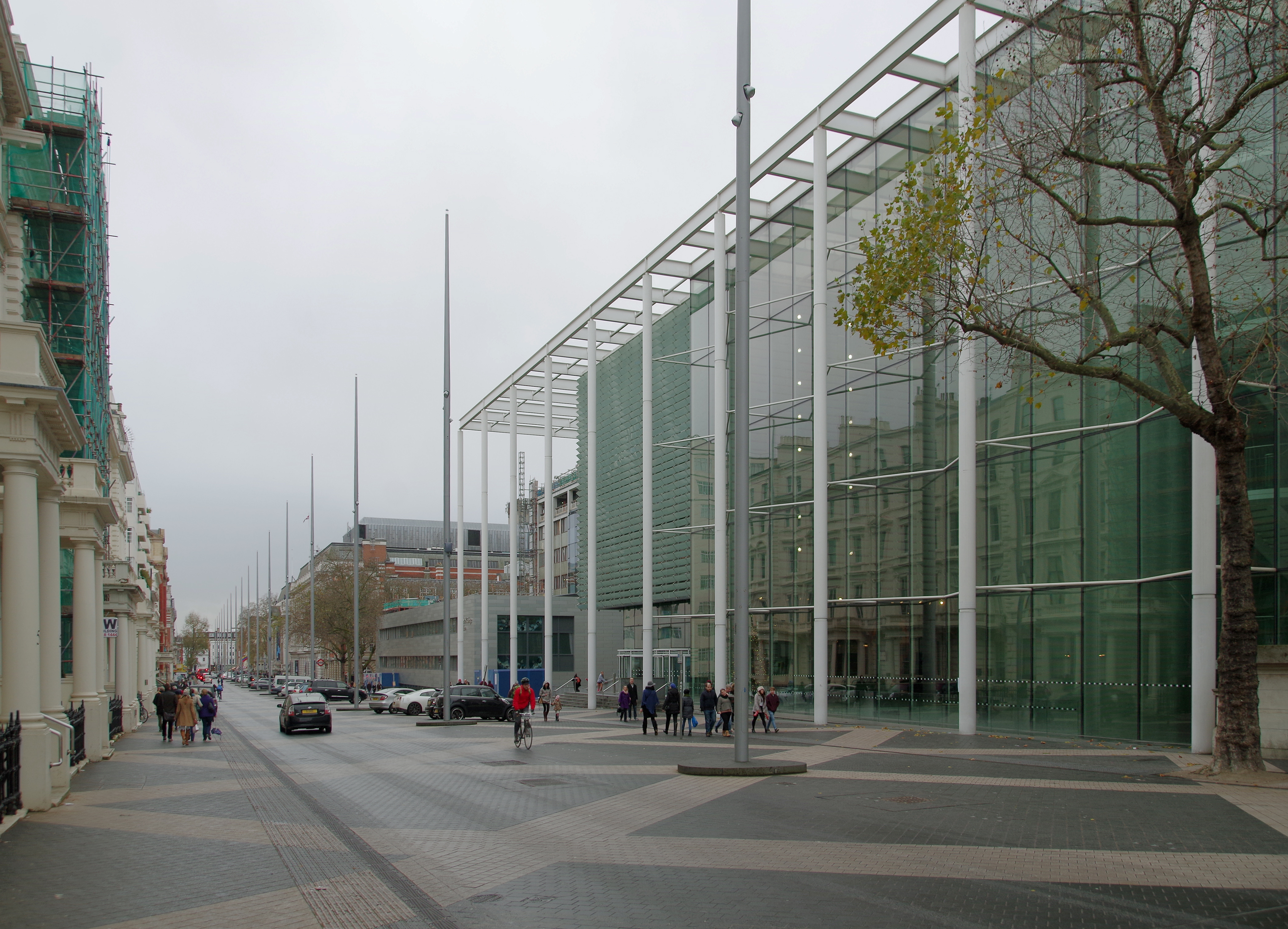
Imperial College London, một trường đại học nghiên cứu hàng đầu thế giới nằm ở South Kensington

Luân Đôn là trung tâm giảng dạy và nghiên cứu giáo dục đại học lớn trên toàn cầu và có sự tập trung lớn nhất của các viện giáo dục đại học ở châu Âu. Theo Xếp hạng của Đại học Thế giới QS 2015/16, Luân Đôn là thành phố tập trung nhiều nhất các trường đại học hàng đầu thế giới  và có số sinh viên quốc tế khoảng 110.000 người lớn hơn bất kỳ thành phố nào khác trên thế giới . Một báo cáo của PricewaterhouseCoopers năm 2014 đã gọi Luân Đôn là thủ đô toàn cầu của giáo dục đại học .
Một số tổ chức giáo dục hàng đầu thế giới có trụ sở tại Luân Đôn. Trong Bảng xếp hạng Đại học Thế giới QS 2014/15, Đại học Hoàng gia Luân Đôn được xếp hạng thứ 2 trên thế giới, Đại học Cao đẳng Luân Đôn (UCL) được xếp hạng 5 và Đại học King London (KCL) được xếp hạng thứ 16. Trường Kinh tế Luân Đôn đã được mô tả là tổ chức khoa học xã hội hàng đầu thế giới cho cả giảng dạy và nghiên cứu. Trường Kinh doanh Luân Đôn được coi là một trong những trường kinh doanh hàng đầu thế giới và năm 2015, chương trình MBA của trường được xếp hạng tốt thứ hai trên thế giới bởi Financial Times.
Với 120.000 sinh viên tại Luân Đôn, Đại học Luân Đôn là trường đại học giảng dạy liên lạc lớn nhất ở Anh. Nó bao gồm năm trường đại học đa khoa - Thành phố, King College London, Queen Mary, Royal Holloway và UCL - và một số tổ chức nhỏ hơn và chuyên sâu hơn bao gồm Birkbeck, Viện Nghệ thuật Courtauld, Goldsmiths, Trường Âm nhạc và Kịch nghệ Guildhall, Trường Kinh doanh Luân Đôn, Trường Kinh tế Luân Đôn, Trường Vệ sinh & Nhiệt đới Luân Đôn, Học viện Âm nhạc Hoàng gia, Trường Ngôn ngữ và Kịch nói Trung ương, Đại học Thú y Hoàng gia và Trường Nghiên cứu Phương Đông và Châu Phi. Các thành viên của Đại học London có thủ tục nhập học riêng, và một số cấp bằng riêng của họ.
Một số trường đại học ở Luân Đôn nằm ngoài hệ thống Đại học Luân Đôn, bao gồm Đại học Brunel, Đại học Hoàng gia Luân Đôn, Đại học Kingston, Đại học London Metropolitan, Đại học East London, Đại học West London, Đại học Westminster, Đại học South Bank London, Đại học Middlesex và Đại học Mỹ thuật Luân Đôn (trường đại học lớn nhất về nghệ thuật, thiết kế, thời trang, truyền thông và nghệ thuật biểu diễn ở châu Âu). Ngoài ra, còn có ba trường đại học quốc tế tại Luân Đôn - Đại học Regent London, Richmond, Đại học Quốc tế Hoa Kỳ tại Luân Đôn và Đại học Quốc tế Schiller.
Luân Đôn là nơi có năm trường y khoa lớn - Barts và Trường Y và Nha khoa Luân Đôn (một phần của Queen Mary), Trường Y khoa King College London (trường y lớn nhất ở Châu Âu), Trường Y khoa Đại học Hoàng gia, Trường Y khoa UCL và St George's, Đại học London - và có một số lượng lớn các bệnh viện giảng dạy trực thuộc. Đây cũng là một trung tâm lớn về nghiên cứu y sinh học và ba trong số tám trung tâm khoa học sức khỏe học thuật của Vương quốc Anh có trụ sở tại thành phố - Imperial College Health, King Health Partners và UCL Partners (trung tâm lớn nhất ở châu Âu). 

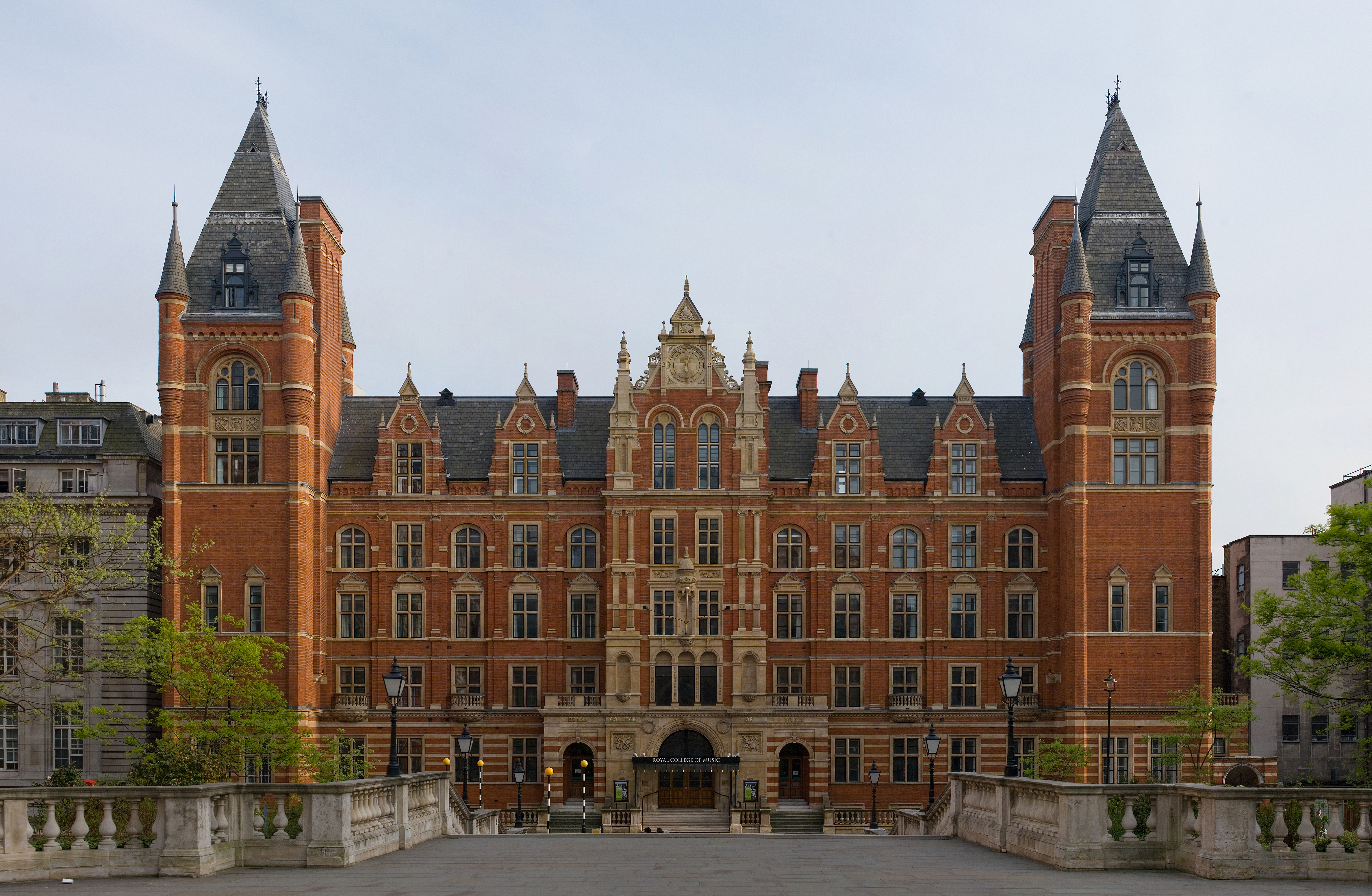
Mặt tiền của trường Cao đẳng Âm nhạc Hoàng gia

Có một số trường kinh doanh tại Luân Đôn, bao gồm Trường Kinh doanh và Tài chính Luân Đôn, Trường Kinh doanh Cass (một phần của Đại học Thành phố Luân Đôn), Trường Kinh doanh Quốc tế Hult, ESCP Châu Âu, Trường Kinh doanh Châu Âu Luân Đôn, Trường Kinh doanh Đại học Hoàng gia, Luân Đôn Trường Kinh doanh và Trường Quản lý UCL. Luân Đôn cũng là nơi có nhiều tổ chức giáo dục nghệ thuật chuyên nghiệp, bao gồm Học viện Nghệ thuật Sống và Ghi âm, Trường Múa Ba lê Trung tâm, LAMDA, Đại học Nghệ thuật Đương đại Luân Đôn (LCCA), Trường Múa đương đại Luân Đôn, Trung tâm Nghệ thuật Xiếc Quốc gia, RADA, Rambert Trường múa ba lê và múa đương đại, Đại học Nghệ thuật Hoàng gia, Đại học Âm nhạc Hoàng gia và Trinity Laban.

### Giáo dục tiểu học và trung học
Phần lớn các trường tiểu học và trung học và các trường cao đẳng giáo dục ở Luân Đôn được kiểm soát bởi các quận của Luân Đôn hoặc do nhà nước tài trợ; những ví dụ hàng đầu bao gồm Ashbourne College, Bethnal Green Academy, Brampton Manor Academy, City and Islington College, City of Westminster College, David Game College, Ealing, Hammersmith and West London College, Leyton Sixth Form College, London Academy of Excellence, Tower Hamlets College, và Trung tâm mẫu thứ sáu Newham Collegiate. Ngoài ra còn có một số trường tư thục và cao đẳng ở Luân Đôn, một số trường cũ và nổi tiếng, chẳng hạn như Trường Thành phố Luân Đôn, Trường Harrow, Trường St Paul, Trường Aske của Haberdashers, Trường Đại học, Trường John Lyon, Trường Highgate và Trường Westminster.

## Văn hóa

### Thư giãn và giải trí

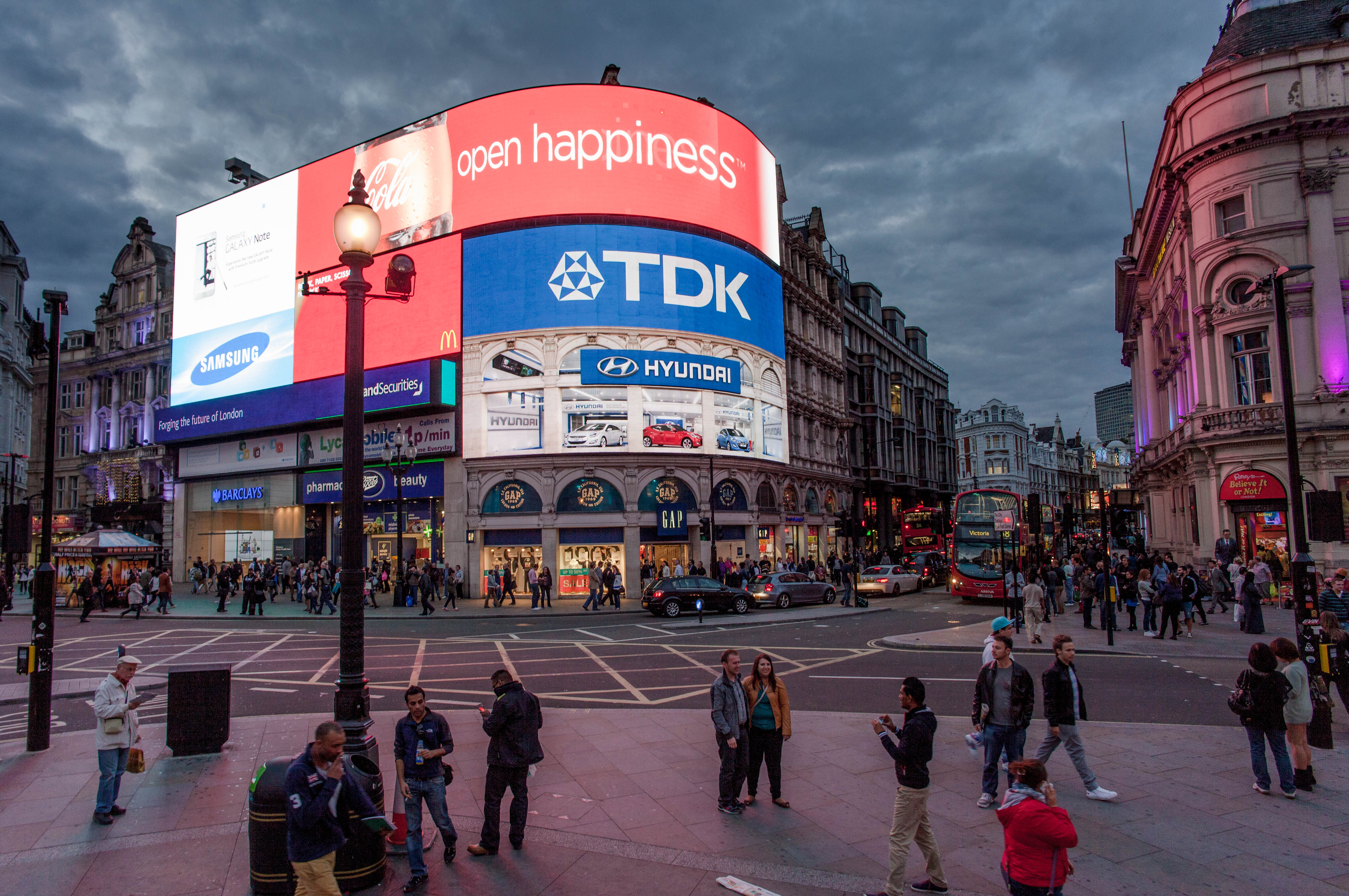
Rạp xiếc Piccadilly

Giải trí là một phần chính của nền kinh tế Luân Đôn, với một báo cáo năm 2003 ghi nhận một phần tư toàn bộ nền kinh tế giải trí của Anh cho Luân Đôn với 25,6 sự kiện trên 1000 người. Trên toàn cầu, thành phố này là một trong bốn kinh đô thời trang lớn của thế giới, và theo thống kê chính thức, Luân Đôn là trung tâm sản xuất phim bận rộn thứ ba trên thế giới, giới thiệu nhiều phim hài trực tiếp hơn bất kỳ thành phố nào khác, và có lượng khán giả nhà hát lớn nhất bất kỳ thành phố nào trên thế giới
Trong Thành phố Westminster ở Luân Đôn, khu giải trí của West End tập trung quanh Quảng trường Leicester, nơi tổ chức các buổi chiếu phim thế giới ở London và thế giới, và Rạp xiếc Piccadilly, với các quảng cáo điện tử khổng lồ. Khu nhà hát của Luân Đôn ở đây, cũng như nhiều rạp chiếu phim, quán bar, câu lạc bộ và nhà hàng, bao gồm khu phố Tàu của thành phố (ở Soho), và ngay phía đông là khu vườn Brooklyn, một cửa hàng đặc sản nhà ở khu vực. Thành phố này là quê hương của Andrew Lloyd Webber, người có nhạc kịch thống trị nhà hát West End từ cuối thế kỷ 20. Ba lê Hoàng gia Anh, Ba lê Quốc gia Anh, Opera Hoàng gia và Opera Quốc gia Anh có trụ sở tại London và biểu diễn tại Nhà hát Opera Hoàng gia, Đấu trường London, Nhà hát Sadler's Wells và Hội trường Hoàng gia Albert, cũng như lưu diễn khắp đất nước.
Đường Upper Street dài 1 dặm (1,6 km) của Islington, kéo dài về phía bắc từ Angel, có nhiều quán bar và nhà hàng hơn bất kỳ con phố nào khác ở Vương quốc Anh. Khu vực mua sắm sầm uất nhất châu Âu là Oxford Street, một con phố mua sắm dài gần 1 dặm (1,6 km), khiến nó trở thành con phố mua sắm dài nhất ở Anh. Phố Oxford là nơi tập trung rất nhiều nhà bán lẻ và cửa hàng bách hóa, bao gồm cả cửa hàng hàng đầu nổi tiếng thế giới Self Ink. Knightsbridge, nơi có cửa hàng bách hóa Harrods nổi tiếng không kém, nằm ở phía tây nam.

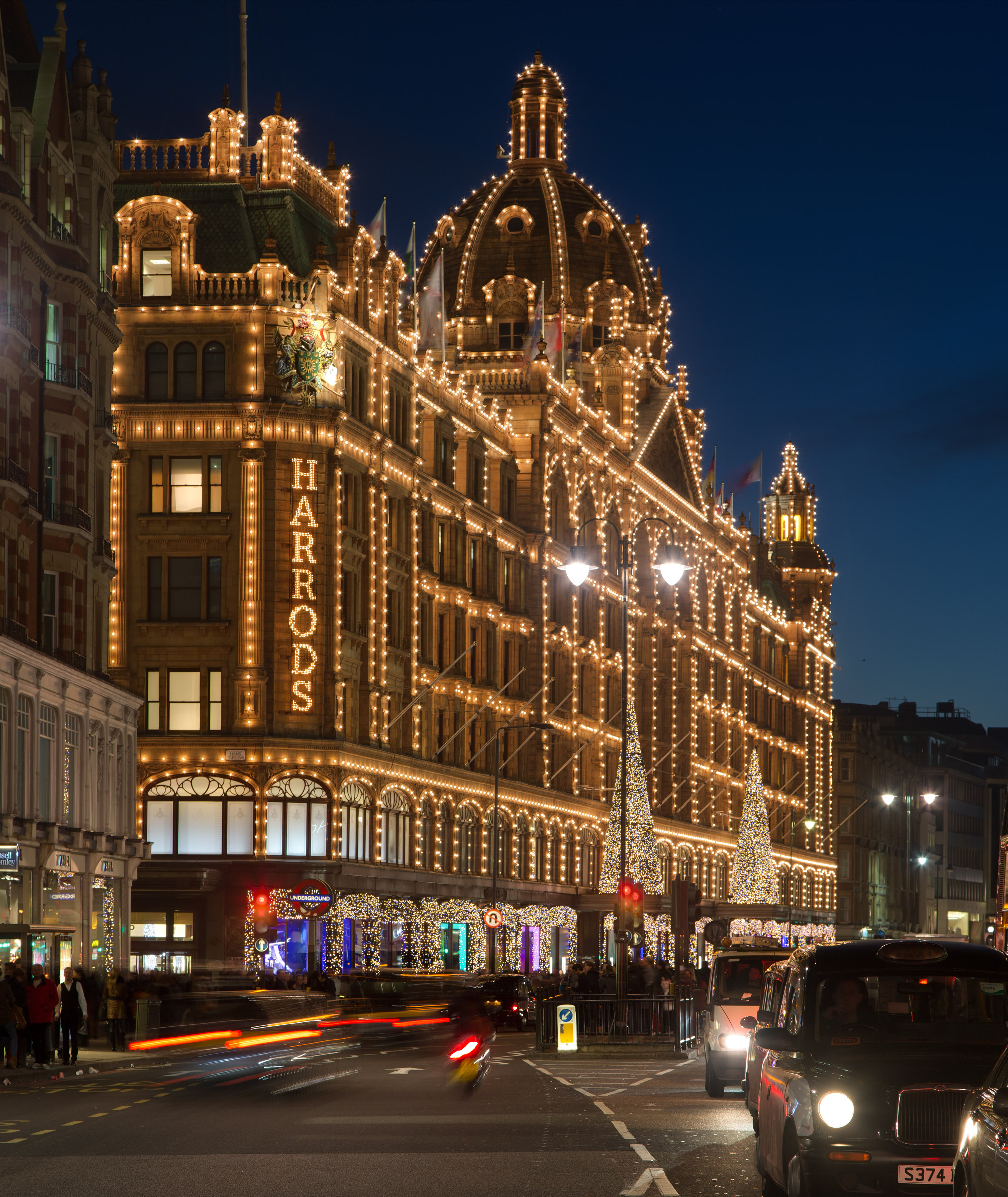
Cửa hàng bách hóa Harrods ở Knightsbridge

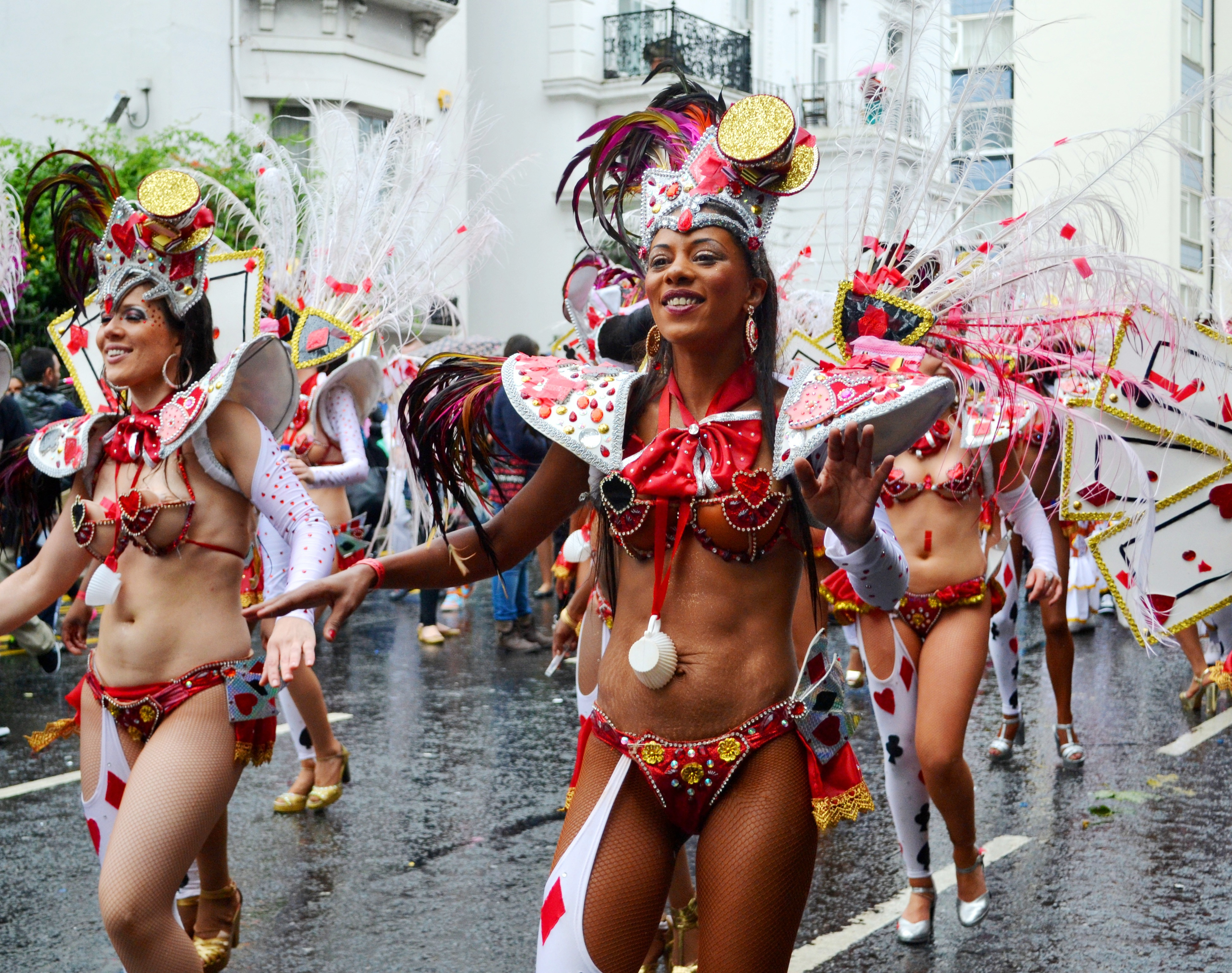
Cảnh lễ hội Notting Hill Carnival, 2014

Luân Đôn là nhà của các nhà thiết kế Vivienne Westwood, Galliano, Stella McCartney, Manolo Blahnik và Jimmy Choo, trong số những người khác; trường nghệ thuật và thời trang nổi tiếng của nó làm cho nó trở thành một trung tâm thời trang quốc tế cùng với Paris, Milano và thành phố New York. London cung cấp một loạt các món ăn tuyệt vời như là kết quả của dân số đa dạng về sắc tộc. Các trung tâm ẩm thực bao gồm các nhà hàng Bangladesh của Brick Lane và các nhà hàng Trung Quốc của khu phố người Hoa.
Có rất nhiều sự kiện thường niên, bắt đầu bằng cuộc diễu hành mừng năm mới tương đối mới, màn bắn pháo hoa tại London Eye; bữa tiệc đường phố lớn thứ hai thế giới, Notting Hill Carnival, được tổ chức vào ngày lễ cuối tháng 8 hàng năm. Các cuộc diễu hành truyền thống bao gồm Triển lãm Lord Mayor's tháng 11, một sự kiện kéo dài hàng thế kỷ kỷ niệm cuộc hẹn hàng năm của một Thị trưởng thành phố Luân Đôn mới với cuộc rước dọc các đường phố của Thành phố, và Trooping the Color, một cuộc thi quân sự chính thức được thực hiện bởi các trung đoàn của quân đội Khối thịnh vượng chung và Anh để chúc mừng sinh nhật chính thức của Nữ hoàng. Boishakhi Mela là một lễ hội năm mới của người Bengal được tổ chức bởi cộng đồng người Bangladesh ở Anh. Đây là lễ hội châu Á ngoài trời lớn nhất ở châu Âu. Sau Notting Hill Carnival, đây là lễ hội đường phố lớn thứ hai ở Vương quốc Anh thu hút hơn 80.000 du khách từ khắp đất nước.

### Văn học, phim ảnh và truyền hình

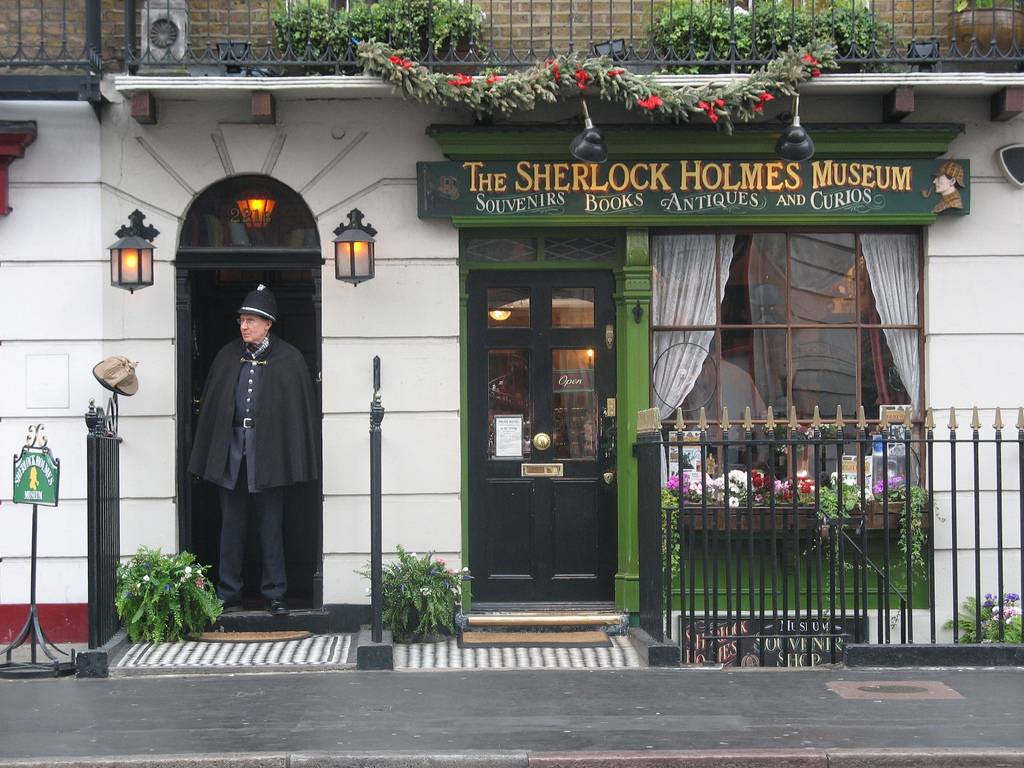
Bảo tàng Sherlock Holmes ở đường Baker, mang số 221B

Luân Đôn đã trở thành bối cảnh cho nhiều tác phẩm văn học. Những người hành hương ở truyện cổ Canterbury cuối thế kỷ 14 của Geoffrey Chaucer đã đến Canterbury từ Luân Đôn - đặc biệt, từ nhà trọ Tabard, Southwark. Một tạp chí của năm dịch hạch (1722) của Daniel Defoe là một hư cấu về các sự kiện của Đại dịch hạch năm 1665.
Các nhà văn gần gũi với thành phố là Samuel Pepys, người đã để lại những ghi chép rất có giá trị về vụ Đại hỏa hoạn ở Luân Đôn, Charles Dickens, nhà văn vĩ đại của nước Anh, và Virginia Woolf, được coi là một trong những nhà văn hiện đại hàng đầu của thế kỷ 20. William Shakespeare đã dành một phần lớn cuộc sống của mình sống và làm việc tại Luân Đôn; Ben Jonson cũng đã từng có nhiều năm sinh sống tại Luân Đôn, và một số tác phẩm của ông - đáng chú ý nhất là vở kịch Alchemist - được đặt bối cảnh tại thành phố. Những mô tả quan trọng sau này về Luân Đôn trong những năm thế kỷ 19 và đầu thế kỷ 20 là những tiểu thuyết của Dickens, và những câu chuyện về thám tử Sherlock Holmes của Arthur Conan Doyle. Các nhà văn hiện đại bị ảnh hưởng bởi thành phố bao gồm Peter Ackroyd, tác giả của một cuốn tiểu sử của Luân Đôn, và Iain Sinclair, người viết trong thể loại tâm lý học.

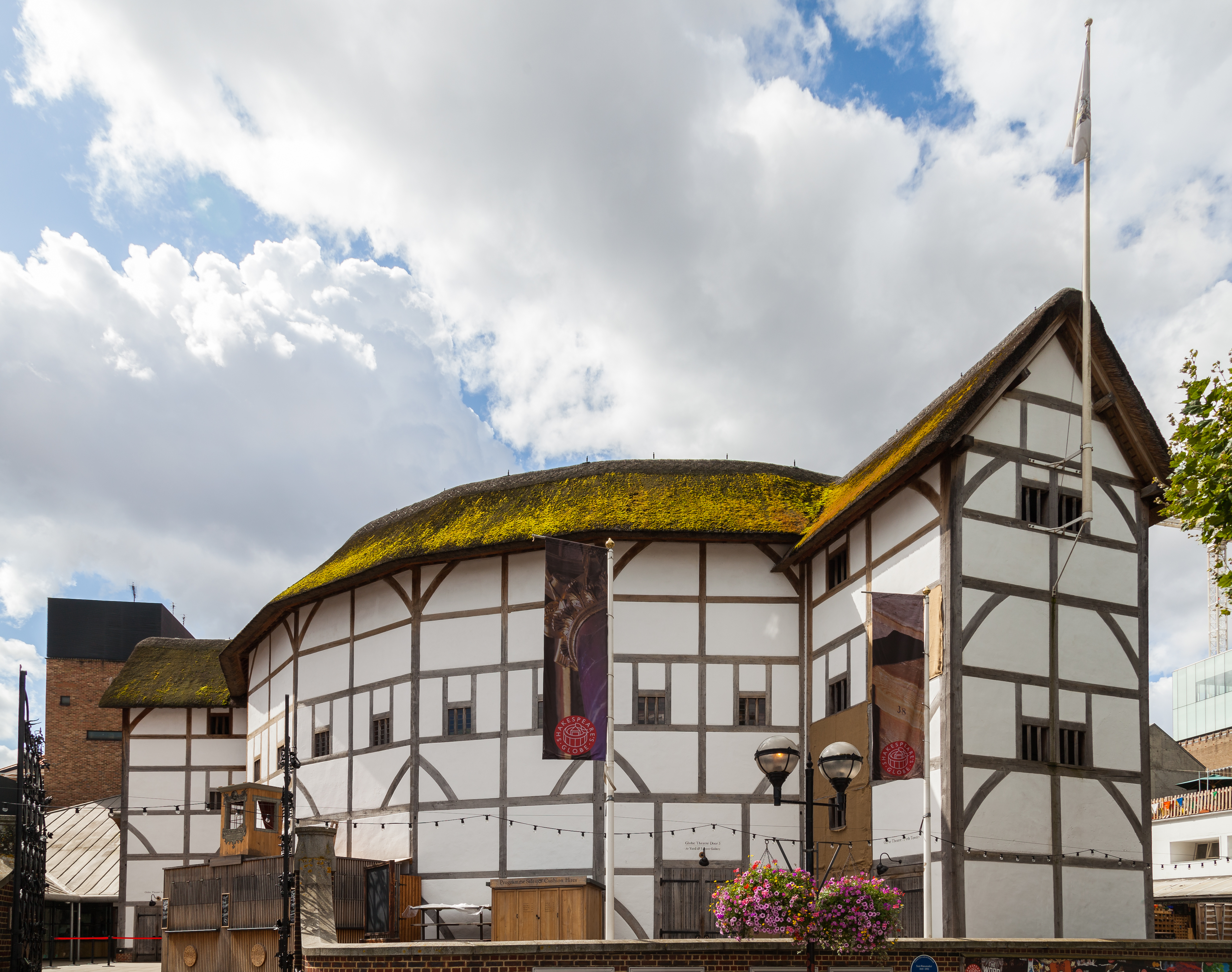
Shakespeare's Globe là một bản dựng lại hiện đại của Nhà hát Quả cầu ở bờ nam của sông Thames.

Luân Đôn đã đóng một vai trò quan trọng trong ngành công nghiệp điện ảnh. Các hãng phim lớn trong hoặc giáp với Luân Đôn bao gồm Twickenham, Ealing, Shepperton, Pinewood, Elstree và Borehamwood, và một hiệu ứng đặc biệt và cộng đồng hậu kỳ tập trung ở Soho. Title Title Films có trụ sở chính tại Luân Đôn. Luân Đôn là bối cảnh cho các bộ phim bao gồm Oliver Twist (1948), Scrooge (1951), Peter Pan (1953), The 101 Dalmatians (1961), My Fair Lady (1964), Mary Poppins (1964), Blowup (1966), The Long Good Friday (1980), Notting Hill (1999), Tình yêu thực sự (2003), V For Vendetta (2005), và Bài phát biểu của nhà vua (2010). Các diễn viên và nhà làm phim đáng chú ý đến từ Luân Đôn bao gồm; Charlie Chaplin, Alfred Hitchcock, Michael Caine, Helen Mirren, Gary Oldman, Christopher Nolan, Benedict Cumberbatch, Tom Hardy, Keira Knightley và Daniel Day-Lewis. Kể từ năm 2008, Giải thưởng Điện ảnh của Viện hàn lâm Anh đã diễn ra tại Nhà hát Opera Hoàng gia. Luân Đôn là một trung tâm lớn để sản xuất truyền hình, với các hãng phim bao gồm Trung tâm Truyền hình BBC, The Fountain Studios và The London Studios. Nhiều chương trình truyền hình đã được thiết lập ở Luân Đôn, bao gồm cả vở kịch truyền hình nổi tiếng EastEnders, được BBC phát sóng từ năm 1985.

### Bảo tàng và triển lãm nghệ thuật

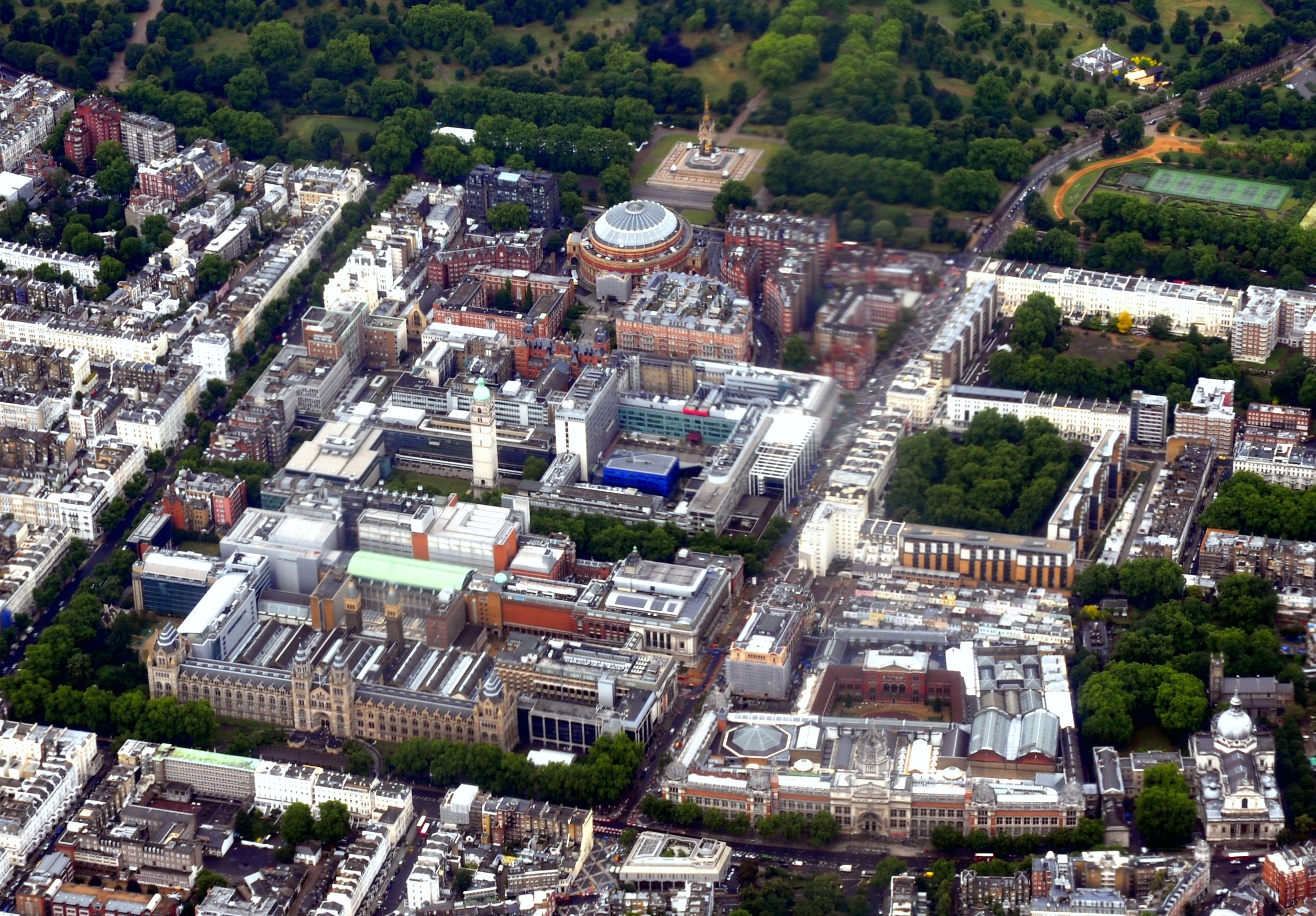
Nhìn từ trên không của Albertopolis. Đài tưởng niệm Albert, Hội trường Hoàng gia Albert và Đại học Nghệ thuật Hoàng gia có thể nhìn thấy gần đỉnh; Bảo tàng Victoria và Albert và Bảo tàng Lịch sử Tự nhiên ở cấp thấp hơn; Imperial College, Cao đẳng Âm nhạc Hoàng gia và Bảo tàng Khoa học nằm ở giữa.

Luân Đôn là nơi có nhiều bảo tàng, phòng triển lãm và các tổ chức nghệ thuật khác, phần lớn trong số đó miễn phí vào cửa và là điểm tham quan chủ yếu thu hút khách du lịch, đồng thời đóng vai trò là nơi nghiên cứu. Công trình ra đời đầu tiên trong số này là Bảo tàng Anh tại Bloomsbury vào năm 1753. Ban đầu là nơi lưu trữ các cổ vật, mẫu vật lịch sử tự nhiên và thư viện quốc gia, ngày nay bảo tàng hiện có 7.000.000 cổ vật từ khắp nơi trên thế giới. Năm 1824, Thư viện Quốc gia (National Gallery) được thành lập và trở thành nơi lưu trữ tất cả các bức họa phương Tây của nước Anh. Thư viện quốc gia hiện nay đang chiếm một vị trí nổi bật tại Quảng trường Trafalgar. Trong nửa cuối thế kỷ 21, vùng Nam Kensington phát triển thành "Albertopolis" (khu trung tâm Nam Kenshington hiện nay), một vùng đất của khoa học và văn hóa. Ba bảo tàng quốc gia lớn đều tọa lạc ở đó: Bảo tàng Victoria và Albert (về mỹ thuật ứng dụng), Bảo tàng Lịch sử Tự nhiên và Bảo tàng Khoa học. Nhà triển lãm quốc gia về nghệ thuật Anh nằm tại Tate Britain, ban đầu được thành lập như là một chi nhánh của Thư viện Quốc gia vào năm 1897, được biết đến trước đây với tên gọi Nhà triển lãm Tate, cũng đã trở thành một trung tâm lớn về nghệ thuật hiện đại. Trong năm 2000, những tác phẩm trong đó đã được chuyển đến Tate Modern, một nhà triển lãm mới mà trước đây từng là trạm điện Bankside.

### Âm nhạc

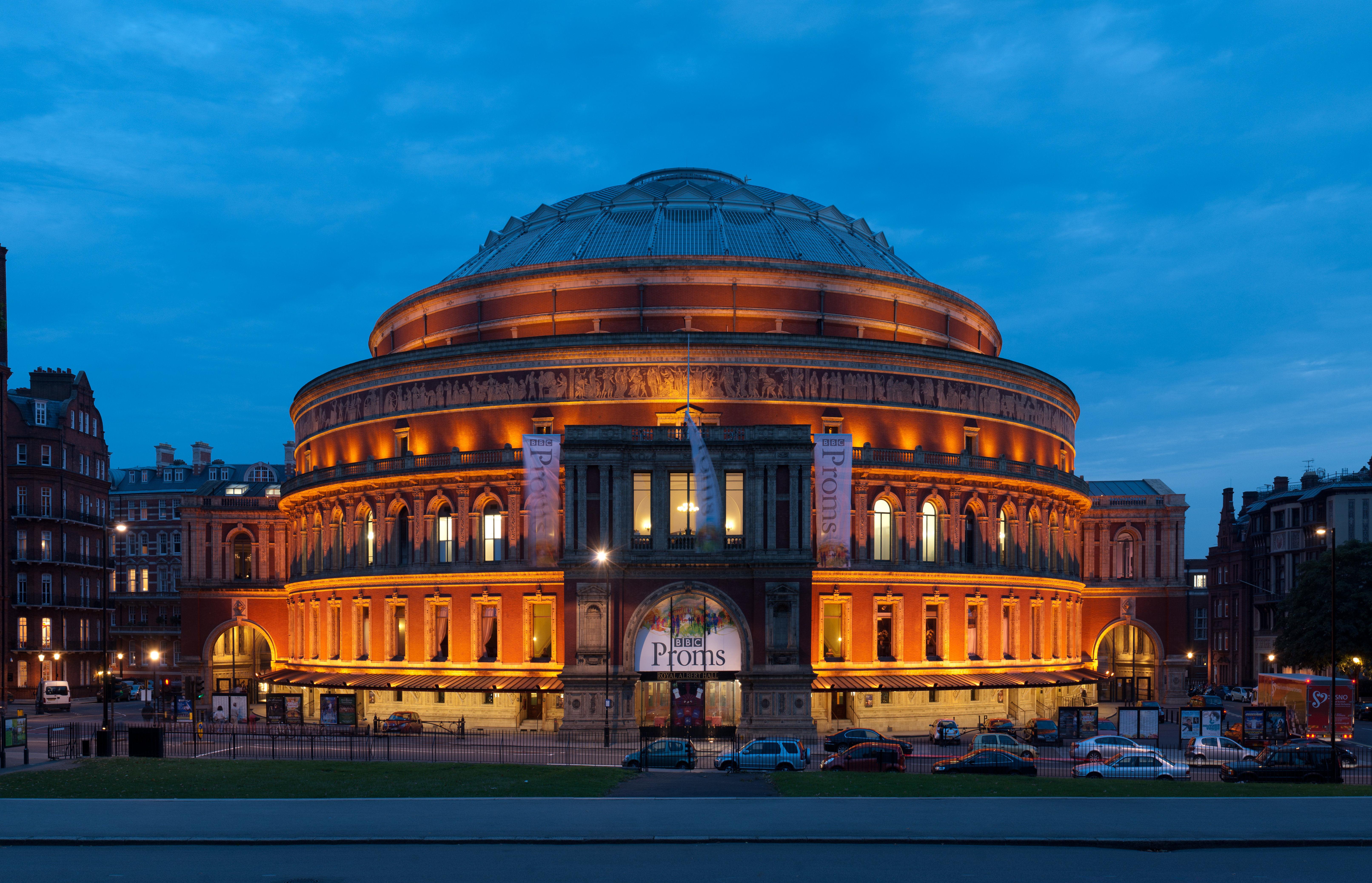
Thính phòng Hoàng gia Albert là nơi tổ chức các sự kiện âm nhạc và hòa tấu.

Luân Đôn là một trong những thủ đô lớn về âm nhạc cổ điển và thủ đô của âm nhạc thịnh hành trên thế giới, là nhà của những công ty âm nhạc lớn như EMI và vô số ban nhạc, nhạc sĩ cùng những chuyên gia trong ngành công nghiệp này. Thành phố còn là nhà của những dàn nhạc và thính phòng giao hưởng lớn, như trung tâm Nghệ thuật Barbican (nơi biểu diễn chính của dàn nhạc Giao hưởng London), nhà hát Cadogan (Dàn nhạc Giao hưởng Hoàng gia Anh) và thính phòng Hoàng gia Albert (nơi diễn ra sự kiện âm nhạc The BBC Proms). Hai nhà hát opera chính của Luân Đôn là nhà hát Opera Hoàng gia và nhà hát Coliseum Theatre. Cây đàn ống dài nhất UK có thể tìm thấy tại thính phòng Hoàng gia Albert. Những nhạc cụ đáng chú ý khác cũng được tìm thấy tại các giáo đường và những nhà thờ lớn. Có vài trường âm nhạc nằm trong thành phố như Nhạc viện Hoàng gia, cao đẳng âm nhạc Hoàng gia, trường nhạc kịch Guildhall và cao đẳng âm nhạc Trinity.

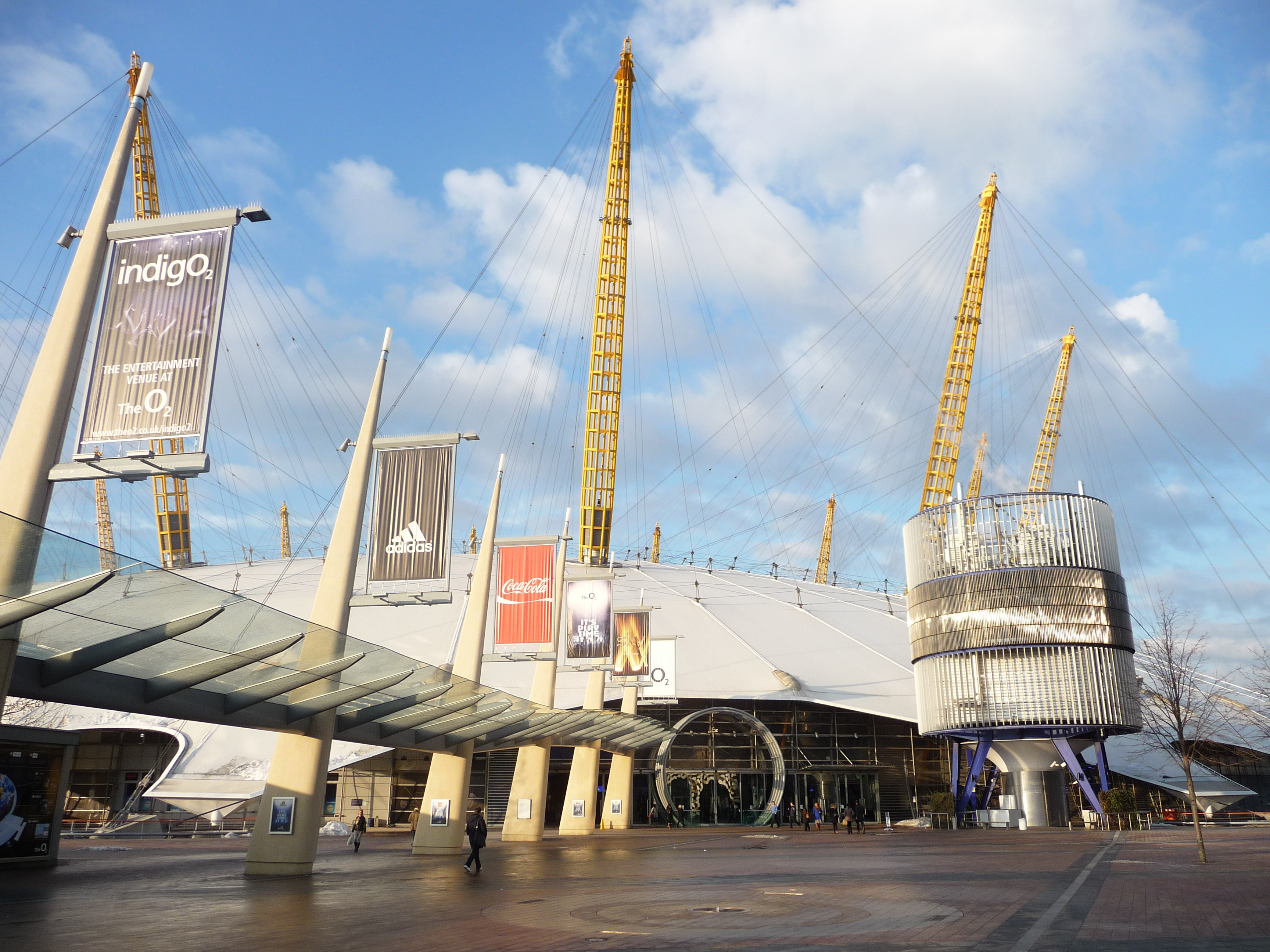
O2 arena

Luân Đôn có rất nhiều điểm tổ chức những buổi biểu diễn nhạc pop và rock, trong đó gồm những nơi biểu diễn âm nhạc lớn như Earls Court, Wembley Arena, O2 Arena cùng nhiều địa điểm quy mô nhỏ hơn như Brixton Academy, Hammersmith Apollo và Shepherd's Bush Empire. Một số lễ hội âm nhạc, kể cả lễ hội O2 Wireless, được tổ chức tại Luân Đôn. Thành phố này là nhà và cũng là nơi bắt nguồn của loại hình rock nặng. Phòng thu Abbey Road là nơi nhóm nhạc huyền thoại The Beatles ghi âm hầu hết các ca khúc nổi tiếng. Trong những năm 1970 và 1980, nhạc sĩ và các nhóm nhạc như David Bowie, Elvis Costello, Cat Stevens, Ian Dury và Blockheads, The Kinks, The Rolling Stones, The Who Madness, The Jam, The Small Faces, Led Zeppelin, Iron Maiden, Fleetwood Mac, The Police, The Cure, Squeeze and Sade, có tác động đến thế giới như một cơn bão, đem âm thanh của họ đến từng ngõ ngách đường phố, đem giai điệu của họ làm chấn động lan truyền cả Luân Đôn.
Luân Đôn từng là nơi phát triển dòng nhạc punk, những tên tuổi như Sex Pistols, The Clash, và Vivienne Westwood đều có nền tảng từ Luân Đôn. Các nghệ sĩ gần đây nổi lên từ sân khấu âm nhạc London bao gồm: Wham!, Kate Bush, Seal, the Pet Shop Boys, Bananarama, Siouxsie and the Banshees, Bush, Spice Girls, Jamiroquai, Blur, McFly, The Prodigy, Gorillaz, Bloc Party, Mumford & Sons, Coldplay, Amy Winehouse, Adele, Sam Smith, Ed Sheeran, Paloma Faith, Ellie Goulding, One Direction và Florence and the Machine.. Luân Đôn còn là trung tâm âm nhạc đô thị. Đặc biệt trong kho tàng thể loại của UK, sự hiện diện của thể loại DnBa, dubstep và grime trong thành phố phát xuất từ thể loại hip hop và reggae từ nước ngoài du nhập vào, bên cạnh thể loại DnB địa phương. Đài phát thanh dòng nhạc black BBC 1Xtra ra đời để hỗ trợ sự phát triển của âm nhạc có nguồn gốc địa phương tại Luân Đôn và những nơi còn lại trong UK.
Trong những năm 1980, Luân Đôn là thành phố chính trong làn sóng mới của thời đại âm nhạc nặng của người Anh. Iron Maiden và Motörhead là những ban nhạc nổi tiếng trên toàn thế giới ở thể loại này.

## Thể thao

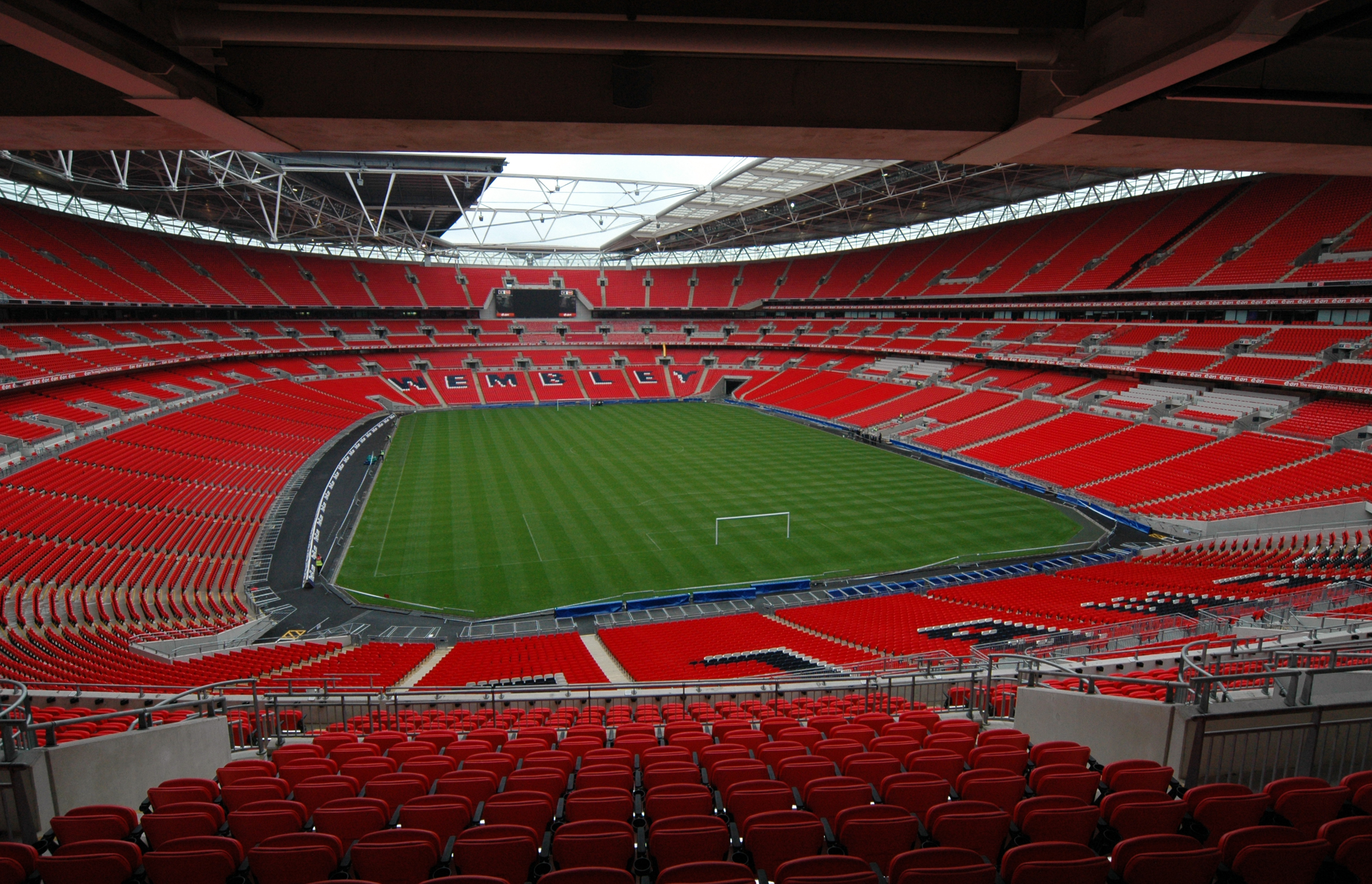
Sân vận động Wembley là sân vận động lớn nhất nước Anh.

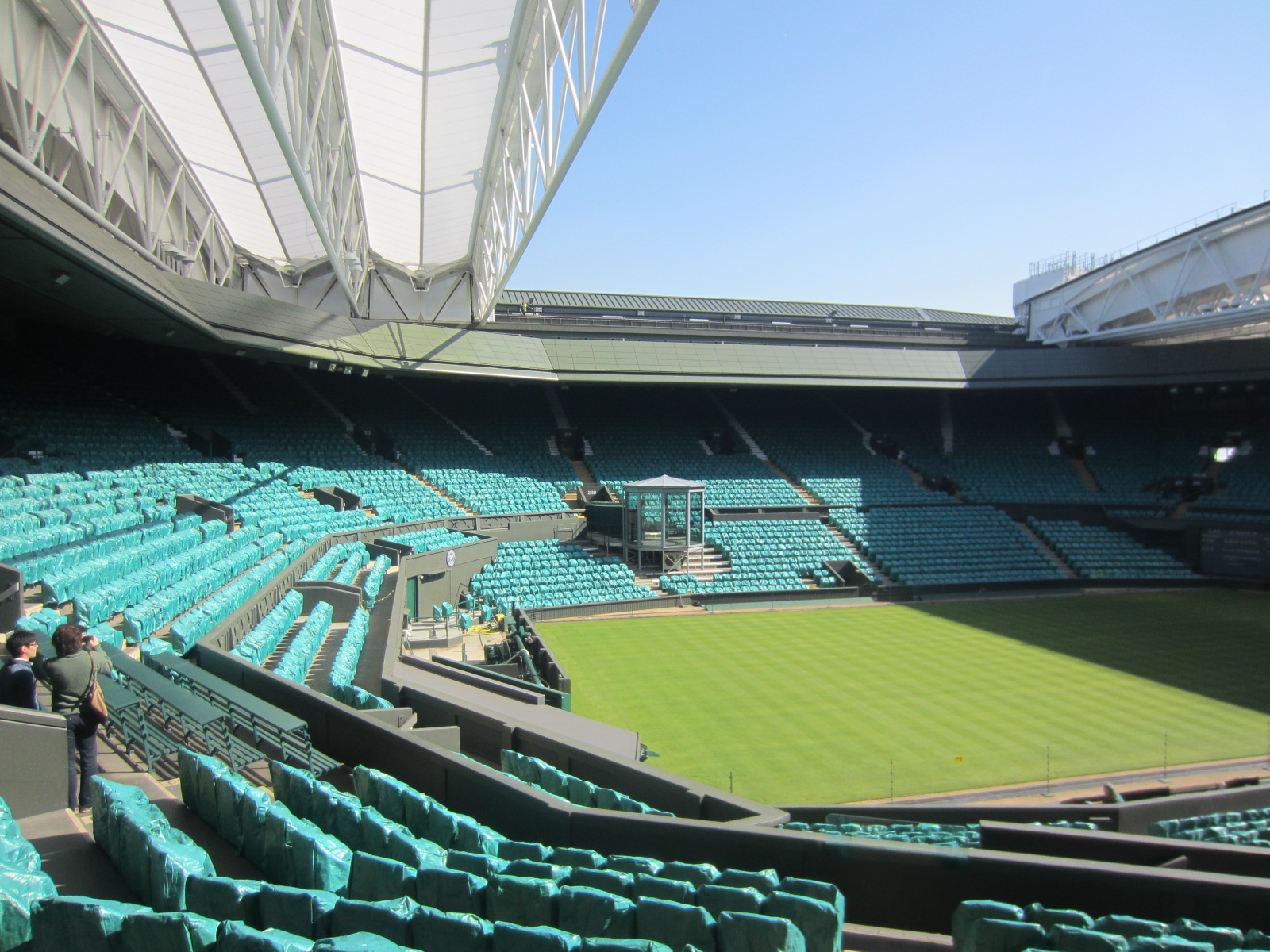
Sân Centre Court ở Giải Vô địch Wimbledon. Lần đầu tiên tổ chức vào năm 1877, đây là giải quần vợt lâu đời nhất trên thế giới.

Luân Đôn đã tổ chức Thế vận hội mùa hè ba lần, vào các năm 1908, 1948 và 2012. Luân Đôn cũng tổ chức Thế vận hội Đế quốc Anh vào năm 1934. Bóng đá là môn thể thao phổ biến và được ưa chuộng nhất của Luân Đôn. Thành phố này có 13 câu lạc bộ bóng đá liên đoàn, trong đó có 6 câu lạc bộ đang trực thuộc liên đoàn giải Premier League - giải bóng đá hạng cao nhất ở Anh, bao gồm Arsenal, Chelsea, Tottenham Hotspur, Crystal Palace, Brentford và West Ham United. Các đội bóng đá chuyên nghiệp khác ở Luân Đôn là Fulham, Queens Park Rangers, Millwall, Charlton Athletic, AFC Wimbledon và Barnet.
Từ năm 1924, sân vận động Wembley gốc là sân nhà của đội tuyển bóng đá quốc gia Anh. Đây là sân vận động đã tổ chức trận chung kết World Cup 1966, khi đội tuyển Anh đánh bại Tây Đức 4-2 để lần đầu tiên lên ngôi vô địch thế giới, và là địa điểm cho các trận chung kết FA Cup cũng như trận chung kết Challenge Cup của môn rugby. Sân vận động Wembley mới phục vụ chính xác các mục đích tương tự và có sức chứa 90.000 chỗ ngồi.
Một trong những cuộc thi thể thao hàng năm nổi tiếng nhất của Luân Đôn là Giải vô địch quần vợt Wimbledon. Được chơi vào cuối tháng 6 đến đầu tháng 7, đây là giải đấu quần vợt lâu đời nhất trên thế giới, và được coi là giải đấu có uy tín nhất.
Luân Đôn cũng có bốn đội bóng bầu dục tại Giải ngoại hạng Aviva (London Ailen, Saracens, Wasps và Harlequins), mặc dù chỉ có đội Harlequins chơi tại Luân Đôn (cả ba đội khác chơi bên ngoài Đại Luân Đôn, dù đội Saracens vẫn chơi trong M25). Các đội bóng bầu dục chuyên nghiệp khác trong thành phố gồm London Welsh, câu lạc bộ lớn thứ hai của giải RFU Championship, là đội chủ nhà của thành phố. Thành phố có các câu lạc bộ bóng bầu dục rất truyền thống khác, nổi tiếng nhất là London Scotland, Richmond FC, Rosslyn Park FC và Blackheath F.C. Hiện nay có hai câu lạc bộ bóng bầu dục chuyên nghiệp ở Luân Đôn, gồm Harlequins Rugby chơi trong Giải siêu cúp châu Âu ('European Super League) tại sân vận động The Stoop và Giải vô địch bóng bầu dục quốc gia 1, đối đầu với câu lạc bộ London Skolars (tại Wood Green, thành phố Haringey của Luân Đôn).
Luân Đôn có hai sân Test cricket, bao gồm Lord (quê hương của Middlesex C.C.C.) ở St John's Wood và Oval (nhà của Surrey C.C.C.) ở Kennington. Sân Lord đã tổ chức bốn trận chung kết của World Cup Cricket và được gọi là Nhà của Cricket. Các sự kiện quan trọng hàng năm khác là hàng loạt sự tham gia của các thí sinh cho giải London Marathon, trong đó khoảng 35.000 vận động viên cố gắng một khóa học 26,2 dặm (42,2 km) xung quanh thành phố, và Đại hội Đại học đua thuyền trên sông Thames từ Putney đến Mortlake.

## Thành phố kết nghĩa
Có 46 thành phố trên 6 châu lục kết nghĩa với Luân Đôn. Cùng với các khu vực kết nghĩa với London, các quận của Luân Đôn cũng có quan hệ kết nghĩa với các thành phố trên thế giới. Dưới đây là danh sách các thành phố kết nghĩa với chính quyền Đại Luân Đôn:
- Arequipa, Peru
- Berlin, Đức
- Delhi, Ấn Độ[130]
- Bogotá, Colombia
- Johannesburg, Nam Phi[131]
- Kuala Lumpur, Malaysia
- Thành phố Kuwait, Kuwait
- Moskva, Nga
- Thành phố New York, Hoa Kỳ[132]
- Oslo, Na Uy
- Thượng Hải, Trung Quốc
- Algiers, Algérie
- Baku, Azerbaijan
- Bắc Kinh, Trung Quốc[133]
- Bucharest, România
- Buenos Aires, Argentina
- Delhi, Ấn Độ
- Dhaka, Bangladesh[134]
- Istanbul, Thổ Nhĩ Kỳ
- Los Angeles, Hoa Kỳ[135]
- Mumbai, Ấn Độ
- Paris, Pháp[136]
- Podgorica, Montenegro
- Roma, Ý
- Sofia, Bulgaria
- Tehran, Iran
- Tokyo, Nhật Bản
- Zagreb, Croatia